# Cathédrale Notre-Dame de Strasbourg
Pour les articles homonymes, voir Cathédrale Notre-Dame.
La cathédrale Notre-Dame de Strasbourg (en alsacien de Strasbourg : Liebfråiminschter z'Stroosburi ou Stroosburjer Minschter ; en allemand: Liebfrauenmünster zu Straßburg ou Straßburger Münster) est une cathédrale gothique située à Strasbourg, en Alsace.
Siège, disputé durant la Réforme, d’évêques qui ont été suffragants de la province de Mayence jusqu’au concordat de 1801, elle est ensuite exclusivement affectée au culte catholique romain. Elle est depuis 1988 le siège d’un archidiocèse propre.
Fondée en 1015 sur les vestiges d’une précédente cathédrale, elle est élevée à partir de 1220 par la ville impériale libre de Strasbourg, riche république marchande et financière, dans le style gothique, et est pratiquement achevée en 1365. Elle a la particularité d’avoir vu l’espace entre ses deux tours comblé en 1388 et se reconnaît à son clocher unique, surmonté d’une flèche qui lui a été ajoutée en 1439. Entre 1647 et 1874, pendant plus de deux siècles, elle fut le plus haut édifice du monde avec ses cent quarante-deux mètres de hauteur. Elle demeure la deuxième cathédrale la plus élevée de France après Rouen et la cinquième du monde,.
Ce « prodige du gigantesque et du délicat » admiré de Victor Hugo et célébré par Goethe, qui a connu là ses premières amours, est visible de très loin dans la plaine d’Alsace, jusque depuis les Vosges ou la Forêt-Noire. Côtoyée par le bâtiment de la Fondation de l’Œuvre Notre-Dame et le palais Rohan, elle se dresse sur la place de la cathédrale, au cœur de la Grande Île, le centre historique de Strasbourg.

## Situation
La cathédrale est située dans la partie sud de la Grande Île de Strasbourg, en France. Elle se trouve à l’ouest dans le prolongement de la rue Mercière, qui donne sur la place de la cathédrale, cette dernière s’étendant également sur tout le côté nord de l’édifice. À l’est, elle est prolongée par le bâtiment du Grand séminaire, jumelé au sud avec le lycée Fustel-de-Coulanges. Ce dernier ouvre sur la place du Château, qui s’étend au sud de la cathédrale et autour de laquelle s’ordonnent également le Palais Rohan, la Maison de l’Œuvre Notre-Dame et le bâtiment de l’ancienne école impériale de santé militaire.
À l’inverse de beaucoup d’autres cathédrales, peu de démolitions ont été effectuées afin de dégager la perspective sur l’édifice. La cathédrale de Strasbourg a ainsi la particularité de rester enchâssée dans le bâti environnant, avec un parvis de faible superficie n’offrant qu’un faible recul par rapport à la monumentalité de la façade.
Au Moyen Âge, l’édifice se trouve au cœur d’un quartier cathédral de fait, c’est-à-dire qui n’est pas matérialisé par des fortifications comme à Béziers ou un alignement de bâtiments comme le cloître Notre-Dame de Chartres, mais par le regroupement des bâtiments communautaires dans le périmètre proche de la cathédrale. À l’emplacement du grand séminaire se trouve ainsi à cette époque le Bruderhof, siège du grand chapitre, tandis que du côté sud se situent le Bischofshof, le château de l’évêque, et le Fronhof, la cour des corvées, toujours matérialisés par la place du Château, le Palais Rohan et la Maison de l’Œuvre Notre-Dame. Enfin du côté nord, dans la rue du Dôme, se trouvent le Gürtlerhof, siège du grand chœur, une sorte de chapitre parallèle et les résidences d’un grand nombre de prêtres. Bien que sa trace reste visible dans le bâti, le quartier cathédral s’est progressivement désagrégé à partir de la fin du Moyen Âge avec l’éloignement progressif des résidences des chanoines et de l’évêque

## Histoire

### Antiquité tardive et haut Moyen Âge

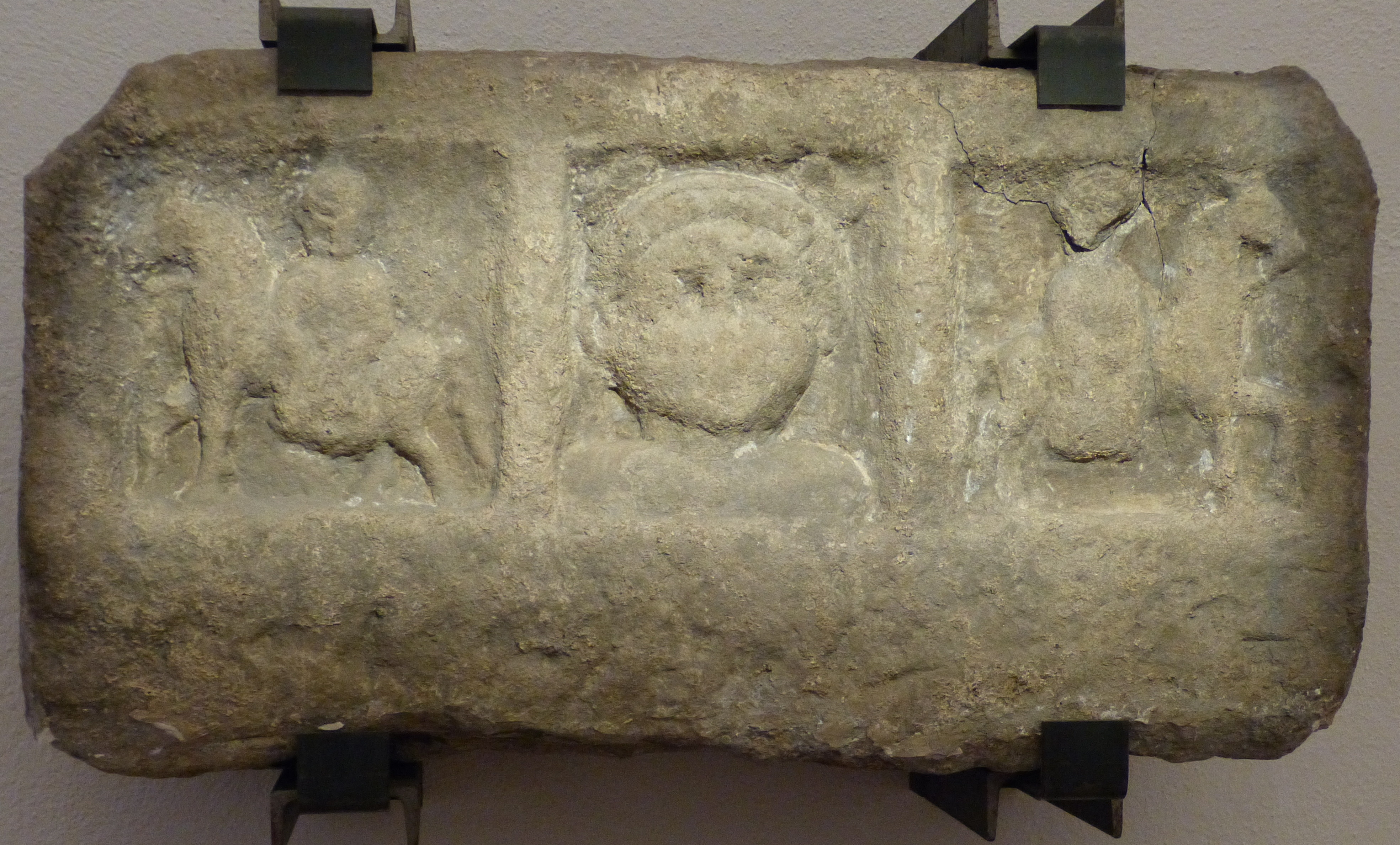
Relief du IIe siècle représentant Mercure et Épona, découvert sous la tour nord de la cathédrale.

À la fin de l’Antiquité, Strasbourg, alors appelée Argentoratum, est un important camp fortifié de l’armée romaine. L'emplacement de la cathédrale actuelle est situé au centre de ce camp, là où se trouvaient probablement les maisons des tribuns et différents lieux de culte païen : Robert Forrer y localise un temple de Mercure, tandis que Jean-Jacques Hatt et François Pétry supposent plutôt l’existence d’une multitude de petits sanctuaires, organisés ou non autour d’une place. Le quartier est détruit et reconstruit à plusieurs reprises entre le Ier siècle et le IVe siècle ; à partir de cette date il ne semble avoir été occupé que par des cabanes, au moins jusqu’au Ve siècle.
Le chroniqueur du XIVe siècle Jacques Twinger de Koenigshoffen attribue la construction de la première cathédrale en bois à Clovis, en 510. Parallèlement, il est établi qu’il y avait déjà un évêque, nommé Amandus, installé à Strasbourg au milieu du IVe siècle, et donc peut-être également une cathédrale,. Aucune preuve solide de l’existence d’une cathédrale n’existe cependant pour cette période. Des fragments de tuiles portant la marque de l’évêque Arbogast, ayant vécu entre la fin du Ve siècle et le début du VIIe siècle, ont bien été retrouvés sur le site, mais s’ils permettent de savoir que cet évêque possédait une tuilerie dont la production a été utilisée pour construire ou rénover un bâtiment à proximité, ils sont insuffisants pour prouver la présence d’une cathédrale.
Des preuves plus concrètes de l’existence d’une cathédrale apparaissent à partir du VIIIe siècle. En 728, l’évêque Remi en consacre le maître autel à Marie, et son testament de 778 mentionne également la construction d’une crypte, bien qu’il ne soit pas certain que cet édifice soit en lien avec la cathédrale, que l’archéologie n’a pu localiser,. Par ailleurs, Ermold le Noir décrit en 826 une vision ayant eu lieu quelques décennies plus tôt, en 755, et ayant pour cadre la cathédrale. Le texte, qui évoque une procession passant par plusieurs autels, ainsi qu’une cuve baptismale située dans l’église, a donné lieu à plusieurs interprétations sur la forme de l’édifice : Hans Reinhardt et Roland Recht y voient la description d’une église à deux chœurs opposés, similaire à l’église abbatiale de Saint-Gall, tandis que pour Edmond Faral, Robert Will et François-Jacques Himly il n’y aurait qu’un seul chœur, auquel seraient accolées deux absidioles,. Si les textes ne précisent pas les dommages subis par la cathédrale lors du siège de Strasbourg par Charles le Simple en 913, ils sont en revanche plus disserts sur celui de 1002 : cette année-là, pour se venger de l’évêque Werner qui n’a pas soutenu sa candidature au trône de Germanie, le duc d’Alsace Hermann II s’empare de la ville, ses troupes pillant et incendiant alors la cathédrale. Il est possible que Werner se soit contenté dans un premier temps de réparer l’édifice existant, Jacques Twinger mentionnant un nouvel incendie en 1007. Ce dernier a pour conséquence la destruction totale de la cathédrale, et la construction d’une nouvelle église ex nihilo.

### La cathédrale de Werner (1015-1180)

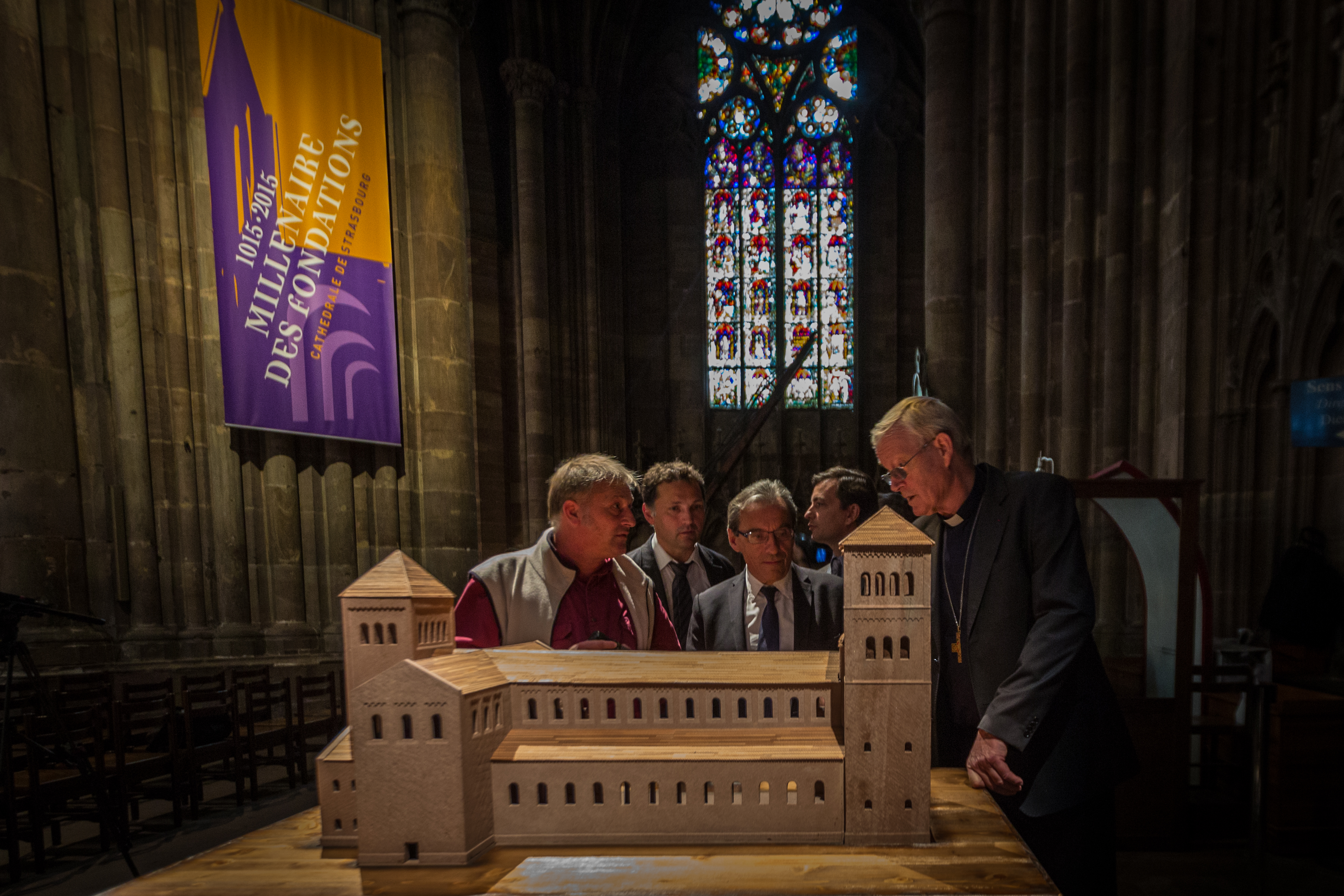
Présentation de la maquette de la cathédrale ottonienne (1015) à Jean-Pierre Grallet et Roland Ries.

La date du début du chantier de cette nouvelle cathédrale n’est pas connue avec précision, mais un passage des Annales de Marbach, rédigé vers 1190, indique qu’en 1015 « le monastère de Sainte-Marie s’éleva pour la première fois au-dessus de ses fondations ». De la même manière, aucun texte n’indique la date de la fin de la construction, mais celle-ci était probablement terminée au plus tard en 1140,. La cathédrale ottonienne est de dimensions exceptionnelles (110 m de long, sa nef atteignant une hauteur de 27 m), ce qui en fait une plus grandes églises de l'empire germanique à une époque où la population strasbourgeoise est évaluée à 2 000 habitants. Elle sert « de modèle à des constructions d'importance majeure, comme les abbatiales de Limburg et de Reichenau-Mittelzell. Surtout, elle est à l'origine d'un important groupe de façades romanes à deux tours, dont les exemples se rencontrent dans toute la région du Rhin supérieur ».
Le jour de Noël 1074, une partie de l’édifice s’effondre pendant une tempête : bien que les textes ne précisent pas quelle partie a été touchée, il pourrait s’agir d’une tour surmontant le chevet, la crypte, et donc probablement l’ensemble de l’abside, étant reconstruite à la fin du XIe siècle. Le XIIe siècle est ensuite marqué par de nombreux incendies, en 1136, 1140, 1150 et 1176 ; une source tardive évoque un autre incendie en 1142, mais cela semble être une erreur. Certains de ces sinistres, dont il est souvent difficile de mesurer l’ampleur, ont pu entraîner des modifications importantes de l’édifice. Ainsi, celui de 1136 semble avoir entraîné la reconstruction complète des parties occidentales et celui de 1150 des transformations de grande ampleur dans la crypte et le transept. C’est toutefois l’incendie de 1176 qui va avoir le plus de conséquences, puisque dès son accession au trône épiscopal en 1180, Henri de Hasenbourg décide de reconstruire totalement l’édifice, en commençant par le chevet.
L’emprise au sol de la cathédrale de Werner est bien connue, l’édifice gothique ayant réutilisé ses fondations, et montre qu’il s’agit d’un édifice d’une ampleur considérable, l’un des plus vastes de la chrétienté au moment de sa construction. Son plan est identique à celui de la cathédrale actuelle : un chevet rectangulaire massif auquel était accolé un large transept, suivi d’une nef à trois vaisseaux se terminant à l’ouest par un massif de façade rectangulaire ouvrant sur l’extérieur par un porche. L’aspect en élévation de cette cathédrale est en revanche presque totalement inconnu et ne peut faire l’objet que d’hypothèses de restitution basées sur des édifices similaires. Parmi ceux-ci, l’église abbatiale de Limbourg est probablement une copie à échelle réduite de la cathédrale strasbourgeoise et permet de se faire une idée de son apparence.

### Du style roman au gothique (1180-1250)

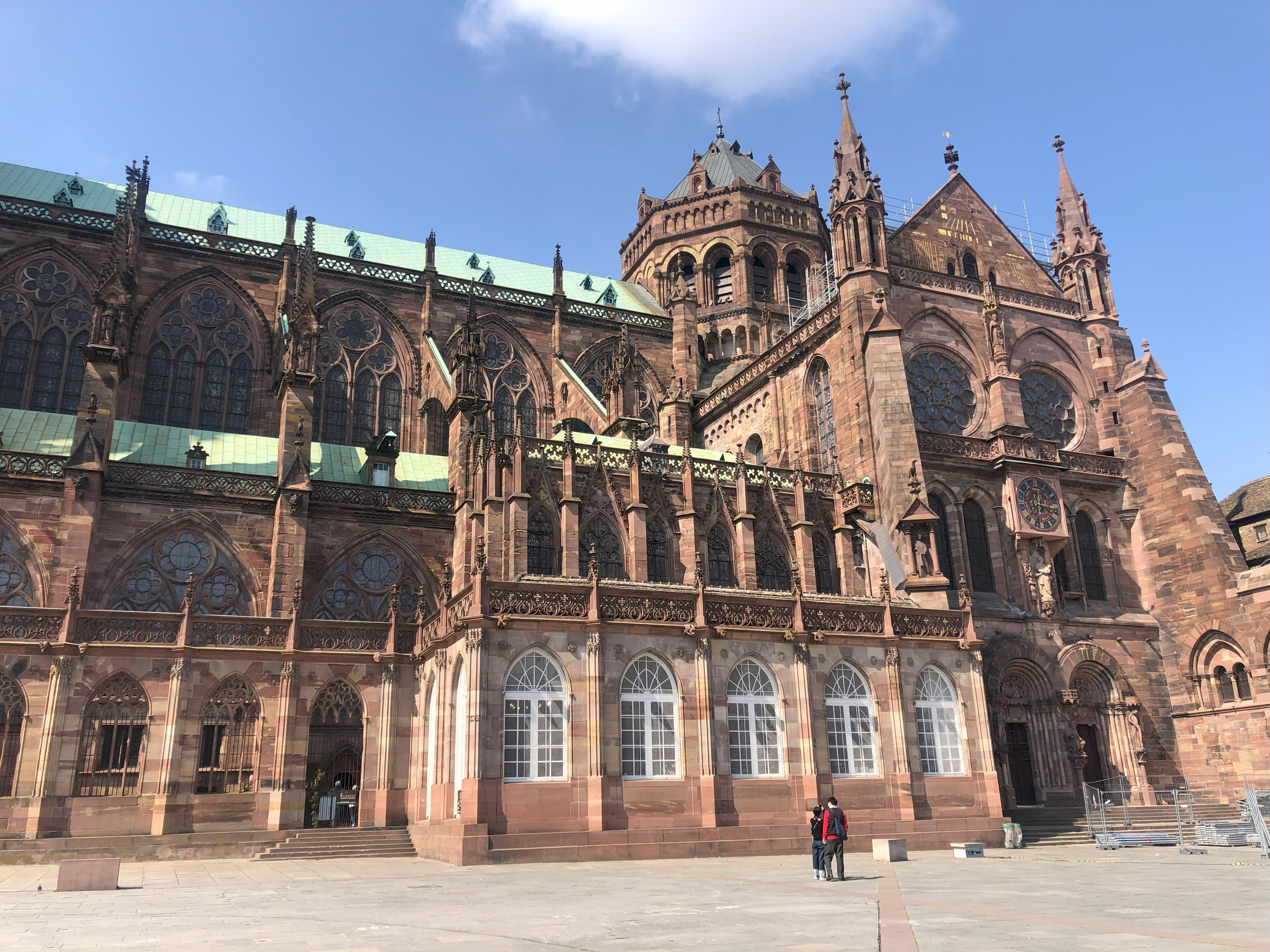
La vue du mur ouest du bras sud du transept montre le passage du roman au gothique : à gauche, le style roman, avec petite fenêtre à arc en plein cintre sous une frise à modillons ; à droite, le style gothique, avec une grande fenêtre ogivale sous une frise à feuillages.

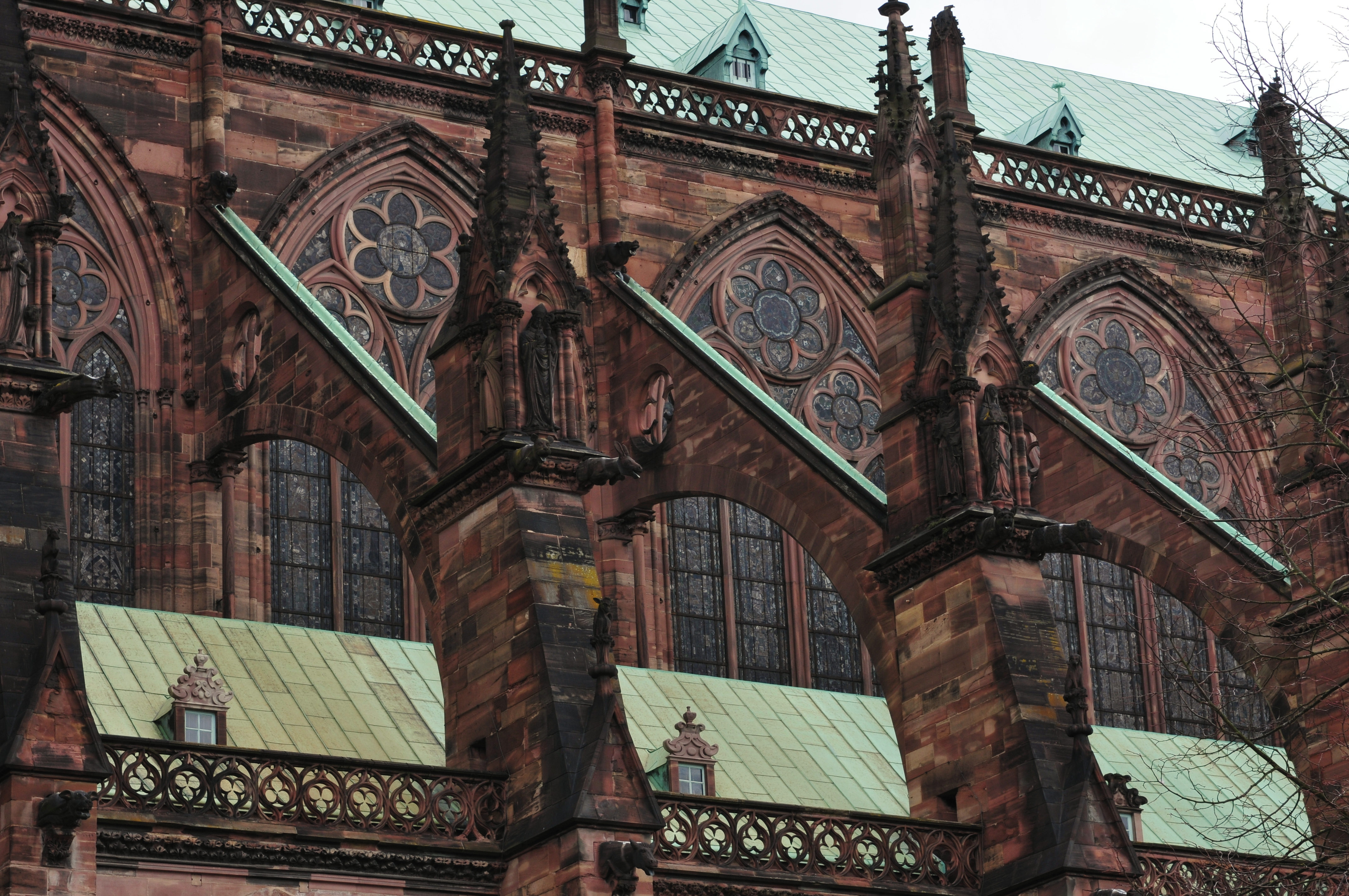
La tête des arc-boutants gothiques à simple volée est allégée par le percement d'un oculus quadrilobé et est soutenue par une haute colonnette isolée, posée en délit, au niveau du sommet du triforium, sur un contrefort bâti en porte à faux au-dessus de la voûte du collatéral.

Le chantier débute par le chœur et l’abside, que le maître anonyme chargé du chantier construit sur le modèle de la cathédrale de Worms, alors sur le point d'être achevée, en préservant toutefois l’ancienne crypte. Si la nef et les parties occidentales de l’ancienne cathédrale sont encore conservées pour un temps, le maître d’œuvre prépare déjà la construction de la nef romane en aménageant les fondations et en prévoyant les liaisonnements au niveau des piliers de la croisée. Ces travaux, qui comprennent également la réfection de la chapelle Saint-André, semblent avoir été en grande partie achevés avant 1188, le chœur étant déjà opérationnel à cette date,.
S’ensuit à partir de 1196 la construction du bras nord du transept, probablement par une nouvelle équipe de bâtisseurs. Le nouveau maître d’œuvre semble avoir eu connaissance du nouveau style gothique, développé depuis un demi-siècle en Île-de-France, bien qu’il n’en ait eu qu’une maîtrise imparfaite. Ainsi, bien qu’il ait essentiellement pris pour modèle la cathédrale romane de Spire, il tente d’y ajouter une voûte d’ogive, dont la réalisation présente toutefois des défauts. Le bras nord du transept est achevé vers 1200-1210 et le chantier se poursuit alors sur le bras sud. Le maître du bras nord a le temps d’y ériger la majeure partie du mur ouest de la travée nord, ainsi que le portail, mais semble avoir quitté le chantier entre 1210 et 1220.
Un important changement stylistique se produit à cette date sur le chantier, signe d’un remplacement complet de l’équipe de construction. Ce changement est probablement en lien avec l’arrivée d’un nouvel évêque, Henri II de Veringen : consacré à Sens en 1207, il a vu les réalisations gothiques d’Île-de-France et s’est probablement attaché peu de temps après les services d’un maître d’œuvre francilien et de ses ouvriers. Le nouveau maître d’œuvre conserve le travail de son prédécesseur, mais modifie totalement le programme des nouvelles parties construites. Il introduit notamment le premier grand ensemble sculpté de la cathédrale, le pilier des Anges. Celui-ci n’est pas seulement une innovation stylistique, mais également technique, avec un usage abondant de fer pour renforcer la structure. Cette même équipe réalise également la chapelle Saint-Jean, puis construit entre 1230 et 1235 le mur extérieur du bas-côté des deux premières travées de la nef.
Parallèlement à l’arrivée de cette nouvelle équipe, le mode d’organisation du chantier semble changer, passant d’un fonctionnement saisonnier à une installation permanente fonctionnant été comme hiver, avec un atelier couvert et des locaux dédiés. Ce changement coïncide avec la première mention en 1224 de l’Œuvre Notre-Dame, fabrique de la cathédrale chargée du financement et de la conduite du chantier.
Le maître du transept sud est remplacé en 1235 par un nouveau maître d’œuvre, qui conçoit probablement un nouveau plan pour la nef et pourrait également être l’auteur du dessin A, premier projet connu du massif occidental. Outre le jubé, il érige aussi les deux premières travées de la nef, ainsi que la troisième jusqu’à hauteur du triforium. Cependant, le chantier s’arrête brutalement vers 1255, sans doute en raison de l’animosité grandissante entre l’évêque et les bourgeois de Strasbourg. Le conflit dégénère en guerre ouverte en 1260 et s’achève en 1262 par une victoire totale des Strasbourgeois à Hausbergen. Cet évènement aura d’importantes conséquences sur le chantier cathédral, car non seulement la Ville gagne son indépendance, mais elle en profite également pour mettre la main dans la décennie suivante sur l’Œuvre Notre-Dame, et donc sur le financement et l’organisation du chantier, ce qui permettra aux bourgeois d’orienter ce dernier selon leur propre agenda.

### Le massif occidental et la dynastie des Steinbach (1250-1319)
Lorsque le chantier reprend quelques années plus tard, un nouveau maître d’œuvre est en fonction. Celui-ci modifie le projet de son prédécesseur en raccourcissant la nef, afin de pouvoir réutiliser les fondations romanes pour le massif occidental. Le projet pour ce dernier est également modifié par l’architecte, comme le montre le dessin B, dont il est très probablement l’auteur. Après l’achèvement de la nef en 1275, la façade romane est démolie et l’érection du massif occidental commence, la première pierre en étant posée le 25 mai 1277. Le chantier commence par le portail nord, puis se poursuit avec le portail central. Lorsque le maître du dessin B cesse son activité vers 1280, les premiers niveaux des travées nord et centrale sont presque achevés, tandis que celui de la travée sud est à moitié construit.
En 1284, arrive sur le chantier le premier architecte de la cathédrale dont le nom soit connu : maître Erwin, dit « de Steinbach ». Celui-ci effectue d’importants changements dans le projet de la façade par rapport au dessin B, ce qui implique de modifier les éléments déjà construits. Une fois le premier niveau complètement achevé, il pose le grand gâble et érige le premier étage de la tour sud, qui est terminé au plus tard en 1316, en même temps que la chapelle de la Vierge à l’intérieur de la cathédrale, ainsi que probablement la tour de croisée. Avant de mourir en 1318, il a encore le temps de lancer la construction du premier étage de la tour nord.
La maîtrise d’œuvre passe alors au fils d’Erwin, Johannes, qui achève le premier étage de la tour nord, puis assemble vers 1330 la grande rose occidentale, ainsi que la galerie la surplombant. Il est probablement aussi celui qui achève la tour sud, bien qu’il puisse également s’agir de son neveu, Gerlach. Ce dernier prend en effet la succession de Johannes à la mort de celui-ci en 1339, même si les deux hommes ont probablement travaillé ensemble depuis longtemps, ce qui rend difficile l’attribution tranchée à l’un ou à l’autre de certaines parties. Entre 1340 et 1347, Gerlach construit la chapelle Sainte-Catherine, puis se consacre à l'achèvement du deuxième étage de la tour nord, donnant à la façade un aspect similaire à celle de Notre-Dame de Paris

### La plus haute tour de la chrétienté (vers 1360-1439)
Cependant, entre 1340 et 1360, alors que la construction de la tour nord est presque achevée, un changement de plan majeur se produit : il est décidé de construire entre les deux tours un ouvrage qui viendra remplir l’espace vide. Gerlach réalise alors le dessin nº5, montrant cette structure et l’adaptation du programme iconographique de la partie supérieure de la façade réalisée en conséquence. Le chantier prend toutefois du retard et si Gerlach parvient à terminer la tour nord en 1365, c’est à son successeur, Michel de Fribourg, que reviendra la tâche de combler l’espace entre les deux tours, non sans avoir quelque peu modifié le plan de Gerlach. La raison d’être de cette construction, dont l’exécution est assez peu soignée et qui n’a alors aucune fonction, demeure cependant obscure, bien qu’il ait pu s’agir de préparer visuellement la façade à l’érection de flèches de grande hauteur.
C’est en effet dans ce but que la ville embauche en 1399 l’architecte le plus réputé de l’époque : Ulrich d’Ensingen. Celui-ci conçoit une grande tour octogonale entouré de quatre tourelles d’escalier indépendantes et coiffée d’une haute flèche à escalier central. À sa mort en 1419, l’octogone est construit aux trois-quarts, mais son successeur, Jean Hültz, modifie le projet : au lieu d’un escalier central, la flèche octogonale aura huit escaliers rampants sur ses arêtes extérieures. L’ouvrage, achevé en 1439, culmine à 142,11 cm et devient de ce fait la plus haute tour de la chrétienté.

### La fin des grandes constructions (1439-1527)
L’achèvement de la flèche ne marque pas la fin de la cathédrale, ne serait-ce que parce que les tours n’ont alors pas encore été voûtées, une disposition permettant de hisser plus facilement les matériaux. Mais c’est surtout parce qu’il ne fait aucun doute en cette deuxième moitié du XVe siècle qu’une deuxième flèche va être construite. Néanmoins, ce chantier piétine : les architectes qui se succèdent dans les décennies suivantes, comme Mathieu Ensinger ou Hans Hammer, proposent bien des projets, mais ils ne sont pas mis en œuvre. Finalement, seule une tourelle d’escalier de la tour est construite sur une dizaine de mètres avant d’être abandonnée : même si l’idée de construire une deuxième flèche reviendra périodiquement dans les siècles à venir, la cathédrale restera toujours dissymétrique.
Les maîtres d’œuvre ne restent pour autant pas oisifs, outre les nécessaires réparations et les finitions des tours, ils améliorent aussi les circulations, dotent la cathédrale de mobilier monumental ou construisent des structures supplémentaires, comme le bâtiment du petit trésor en 1488, le portail Saint-Laurent en 1505 ou la chapelle Saint-Laurent en 1521.

### Réforme et Contre-Réforme (1527-1698)

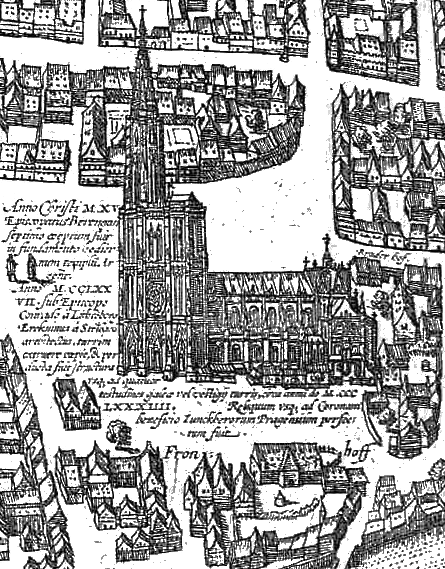
La cathédrale sur le plan de la ville de 1617 d’A. Hogenberg.

Dans les années 1520, le protestantisme entre peu à peu dans la cathédrale : à partir de 1521, le curé de la paroisse Saint-Laurent fait la promotion des idées luthériennes lors de ses prêches, puis, en janvier 1524, la paroisse organise la première messe en allemand. Cette même année, le Magistrat commence à faire progressivement enlever les éléments servant au culte des saints, notamment les retables et autres images. En 1527, la cathédrale est officiellement dévolue au culte protestant, à l’exception du chœur qui reste attribué aux chanoines catholiques. Après l’interdiction de la messe en 1529, les autels et les retables subsistants hors du chœur sont détruits, tandis que les murs sont recouverts d’un badigeon pour masquer les peintures qui s’y trouvent ; en 1531, c’est au tour du dallage de faire les frais de l’iconoclasme, les pierres tombales étant remplacées par un dallage uniforme.
En dépit des attaques contre le mobilier lié au culte des saints, le Magistrat continue de prendre soin du bâtiment dans l’ensemble, en faisant réparer les dégâts causés par les intempéries, par exemple la reconstruction de la voûte de la chapelle Sainte-Catherine endommagée par un orage en 1542, et en finançant l’horloge astronomique, achevée en 1574. Ce soin ne s’étend toutefois pas aux parties encore occupées par les catholiques, comme le chœur ou le cloître, qui tombent peu à peu en ruines. Du fait de son état de dégradation avancé, le cloître doit d’ailleurs être démoli vers 1550,.
Le 30 septembre 1681, Strasbourg est annexée de fait au royaume de France par Louis XIV. Parmi les premières décisions prises par le nouveau souverain, figure en bonne place la restitution de la cathédrale au culte catholique. Des travaux sont immédiatement entrepris pour adapter l’édifice à la doctrine de la Contre-Réforme : le jubé et la chapelle de la Vierge qui s’y appuie sont détruits pour ouvrir le chœur sur la nef, cette dernière dotée d’un décor et d’un mobilier baroques, dont un imposant baldaquin surmonté de la couronne de France. Afin d’améliorer l’éclairage, une partie des vitraux sont remplacés par des fenêtres blanches et l’intérieur de l’édifice entièrement repeint en blanc.

### La cathédrale auXVIIIesiècle(1698-1800)

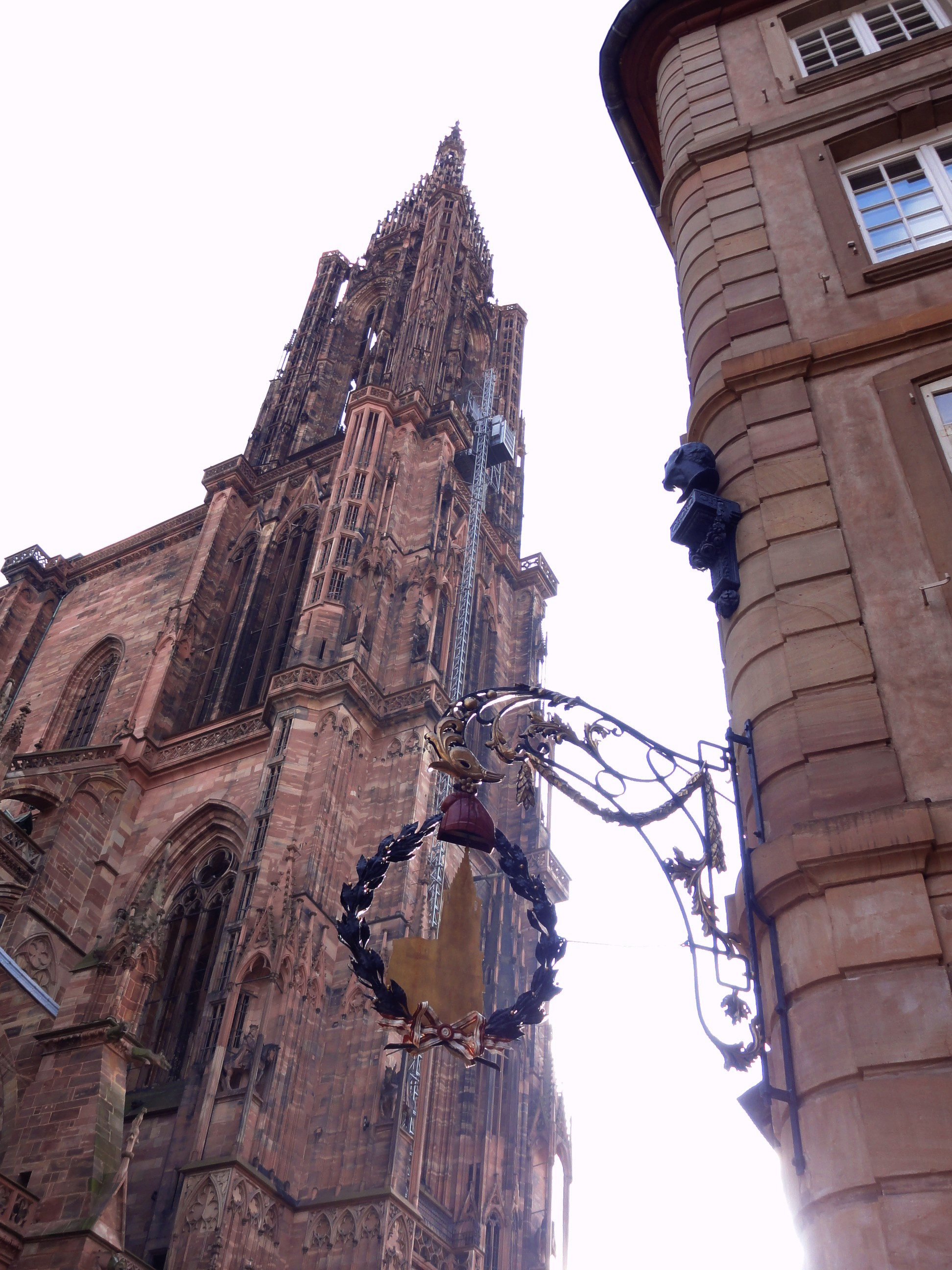
L'enseigne du magasin d'antiquités Bastian, 24, place de la Cathédrale, représente l'édifice religieux coiffé du bonnet phrygien et Sultzer regardant la flèche.

Le XVIIIe siècle voit reprendre les constructions au sein du groupe cathédral, avec d’abord l’érection en 1744 par l’architecte de l’évêché Joseph Massol d’une nouvelle sacristie accolée au transept nord et de l’école des enfants de chœur, accolée au transept sud. À la fin du siècle, l’architecte Jean-Laurent Goetz réaménage également les alentours de la cathédrale. Depuis le Moyen Âge, un grand nombre d’échoppes et autres cabanes en bois s’accumulaient au pied de la cathédrale, pour le plus grand déplaisir des autorités religieuses. Une démolition complète se révélant trop coûteuse, du fait de la nécessité d’indemniser leurs propriétaires, Goetz propose en 1772 de les dissimuler derrière une galerie néo-gothique. En 1782, il fait reconstruire une maison des gardiens sur la plateforme de la tour sud.
Une catastrophe marque cependant le milieu du XVIIIe siècle : le 17 juillet 1759, la foudre s’abat sur la flèche puis, de là, sur la toiture de la nef où un incendie se déclenche. Embrasant rapidement l’ensemble de la toiture de la nef, il se propage ensuite à la tour de croisée, qui s’écroule en partie dans les heures qui suivent, emportant dans sa chute les voûtes de la salle du trésor et de la première travée de la nef. L’intérieur de la cathédrale, en particulier le chœur, est également fortement endommagé par le plomb en fusion qui s’écoule des toitures, ainsi que par les grandes quantités d’eau utilisées pour tenter d’éteindre l’incendie. À la suite de longs débats, la tour de croisée n’est pas reconstruite, une simple toiture en forme de cône tronqué venant couvrir la coupole en 1763.
Pendant la Révolution, en octobre-novembre 1789, sur proposition de Talleyrand, l’Assemblée constituante vote la réquisition (« mise à disposition de la nation ») des biens du clergé catholique, y compris les cathédrales. Mirabeau appuie cette proposition en invoquant la simplicité du christianisme primitif. On dit que le cardinal de Rohan, évêque de Strasbourg, a tenté de faire échouer cette proposition en offrant un copieux pot-de-vin à Mirabeau qui le rejette. En juin 1790, Rohan refuse la Constitution civile du clergé et se retire à Ettenheim, dans la partie badoise de son diocèse. L'Assemblée déclare son siège vacant. Le Rhénan François-Antoine Brendel occupe son poste par intérim. Le 6 mai 1791, le corps des électeurs se réunit dans la cathédrale pour élire l'évêque conformément à la nouvelle loi : Brendel est élu par 317 voix sur 654 présents. Les opposants jugent ce vote invalide car une centaine de protestants ont voté pour Brendel. Jaeglé, curé de la cathédrale, refuse d'assister à son intronisation.
Les premiers vandalismes commencent en 1792 avec le retrait des blasons, couronnes et sceptres des statues. C’est toutefois surtout les représentants Saint-Just et Le Bas qui lancent les destructions de masse en ordonnant le 25 novembre 1793 la destruction de l’ensemble de la statuaire. Entre les 7 et 9 décembre 1793, 235 statues sont détruites, puis les ornements de bronze des portails et autres éléments métalliques sont confisqués pour être fondus, les boiseries du chœur arrachées et brûlées, les épitaphes martelées. La cathédrale est transformée en 1793 en temple de la Raison, ce qui n’empêche pas le conseiller municipal Antoine Téterel d’exiger en 1794 la démolition de la haute tour, car, selon lui, celle-ci « blesse le sentiment d’égalité de la république ». Son collègue Jean-Michel Sulzer fait échouer ce projet en proposant d’en faire à la place un symbole de la république en coiffant la flèche d’un bonnet phrygien géant en tôle. Fait de tôle peinte en rouge, ce bonnet de plus de 10 m de haut reste juché sur la flèche du 13 juin 1794 au 17 avril 1802,.
Après la chute de Robespierre , le clergé réfractaire fidèle au cardinal de Rohan reprend possession de ses paroisses : il célèbre un office dans la cathédrale le 30 août 1795. Mais, dès décembre 1795, le culte est de nouveau interrompu car les prêtres refusent de prêter serment à la République.

### Destructions et réparations (1800-1945)

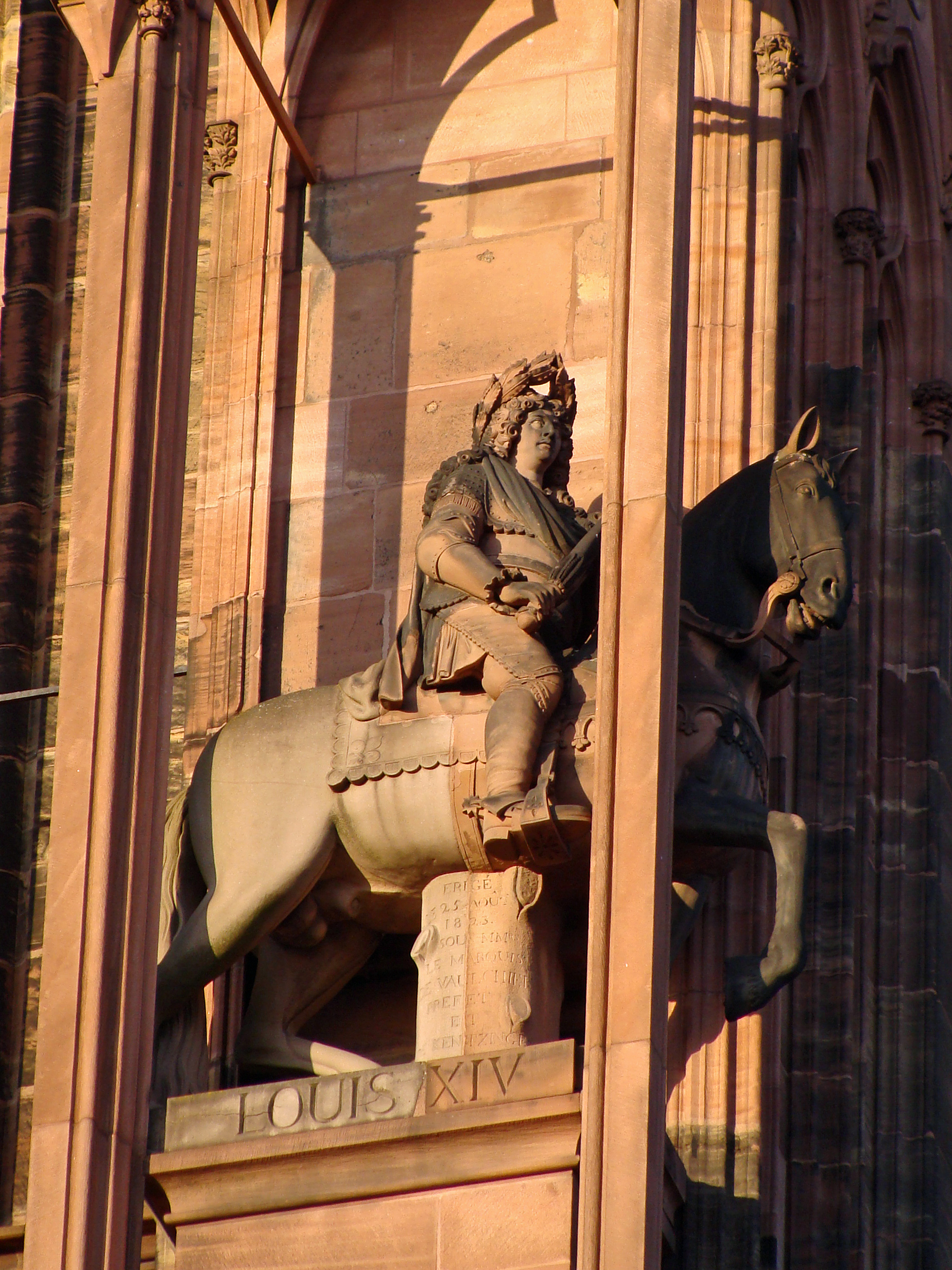
Sculpture de Louis XIV à cheval par Jean Vallastre (1823) sur la façade principale.

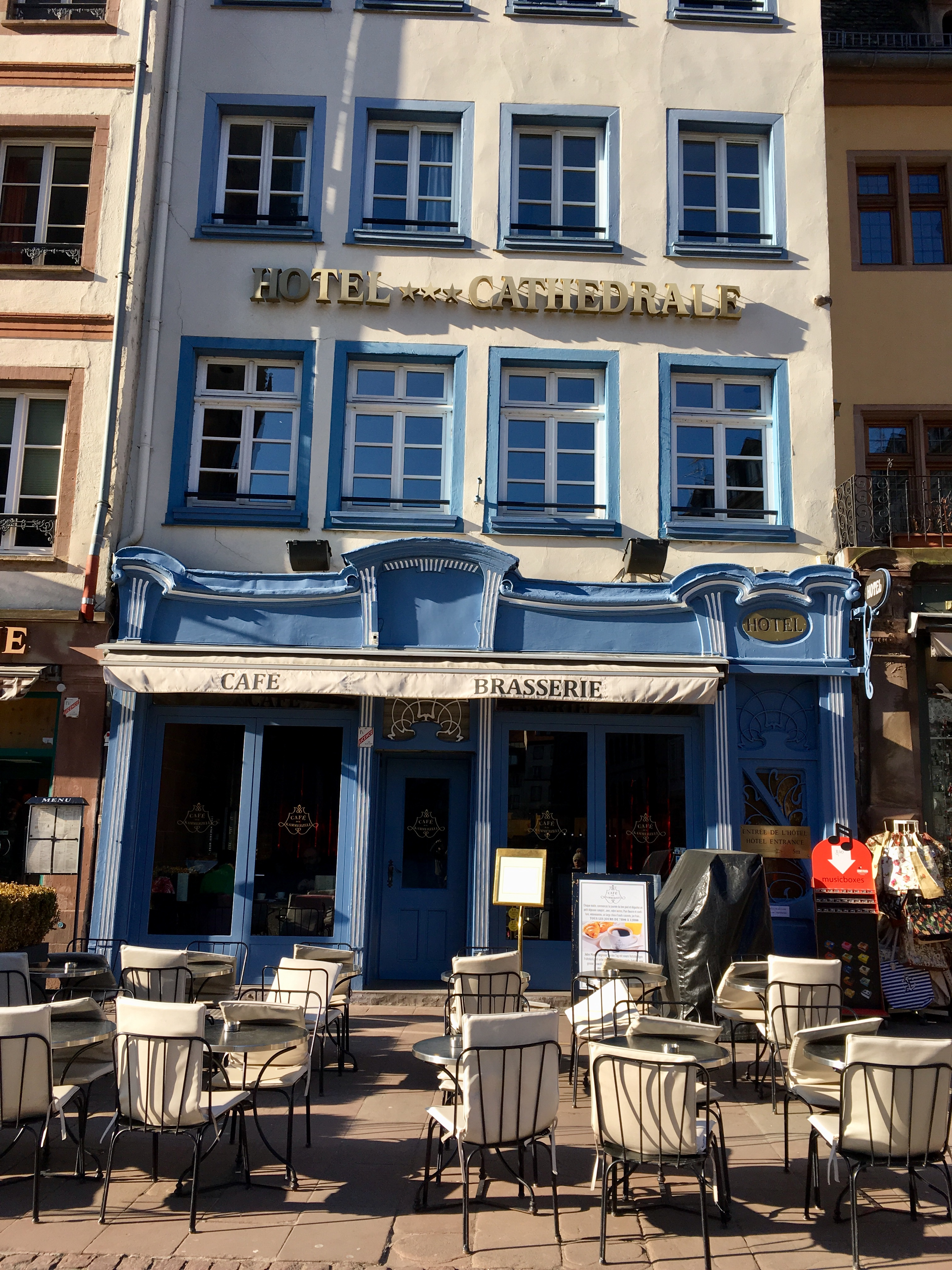
Un obus prussien est encastré dans un coin de la façade d'un hôtel situé 12-13 place de la Cathédrale, rappelant le siège et le bombardement du 24 août 1870.

La cathédrale est rendue au culte catholique en 1801 et la réparation des dégâts commence en 1806. Tout au long du XIXe siècle, les sculpteurs Jean-Étienne Malade, Jean Vallastre, Philippe Grass et Louis Stienne se succèdent pour remplacer les statues n’ayant pu être sauvées lors de la Révolution. Outre la statuaire, l’architecte Gustave Klotz entreprend à partir de 1839 un important travail de réorganisation et de restauration des vitraux ; il fait également retirer en 1848 le badigeon qui couvrait les murs intérieurs et remettre l’horloge astronomique en état de marche par Schwilgué.
Cependant, moins de dix ans après son classement en tant que Monument historique en 1861, la cathédrale est prise pour cible lors du siège de Strasbourg de 1870. Outre la destruction de nombreuses balustrades, sculptures et vitraux, les tirs provoquent également un incendie qui détruit la majeure partie des toitures. Ces destructions fournissent néanmoins à Klotz un argument supplémentaire pour mettre en œuvre son projet de reconstruction de la tour de croisée en style néoroman, qu’il achève en 1879.
Un autre problème émerge quelques décennies plus tard : les fondations de la tour nord et le pilier nord du narthex, qui n’ont pas été conçus pour supporter l’énorme poids de la haute tour, montrent des signes d’affaissement, et les investigations complémentaires montrent qu’elles sont proches de la rupture. L’architecte Johann Knauth entame donc à partir de 1911 un important chantier de reprise en sous-œuvre de ces fondations, avec pour objectif de remplacer celles-ci par une plateforme en béton. Ce chantier colossal n’est achevé qu’en 1926 par les architectes Charles Pierre et Clément Dauchy, Knauth ayant été chassé par les Français en 1921.
En août 1939, en prévision de la guerre imminente avec l’Allemagne, des murs de sacs de sable sont érigés devant les portails et autour du pilier des anges et de la chaire. Les vitraux sont déposés et mis à l’abri dans un premier temps en Dordogne, avant d’être récupérés par les Allemands après la capitulation française et envoyés dans les mines de sel de Heilbronn. À la fin du mois de juin 1940, Adolf Hitler visite la cathédrale et évoque sa transformation en mémorial pour les soldats allemands. Toutefois, afin de ne pas générer de troubles immédiats, le projet est repoussé à la fin de la guerre et, à l’exception d’un office œcuménique pour la Wehrmacht le 7 juillet, la cathédrale reste fermée pendant toute la durée du conflit
Des mesures de protection supplémentaires sont prises à mesure que la situation militaire de l’Allemagne se détériore et que la probabilité d’une attaque aérienne augmente. Le bombardement attendu survient le 11 août 1944, lorsque l’aviation américaine vise le centre-ville de Strasbourg : les bombes qui touchent la cathédrale entraînent notamment la destruction d’une partie de la coupole et de la voûte du bas-côté nord. Trois mois plus tard, le 23 novembre 1944 les spahis du général Leclerc, qui viennent de libérer la ville, hissent le drapeau tricolore au sommet de la flèche, accomplissant ainsi le serment de Koufra.

### La cathédrale depuis 1945
Après la guerre, se pose à plusieurs reprises la question sur la philosophie à adopter en matière de restauration et notamment si celle-ci doit rétablir l’édifice dans un état médiéval supposé, en éliminant les ajouts ultérieurs, ou au contraire traiter de la même manière tous les éléments, quelle que soit leur période de construction. Les galeries de Goetz échappent de peu à la destruction, de même que la tour de croisée de Klotz. Il est en effet décidé en 1968 de remplacer celle-ci par une restitution de l’ancienne tour gothique disparue en 1759, projet qui n’aboutira finalement pas. Parallèlement, un chantier de restauration de grande ampleur débute en 1960 sur le massif occidental et la haute tour, qui ne s’achève qu’en 2004. Au cours de ce chantier, les préceptes de la Charte de Venise, spécifiant que les restaurations doivent être minimales et réversibles, sont souvent loin d’être respectés et de nombreuses parties du monument sont profondément altérées.
L’organisation du chantier est modifiée en 1999 par une convention signée entre l’État et la Fondation de l’Œuvre Notre-Dame, qui spécifie les rôles et le périmètre d’intervention de chacun et fusionne la fonction d’architecte de la cathédrale avec le poste d’architecte en chef des monuments historiques. Cette réorganisation entraîne la nomination en 2000 de Christiane Schmuckle-Mollard, qui devient ainsi la première femme à occuper la fonction d’architecte de la cathédrale de Strasbourg.
Entre 2016 et 2019, une série de restaurations du bras Sud du transept de la cathédrale est entreprise à l'initiative de la DRAC du Grand Est et de l’Œuvre Notre-Dame.
Le début des années 2000 voit également la mise en œuvre architecturale des principes du concile Vatican II, qui s’est tenu quelque quarante ans plus tôt. Le chœur est notamment modifié afin que les célébrations soient mieux visibles des fidèles placés dans la nef. Les balustrades le clôturant sont ainsi supprimées, tandis que le mobilier liturgique, en particulier l’autel, est renouvelé et placé directement à l’entrée du chœur.
La cathédrale se retrouve dans une polémique en octobre 2024 à la suite de la décision de la maire de Strasbourg Jeanne Barseghian (EELV) d'éteindre les lumières de la cathédrale dès 23h pour "être exemplaire au moment où des efforts de sobriété énergétique sont demandés à l’ensemble des citoyennes et citoyens". Finalement, après plusieurs critiques, notamment au sein même su conseil municipal de la ville, Jeanne Barseghian  rétropédale en annonçant le 20 octobre 2024 que la mairie allait "remédier au plus vite à cet incident technique pour rétablir l'illumination habituelle de la cathédrale".

## Architecture

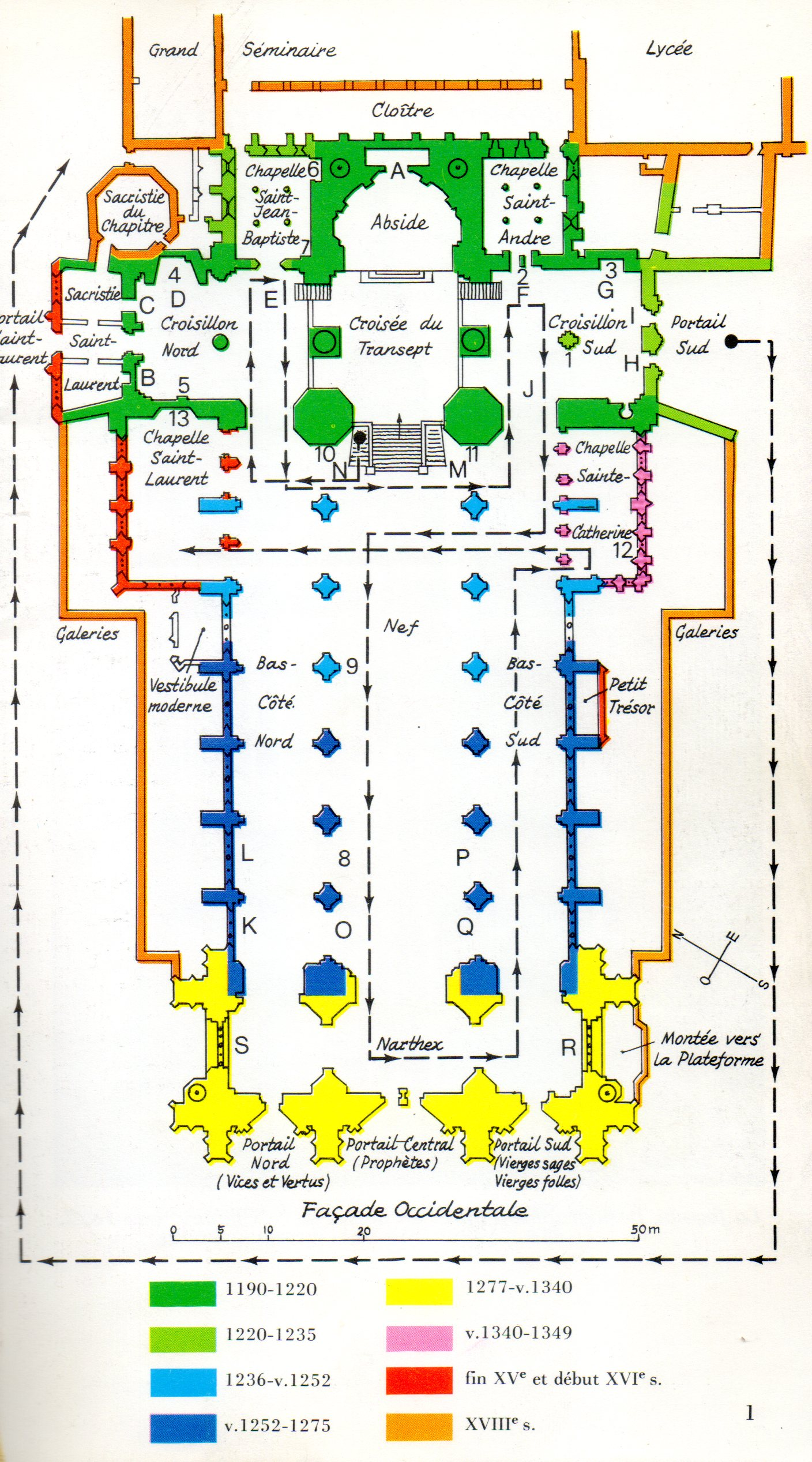
Plan de masse de la cathédrale de plan basilical à croix (transept peu saillant) : avec une longueur de 112 m, la cathédrale présente une nef de 63 m de long, 32 m de large (16 m dans le vaisseau central), et qui s'élève à une hauteur d'environ 32 m. Elle se termine à l'ouest par le massif de façade occidentale large de 51.5 m,.

### Matériaux et techniques de construction

#### Matériaux
La cathédrale est construite essentiellement en grès rose provenant de différentes carrières selon les périodes et le type de grès utilisé. Les parties les plus anciennes sont ainsi construites en grès vosgien, un grès résistant mais difficile à travailler en raison de son ciment silicieux et dont le grain assez grossier se prête mal à la sculpture. Dans la deuxième moitié du XIIe siècle, il laisse la place au grès dit bigarré ou à meules, extrait des carrières de Wasselonne et Dinsheim-sur-Bruche et transporté par charroi jusqu’à la cathédrale. Ce grès se caractérise par ses variations de couleurs allant du jaune au violet, en passant par le rose et le gris, ainsi que par son grain fin idéal pour représenter en finesse des détails,. Le mortier est principalement constitué de sable et de chaux vive, avec divers compléments selon les endroits : végétaux, charbon, os, etc. Le sable est extrait des bords du Rhin, tandis que la chaux est produite dans des fours à chaux, soit directement sur le chantier jusqu’à la fin du XIIe siècle, soit à l’extérieur de la ville par la suite.
L’argile est également utilisé en grandes quantités, sous forme de briques dans les fondations, les voûtes et certains murs, ou de tuiles, qui ont longtemps été la principale forme de couverture des toitures. À la différence des pierres, la production est locale, issue de tuileries situées autour de la ville. Les métaux sont également employés de manière intensive. Le fer tout d’abord qui, utilisé sous la forme de chaînage, est indispensable pour maintenir la cohésion structurelle du bâtiment, mais sert aussi, sous forme de goujons et d’agrafes, à renforcer et ancrer les éléments fragiles comme les meneaux ou les pinacles. Des dizaines de tonnes de plomb ont également été nécessaires pour les scellements, les vitraux et la toiture de la nef, rôle dans lequel il a été remplacé par le cuivre au XVIIIe siècle.
Un autre matériau peu visible, bien que très utilisé, est le bois, qui sert pour les charpentes, mais surtout pour les échafaudages, les cintres, les machines, etc. Au Moyen Âge, ce bois semble provenir essentiellement de la vallée de la Kinzig, en Forêt-Noire. Enfin, les grandes baies requièrent de grande quantité de verre pour réaliser les vitraux. Les quantités importantes de bois nécessaires à sa production impliquent que celle-ci ne peut se faire que dans des zones boisées, le matériau devant ensuite être apporté sur le chantier où l’assemblage des vitraux a lieu.

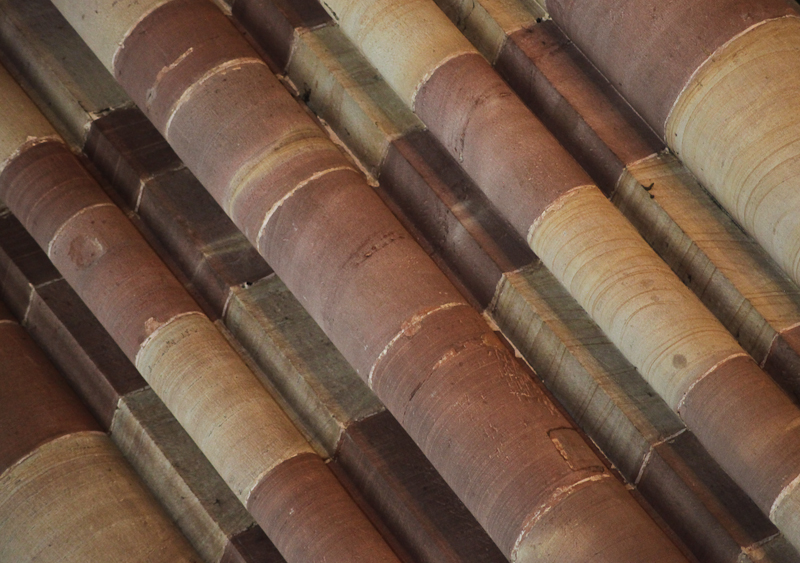
Colonnes montrant l'alternance des grès.
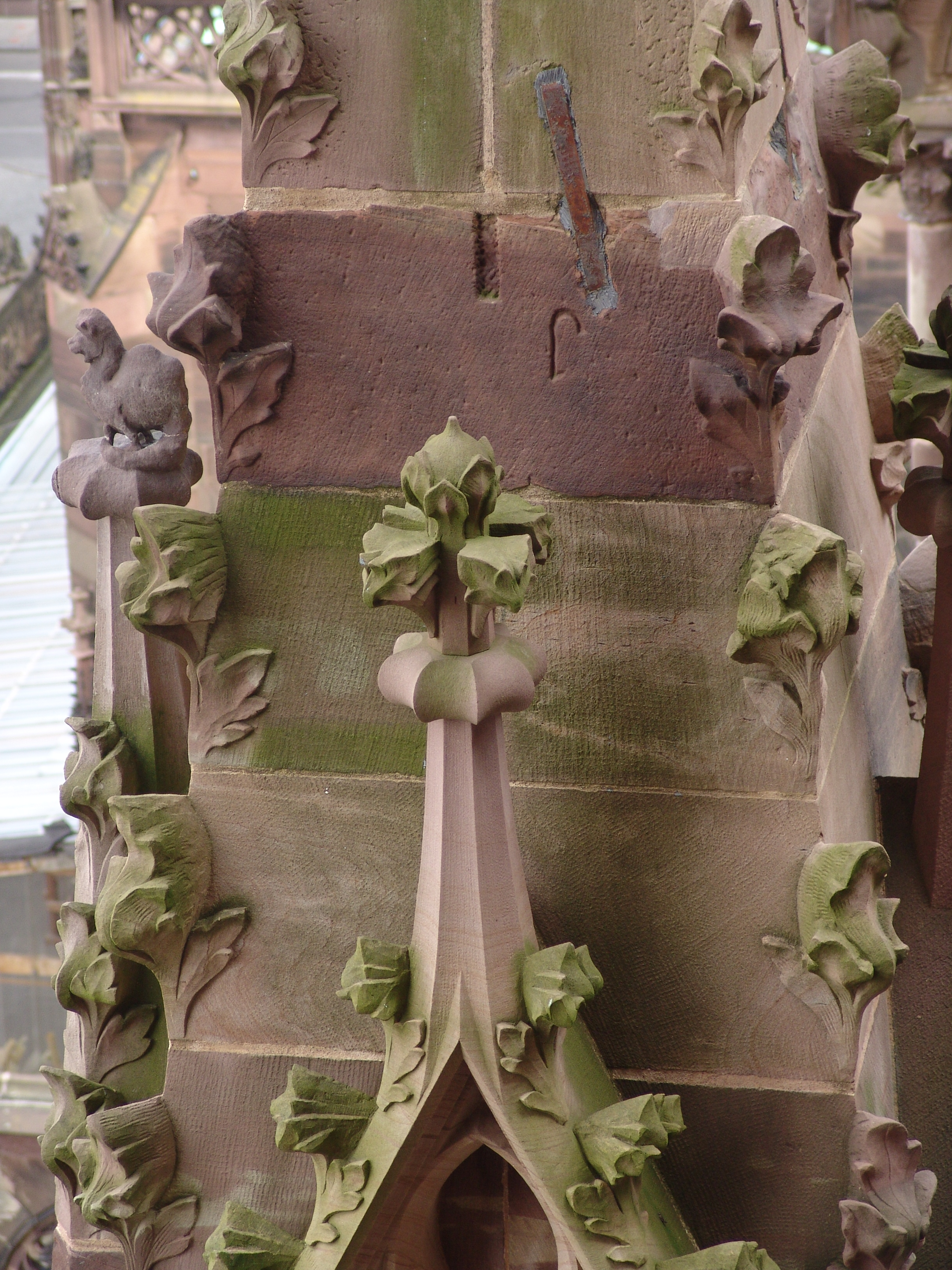
Patine et ravinement du grès de la cathédrale.

#### Techniques
Depuis au moins le XIIIe siècle, la construction est précédée d’une phase de conception par l’architecte, qui s’aide de plans, dont plusieurs exemplaires sont encore conservés, et probablement aussi de maquettes, bien qu’il n’existe pas dans ce cas de preuve matérielle de leur existence. Pour être utilisables par les ouvriers, le plan est ensuite retranscrit sous différentes formes : le plan au sol est matérialisé par des piquets et des cordes noués à intervalles réguliers et les éléments architecturaux (baies, portails, etc.) sont tracés sous forme d’épures dans la salle de trait située dans les combles du bras sud du transept. À partir des épures, l’appareilleur peut réaliser les gabarits à partir desquels le tailleurs de pierre peut réaliser sa pièce. Une fois toutes les pierres d’un élément taillées, elles sont assemblées au sol afin de vérifier qu’il n’y a pas d’erreur puis marquées par ordre de pose.
De nombreux engins de levage appartenant aux familles de la chèvre, du trépied et de la roue d’écureuil, sont utilisés sur le chantier et connus par le carnet du maître d’œuvre Hans Hammer. Une grue du XVIe siècle et des cabestans du XIXe siècle sont également encore conservés respectivement au sommet de la tour sud et dans les combles de la nef. Selon les périodes, ces engins utilisent soit la griffe, soit la louve pour agripper les pierres. Les murs ne sont pas entièrement construits en pierre de taille mais sont pour la plupart des maçonneries fourrées : seuls les parements sont appareillés, tandis que le cœur du mur est simplement constitué d’un blocage de moellons, de déchets de taille et de mortier.

### Fondations

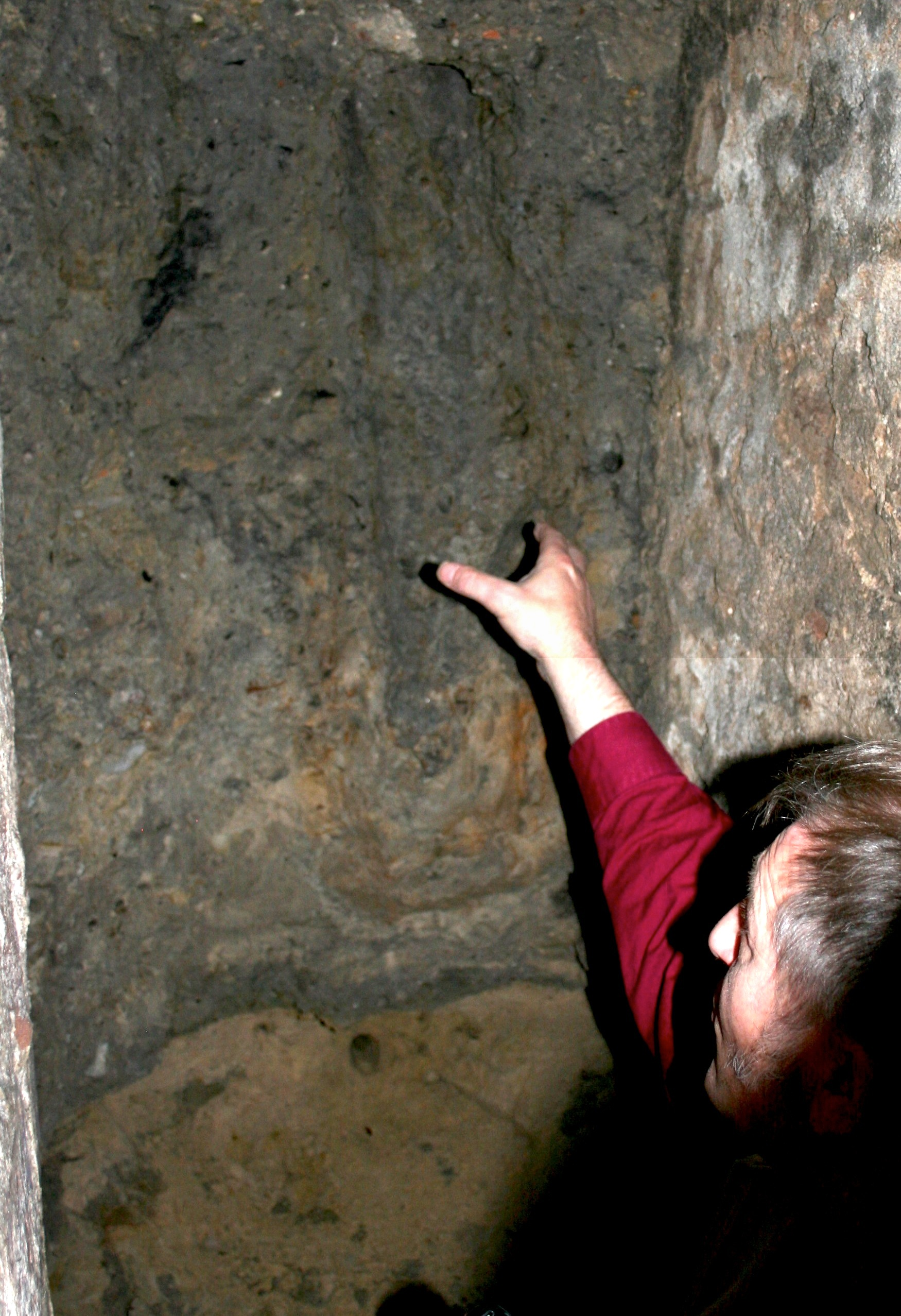
Dans le sous-sol de la crypte, le radier est constitué de pieux de fondation dans une galerie creusée par Heckler.

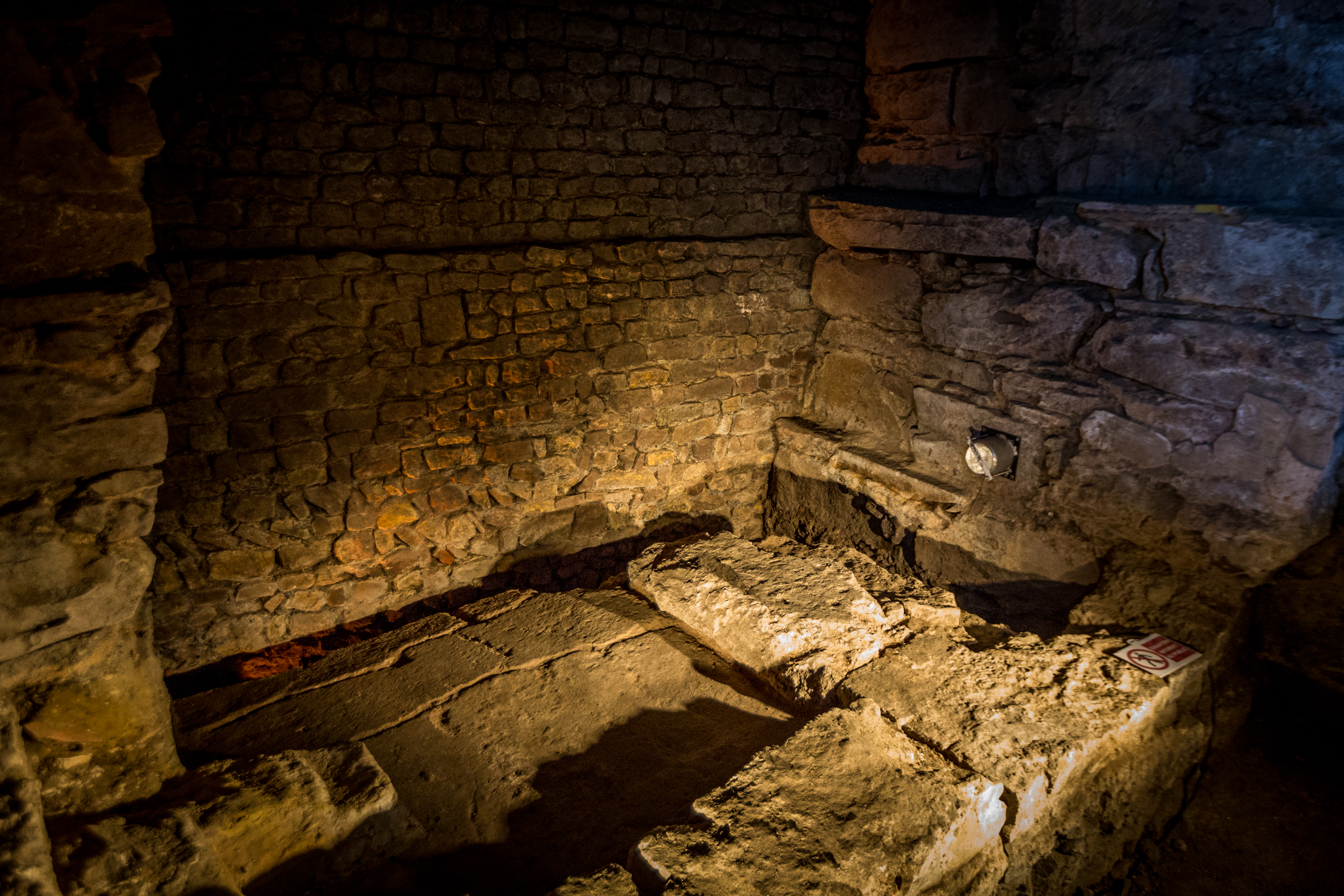
Les fondations de la cathédrale Notre-Dame de Strasbourg, sous la chapelle Saint-Laurent.

L’édifice actuel repose encore pour l’essentiel sur les fondations réalisées au début du XIe siècle pour la cathédrale de Werner, avec quelques adjonctions gothiques. L’aspect des fondations et leur méthode de construction sont assez bien connus, ayant fait l’objet d’études depuis le XVIIe siècle. Le premier à effectuer des fouilles est l’architecte Hans Georg Heckler en 1666 : cherchant à déterminer s’il est possible de construire une deuxième tour, il fait dégager l’angle sud-ouest du massif occidental sur une profondeur de 7 m, jusqu’à atteindre la nappe phréatique. D’autres fouilles ont eu lieu depuis le XIXe siècle et se sont concentrées essentiellement sur les murs des bas-côtés nord et, dans le cadre du chantier du pilier Knauth, dans la partie nord du narthex. Les fondations sont visibles en deux endroits de la cathédrale : sous la chapelle Saint-Laurent, la section fouillée entre 1967 et 1972 ayant été laissée accessible à la fin du chantier, et sous la crypte.
Les fondations ne reposent pas sur le gravier rhénan, sept mètres sous le niveau du sol actuel, mais environ deux mètres plus haut, sur une couche composée d’argile et de limon. Cette couche étant par nature instable en raison des variations de la nappe phréatique, elle a été stabilisée au moment de la construction de la cathédrale de Werner en y enfonçant des pieux en chêne et en aulne d’environ deux mètres de haut et douze centimètres de section, avec un espacement de quarante centimètres.
Les fondations romanes s’élèvent sur une hauteur d’environ cinq mètres et sont larges d’environ quatre mètres. Elles sont construites en petit moellons de grès et de calcaire, auxquels sont occasionnellement adjoints des fragments sculptés d’époque romaine en réemploi,.

### Parties orientales

#### La crypte

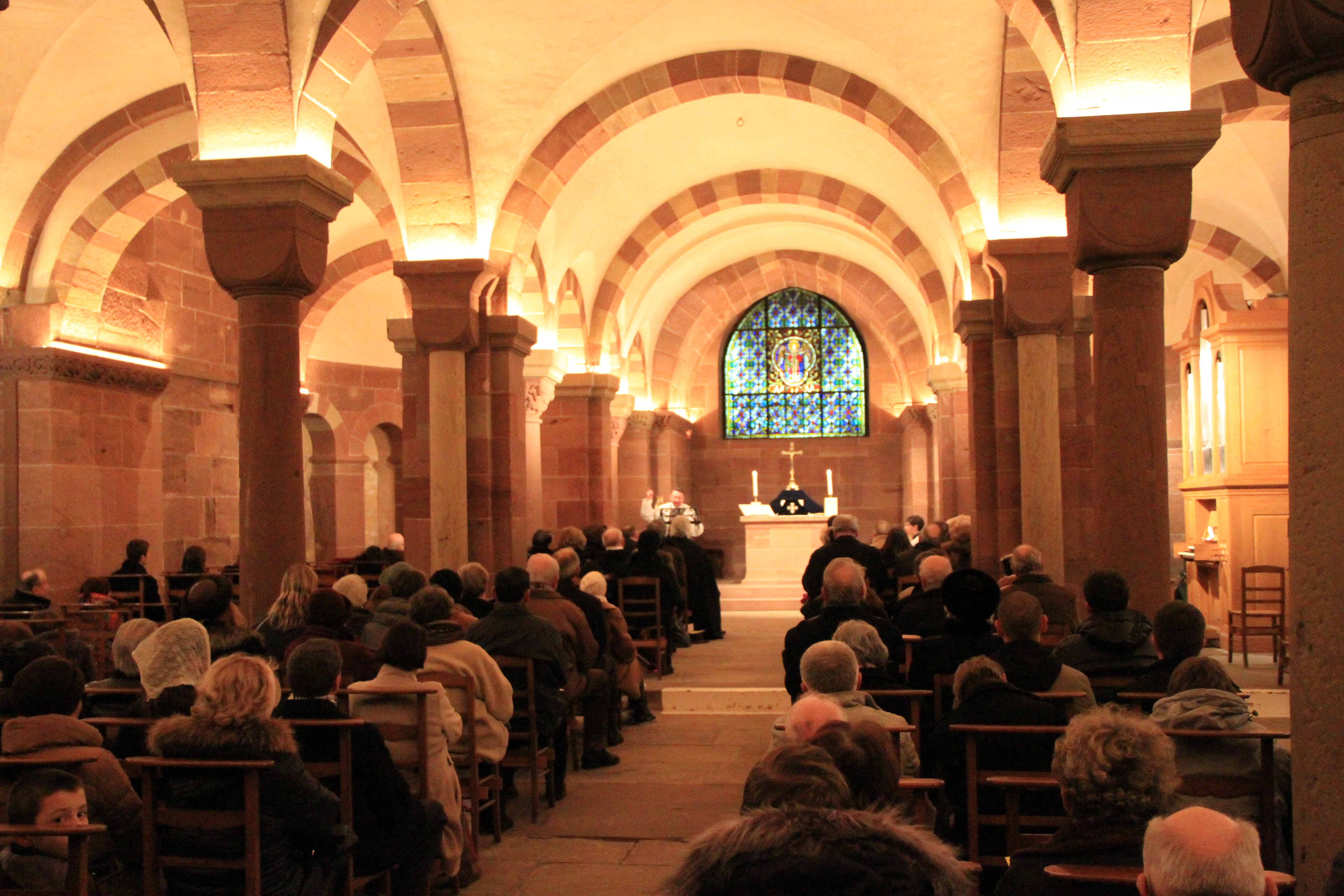
La crypte, avec au premier plan les deux dernières travées de la salle occidentale et la salle orientale à l’arrière-plan.

La crypte est l’un des rares vestiges subsistant en élévation de la cathédrale de Werner, bien que l’immense majorité des éléments conservés ne remontent pas à l’édifice original du début du XIe siècle, mais à des reconstructions plus tardives ayant eu lieu dans la première moitié du XIIe siècle. Elle se présente ainsi sous la forme d’un espace semi-enterré sous le chœur, composé d’une salle orientale et d’une salle occidentale, la première datant des environs de 1120, tandis que la seconde a été bâtie vers 1150,.
La salle orientale est divisée en un vaisseau central voûté en berceau, encadré de deux vaisseaux latéraux voûtés d’arêtes. Les claveaux de ces voûtes alternent grès rouge et grès gris, de manière à former un motif décoratif bicolore, et elles retombent soit sur des piles cruciformes, soit sur des colonnes à fût monolithe, dont les chapiteaux sont sculptés de motifs végétaux et de lions.
La salle occidentale comporte trois vaisseaux situés dans le prolongement de ceux de la salle occidentale, mais sa largeur totale plus importante, sa longueur de quatre travées et l’usage de colonnes plus fines la font paraître sensiblement plus vaste. L’accès à la crypte se fait par deux escaliers débouchant à l’extrémité ouest de cette salle, qui encadrent le caveau des évêques, installé à cet emplacement après 1966.

#### Chapelle Saint-André (Sud)
La chapelle Saint-André occupe l’angle entre le bras sud du transept et l’abside. Son rez-de-chaussée est occupé par la chapelle à proprement parler, qui est de construction hétérogène : ses trois vaisseaux sont de largeur irrégulière, tandis que les voûtes sont d’ogives dans certaines travées et d’arêtes dans d’autres, sans logique particulière. Il semble qu’au moins une partie de la chapelle remonte à la cathédrale de Werner : les murs sud et est pourraient dater de la campagne de 1015, tandis que le portail donnant sur le bras sud du transept a probablement été reconstruit à la suite de l’incendie de 1150. En ce qui concerne les voûtes, la pose de voûtes d’ogives est rendu particulièrement complexe du fait de l’irrégularité des travées : cette particularité a probablement eu pour conséquence l’abandon du projet initial après le début de travaux en faveur de voûtes d’arêtes plus simples,.

#### Chapelle Saint-Jean-Baptiste (Nord)
Dans la chapelle Saint-Jean-Baptiste se trouvent le gisant de Conrad de Lichtenberg, évêque de Strasbourg de 1273 à 1299, le caveau funéraire des évêques de Strasbourg et le monument funéraire de Conrad de Bussnang.
Un petit cimetière, appelé Leichhöfflein, s’est étendu au moins jusqu’au XVIe siècle au nord de la chapelle. C’est dans cet espace que se trouvent les tombes de plusieurs architectes de la cathédrale, dont celles de maître Erwin et de son fils Johannes.

#### Chœur

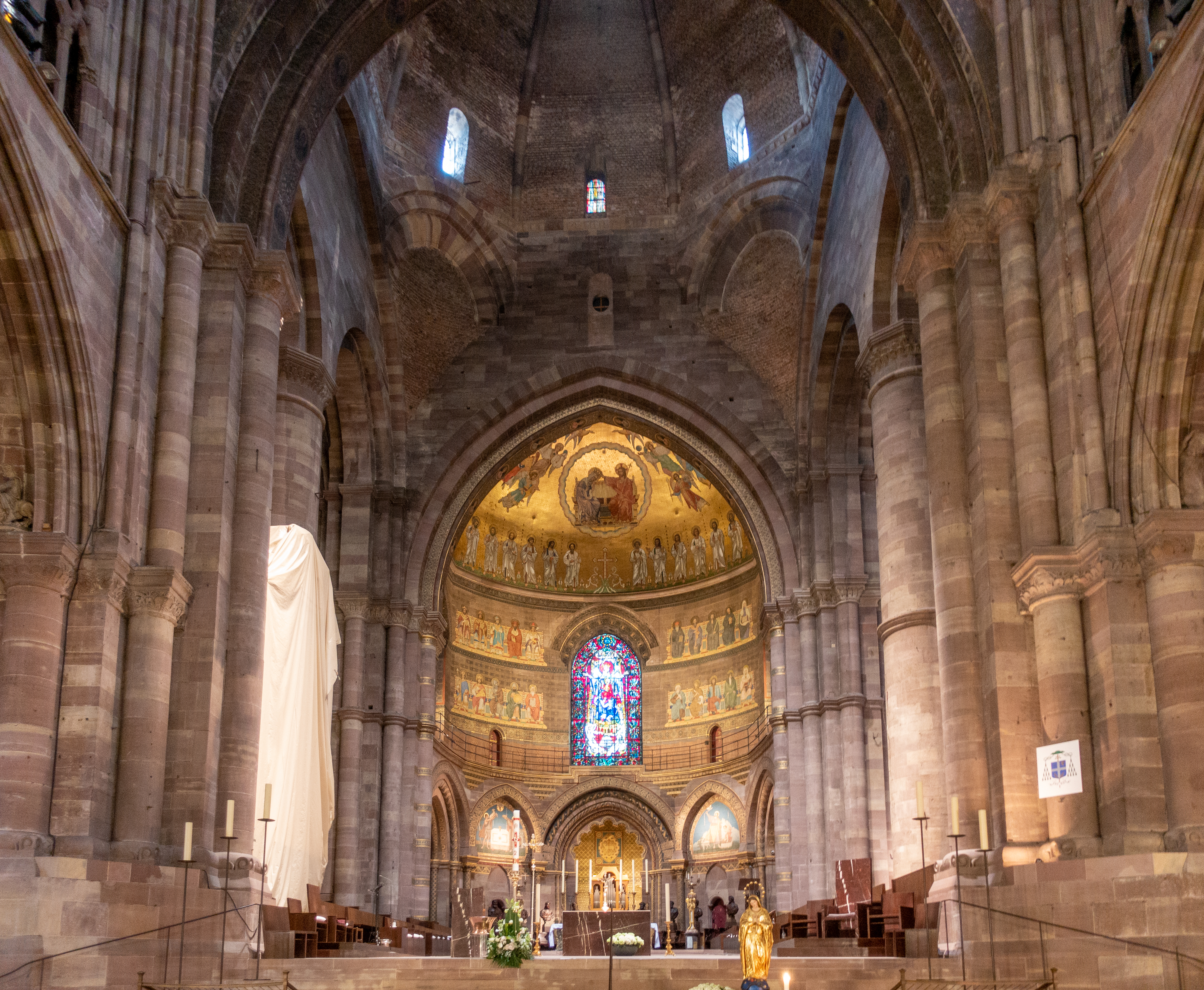
Le chœur et la coupole octogonale érigée de 1180 à 1190 au-dessus du sol actuel de la croisée du transept. Maçonnée en briques, elle est supportée par huit nervures en grès polychrome profilées en boudins et qui convergent vers un anneau sommital formant clé de voûte.

Le chœur roman, dans lequel se trouve l’autel, est surélevé, car situé au-dessus de la crypte. Il est orné de fresques, datant du XIXe siècle. Tout comme la voûte du trône du château de Neuschwanstein, celui du chœur rappelle l’art byzantin. Il est orné en son centre d’un vitrail moderne, représentant la Sainte Vierge, à qui est dédiée la cathédrale. On retrouve dans ce vitrail, don du Conseil de l’Europe, les douze étoiles du drapeau européen sur fond bleu, couleur de la Sainte Vierge. Dans le croisillon nord, un très bel ensemble sculpté et polychrome, datant du début du XVIe siècle et méritant une sérieuse restauration, représente le mont des Oliviers.
Le chœur est meublé de quinze stalles en chêne, datant de 1692. Œuvres des menuisiers Claude Bourdy et Claude Bergerat, ainsi que du sculpteur Peter Petri, elles sont classées monument historique depuis le 13 février 2004, à titre d’objet.
Depuis le dernier trimestre 2004, le chœur est réaménagé sur décision de Joseph Doré, archevêque, afin de le rendre conforme aux aspirations liturgiques du concile Vatican II. Les rambardes de pierre du grand escalier sont supprimées, afin de permettre une meilleure communion visuelle entre le clergé et les fidèles. Pour améliorer la visibilité, une déclivité en pente douce, de trois pour cent, est réalisée depuis le fond du chœur en partant de l’autel du XVIIIe siècle, jusqu’au haut des marches. Un nouveau mobilier liturgique, en marbre de Carcassonne, est installé, dont la cathèdre et un nouvel autel majeur. Le nouveau chœur est solennellement inauguré le 21 novembre 2004 par Joseph Doré, entouré du cardinal Jean-Marie Lustiger, archevêque de Paris, et du cardinal Karl Lehmann, évêque de Mayence, en présence du Premier ministre Jean-Pierre Raffarin.

### Bras nord du transept
Le bras nord du transept, tout comme le bras sud, est divisé en quatre travées carrées par un pilier central. Le pilier central du bras nord est cylindrique. Les voûtes d’ogives, les plus anciennes de la cathédrale, sont très bombées, faisant ressembler chacune des quatre travées à des coupoles. La hauteur atteint vingt-six mètres.
On peut voir dans la partie gauche du côté est l’ancienne niche romane, assez majestueuse, de l’autel Saint-Laurent. Cet ancien portail ouvrait sur un petit cimetière. Il est décoré de deux frises romanes évoquant l’enfer (frise sud) et le paradis (frise nord) avec en tête du cortège de six senmurv d’inspiration sassanide, l’une des cinq sirènes allaitantes sculptées aux alentours des années 1170-1180 dans les cathédrales de Bâle, de Strasbourg, de Fribourg en Brisgau (Forêt-Noire), de Saint-Dié-des-Vosges (Vosges), et sur le portail roman de la collégiale de Saint-Ursanne (Jura en Suisse). Elles jalonnent l’espace rhénan de Bâle à Strasbourg, flanqué à l’est et à l’ouest, des deux massifs jumeaux de la Forêt-Noire et des Vosges, et au sud, du massif du Jura.
Cet espace rhénan évoque une « Petite Égypte » : le Rhin y coule du sud au nord, comme le Nil, et se jette dans la mer en delta tout comme le Nil. De Bâle à Strasbourg, le Rhin est flanqué de deux massifs jumeaux, à ligne de crête quasi horizontale et rectiligne, comme de part et d’autre du Nil, d’Assouan à Thèbes-Luxor. Ces deux massifs sont composés majoritairement de granit et de grès, les principaux composants des monuments de l’Égypte ancienne.

#### Portail de Saint-Laurent

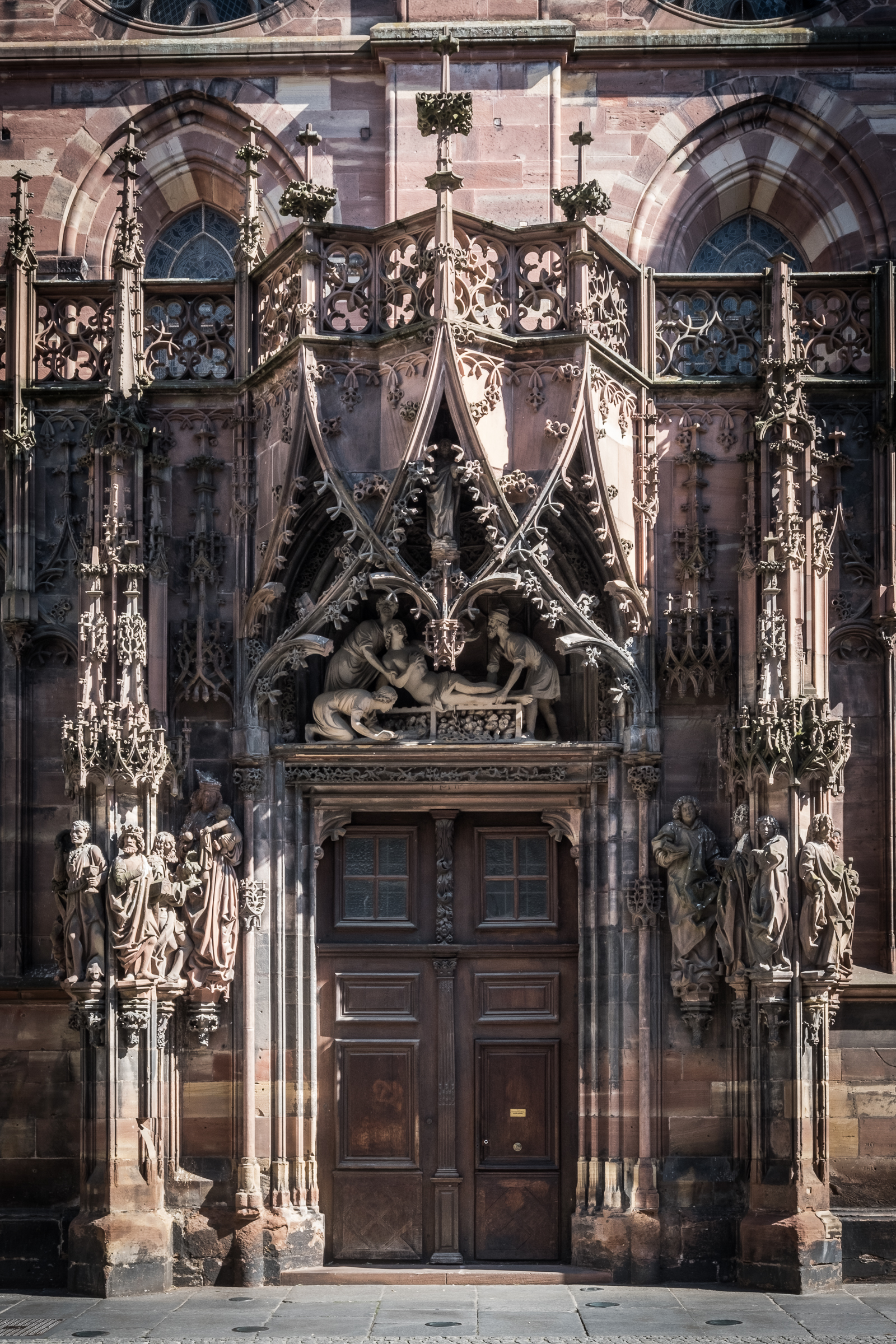
Le portail Saint-Laurent au nord.

Du côté nord, le portail Saint-Laurent, de style gothique tardif, œuvre  entre 1494 et 1505 de l’architecte Jacques de Landshut dont monogramme (trois équerres entrecroisées) est sculpté sur le linteau de la porte à droite de la date d'achèvement des travaux. Le tympan primitif, détruit sous la Révolution, est remplacé vers 1820-1830 par le sculpteur statuaire Jean Vallastre qui renouvèle le programme iconographique par une reconstitution libre de style néo-classique dans un grès jaune,.
Dans le tympan en arc brisé sous le grand baldaquin qui résulte de la superposition de trois arcs en accolade terminés par des fleurons, est figuré sur le registre supérieur, une statue du Christ, adossée à une colonnette. Le registre inférieur est occupé par le martyre de saint Laurent. Le supplicié est étendu sur un gril par deux bourreaux tandis qu'un troisième attise les braises. Le sculpteur Johan von Ach (Jean d’Aix la Chapelle) conçoit la statutaire des contreforts en plan pentagonal et à pans obliques : à droite, les figures de saint Laurent, d'un saint pape (sans doute Sixte II, dont Laurent était archidiacre), de saint Étienne, d'un apôtre armé d'un épée (Jacques ou Philippe) et d'un saint chevalier revêtu d'une armure (probablement Maurice d'Agaune) ; à droite une Vierge à l'Enfant recevant les offrandes des rois mages : Balthazar un jeune homme imberbe flanqué d'un serviteur également maure, un chien à ses pieds, lève se toque et présente la myrrhe dans un ciboire (ce roi présente des traits
africains nettement marqués avec les cheveux crêpus, le nez légèrement épaté, les lèvres épaisses, et une bouche montrant des dents du bonheur), Melchior, un homme couronné qui offre de l'or dans une cassette et Gaspard qui s'agenouille pour offrir pour présenter l'encens dans une coupe,.

### Bras sud du transept

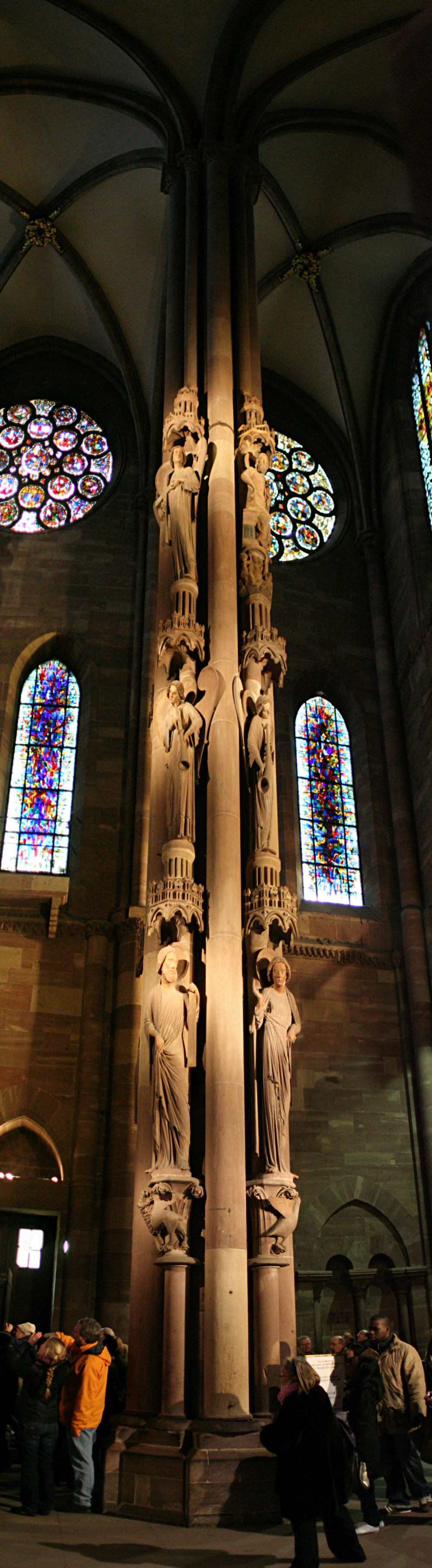
Le pilier des Anges montant jusqu'à la voûte à résille en ogives curvilignes.

Deux éléments particulièrement remarquables sont situés dans le bras sud du transept. Le pilier des Anges, construit vers 1230, est le pilier central de la salle et porte douze sculptures de toute beauté : la première rangée représente les quatre évangélistes, surmontés d’anges jouant de la trompe. Le groupe supérieur comprend le Christ, assis, entouré d’anges portant les instruments de la Passion.
Dans cette même salle, figure la statue d’un homme, accoudé à une balustrade. La légende raconte qu'un homme aurait prétendu que le pilier des Anges s'effondrerait, ne pouvant supporter la voûte. En réponse, le maître d'œuvre Erwin de Steinbach aurait sculpté une statue du visiteur contemplatif, attendant l'effondrement du pilier. Néanmoins, le pilier des Anges a été achevé au XIIIe siècle et la balustrade au XVe siècle.

#### Portail du Jour du jugement

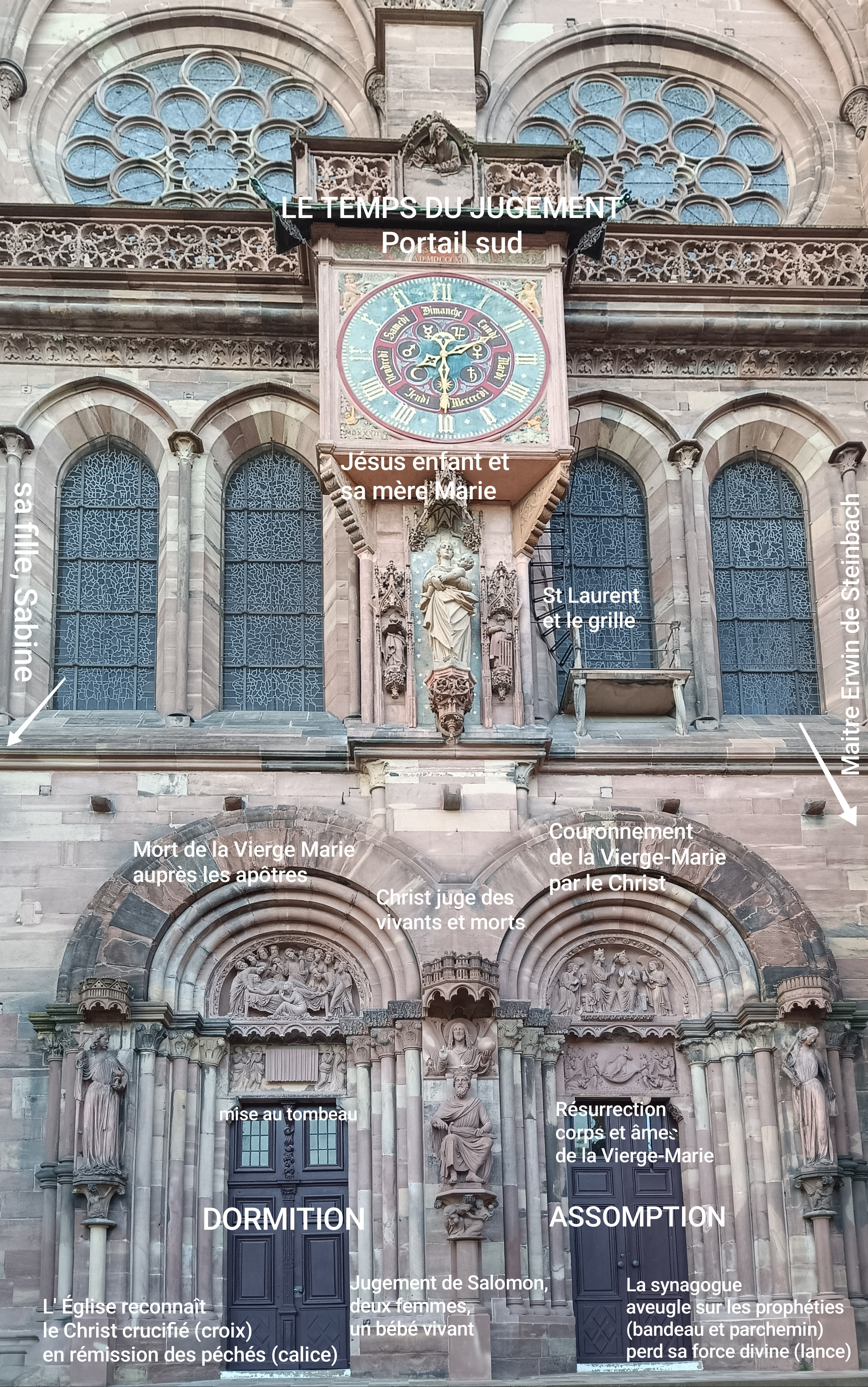
Portail du Jour du Jugement coté sud, inscriptions explicatives

Du côté sud, le portail le plus ancien, de conception romane, est décoré de plusieurs statues.

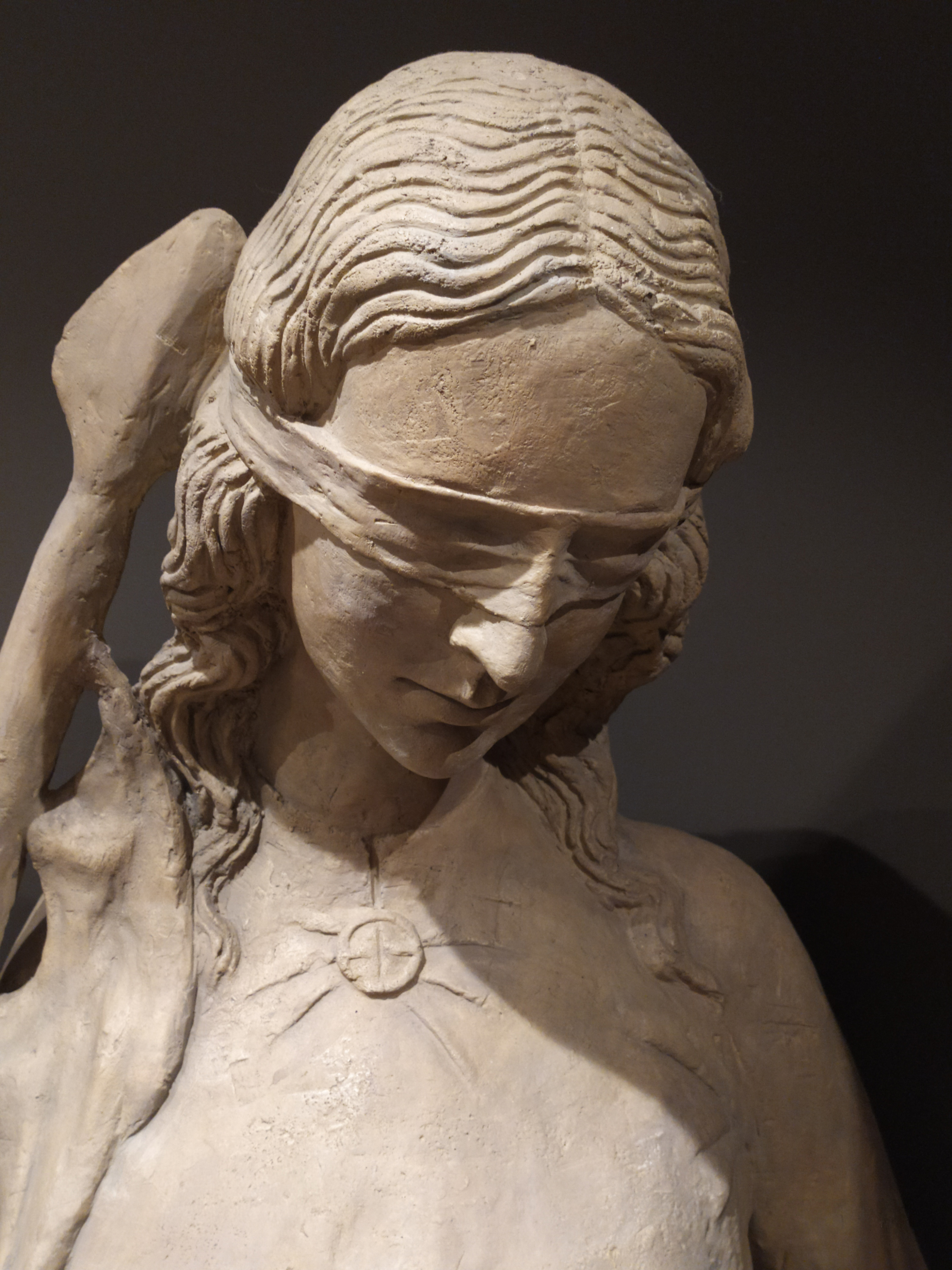
Synagoga (détail)

Le groupe central du portail sud, appelé aussi portail du Jugement dernier ou du Jour du jugement met en scène différents passages bibliques et comporte quatre figures principales : Salomon roi d’Israël surmonté du Christ en gloire entourés de deux statues plus anciennes (1225-1235). Celle de gauche représente l’Église, droite, couronnée et qui tient un étendard en forme de la croix et le calice. Elle est complémentaire de la statue de droite qui représente la Synagogue (le judaïsme), avec les yeux bandés. Elle baisse le visage et sa lance est brisée, en signes de défaite, et son bras pendant laisse tomber les Tables de la Loi. Le sculpteur semble s’être inspiré du texte biblique : « Les lances seront brisées et l’épée tombera de la main. On en forgera des socs » (Isaïe 2,4). Ses yeux sont bandés parce qu’elle serait aveugle aux vérités de la Nouvelle Loi.
La présence de ces trois figures Salomon (Christ), Ecclesia (Église) et Synagoga (Synagogue), ainsi rapprochées s'expliquerait dans les interprétations faites au XIIe siècle du Cantique des Cantiques, les présentant comme les trois personnages principaux des événements de la fin des temps. Le dialogue entre les trois personnages est mis en scène dans le manuscrit de Berne du XIe siècle "Cod. 114 Homliae de sanctis" pour la Nativité de la Vierge le 8 décembre. Selon Meyer, « le texte du manuscrit explique aussi la beauté conférée par le sculpteur à la jeune femme qui représente l'Église (Cant. 1,15: " que tu es belle, mon amie... "), tout comme à la Synagogue (selon le Cant. 1,8 " la plus belle des femmes "). On comprend mieux le regard confiant de l'élue, placée à la droite du Christ, et l'émouvante tristesse de la fiancée délaissée. »
Au centre, la statue sculptée par Jean Vallastre en 1828 représente le roi Salomon, surmontant deux petites statues rappelant son fameux jugement préfigurant le Jour du jugement. Cette sculpture du roi Salomon remplace la figure gothique détruite pendant la Révolution française. Au-dessus du roi Salomon, règne la figure du Christ en gloire de l’Apocalypse ou du Jugement dernier, tenant dans sa main gauche le globe terrestre et surmonté d’un dais figurant la future Jérusalem céleste, le seul « Juste » étant le Seigneur (Ecclésiastique : 18,2) qui apparaît au somment du portail en tant que juge. Le portail représente la Parousie de Yahweh par l’Apocalypse et la gloire de Dieu est sculptée sous la forme symbolique d’un dais (la Jérusalem céleste) qui sera le refuge du Juste (Isaïe : 4,5-6). « Le Juste est le fondement du monde » (Proverbes : 10,25). Les deux tympans romans, représentent les deux phases finales de la vie de la vierge Marie : la Dormition et le Couronnement de la Sainte Vierge.

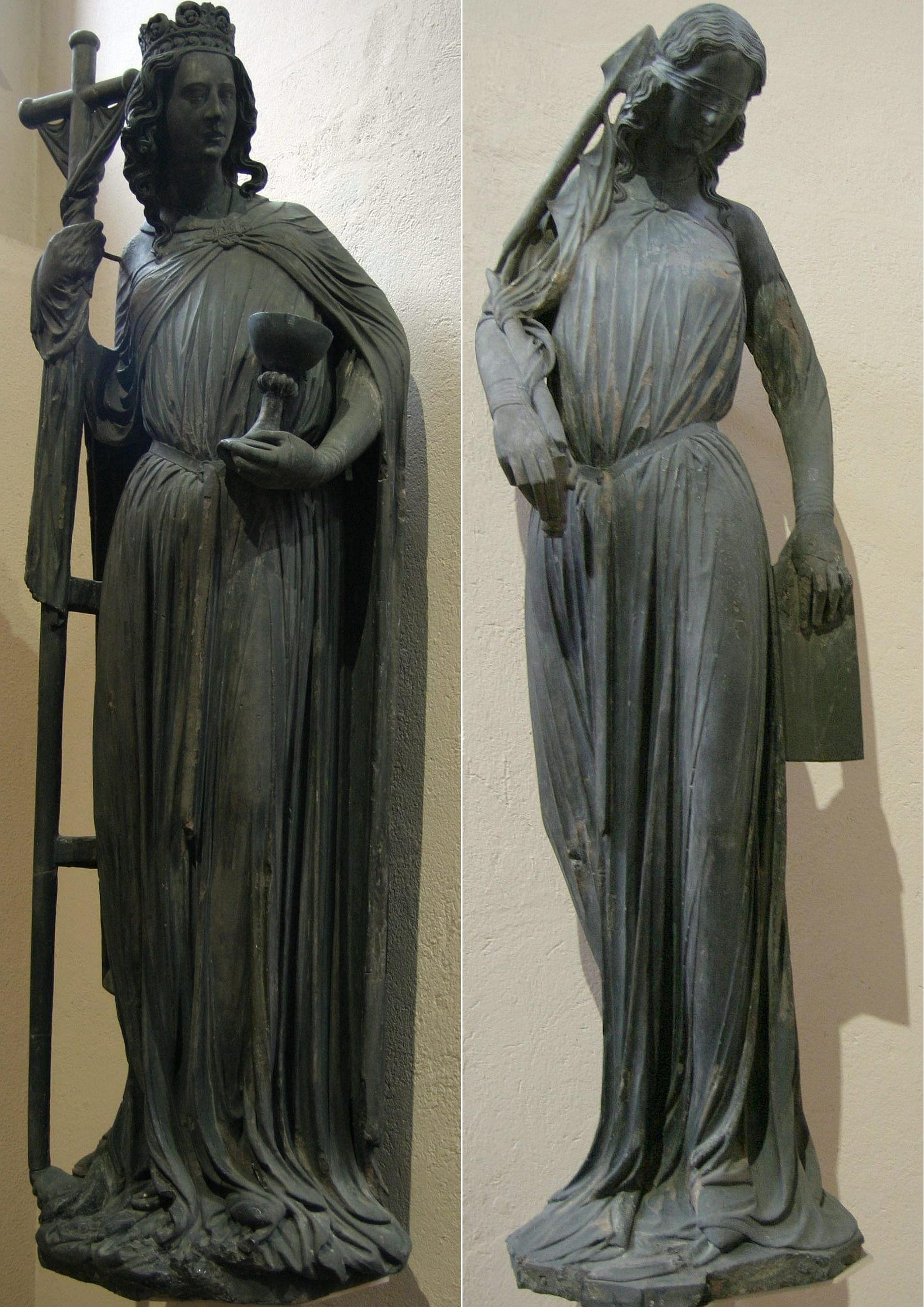
Originaux gothiques d'Ecclesia et Synagoga de Strasbourg conservés au Musée de l'Œuvre Notre-Dame

Selon les études, des sculpteurs partis de Sens auraient gagné Chartres, puis la Bourgogne avant de rejoindre Strasbourg, alors que d’autres études concluent plutôt à la simultanéité de ces chantiers. On a également souligné l’expressivité dramatique des deux sculptures représentant l’Église et la Synagogue, véritables chefs-d’œuvre qui relèveraient à la fois des grands courants français et germaniques. Ces deux statues ont été déposées au musée au début du XXe siècle pour les protéger de la pollution et des intempéries et ont été remplacées de part et d’autre du portail par des copies. Le 20 mars 2007, la copie de la statue de la Synagogue a été vandalisée, une partie de sa lance brisée et sa main arrachée. Elle a été depuis restaurée.
Deux autres portails sont sur les côtés de l’édifice, au niveau des transepts. Par ailleurs, deux statues ont été ajoutées au XIXe siècle : à droite, la figure d’un des architectes de la cathédrale maître Erwin de Steinbach et à gauche, une statue de jeune femme dotée des attributs classiques du sculpteur sur pierre. La légende raconte que cette jeune femme serait Sabina, l’une des filles d’Erwin de Steinbach, jeune sœur de Jean, et tailleuse de pierre mais aucun document officiel ne permet d’attester cette histoire.
On nomme ce portail le portail du Jugement, non seulement en souvenir de Salomon, mais aussi parce que c’est à cet endroit que l’évêque de Strasbourg tenait son tribunal. En hiver, avait également lieu à cet endroit et durant tout le Moyen Âge une foire, prémisse de l’actuel marché de Noël.

#### Cadrans solaires

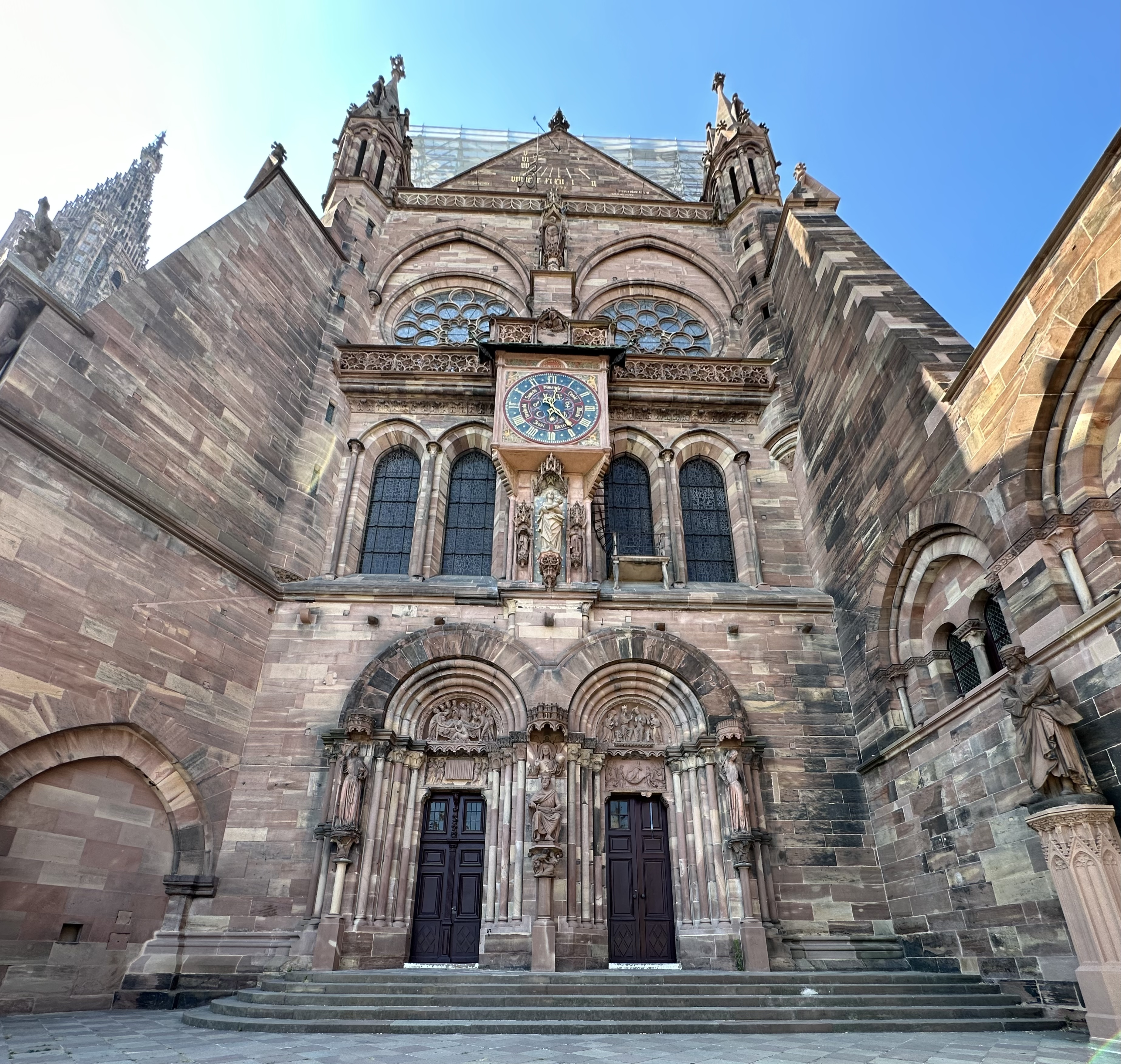
Façade méridionale du croisillon sud.

Le fronton de la façade méridionale du croisillon sud porte un groupe de trois cadrans solaires peints en 1572. Imaginés par les mathématiciens Dasypodius et David Wolkenstein pour servir au réglage de l'horloge astronomique de la cathédrale, ils ont été par la suite gravés dans la pierre, probablement lors de leur restauration en 1669. Le cadran de gauche donne la hauteur et l'azimut du soleil, celui du haut donne les heures normales et celui de droite les heures babyloniques et italiques,.
En avant-corps sous la galerie de circulation qui court à la base du fronton est sculpté « l'Astronome », un homme en buste accoudé à un cadran solaire sous un arc en accolade branchu. Ce cadran qui porte la date de 1493 représenterait Johann Lichtenberger, astrologue à la cour de l'empereur Frédéric III. Le chiffre de la cinquième heure du jour est traditionnellement interprété comme le monogramme du sculpteur (Konrad Sifer) et pourrait être un S et un K.

### Nef

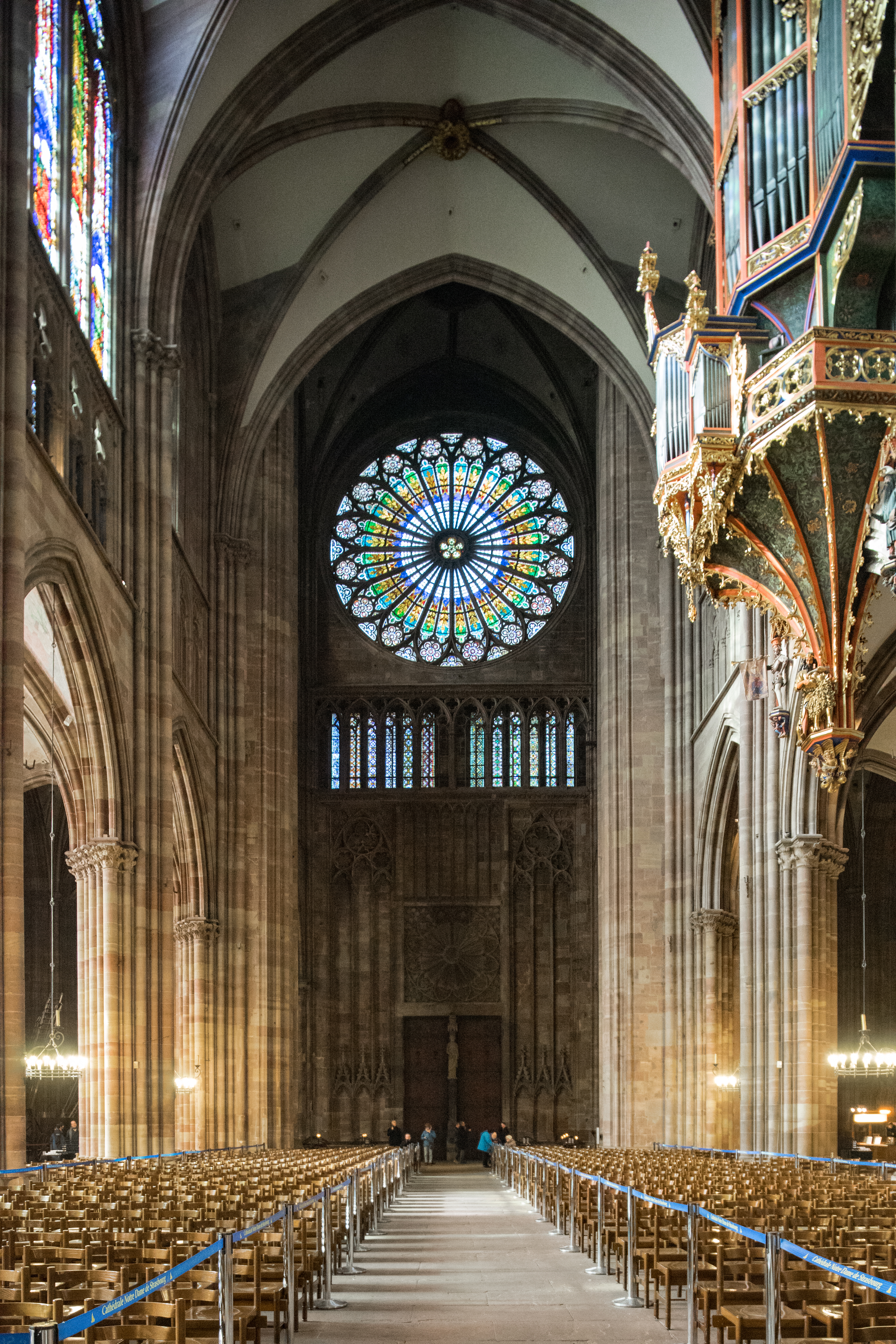
L'élévation tripartite de la nef présente l'ordonnance classique à trois étages : grandes arcades brisées reposant sur des piliers fasciculés, triforium ajouré et fenêtres hautes à quatre lancettes sous des réseaux à rosace.

#### Vaisseau central et collatéraux
Contrairement à une idée communément répandue, la nef de la cathédrale compte avec ses 63 mètres de longueur parmi les plus longues nefs de France, mais les dimensions très réduites du chœur conduisent à un manque de proportionnalité de l’ensemble.
Expression nouvelle du gothique rayonnant français, la nef s’élève sur trois étages et contient une riche collection de vitraux. Dans le collatéral nord, ils représentent les différents empereurs du Saint-Empire et sont datés du XIIIe siècle. Dans celui côté sud, les vitraux du XIVe siècle permettent d’admirer des scènes de la vie de la Sainte Vierge et du Christ. Les vitraux du triforium représentent les ancêtres du Christ suivant la généalogie que donne Luc dans son évangile. Au sud, le deuxième personnage de la première fenêtre de la quatrième travée est Juda. La grande rosace est quant à elle purement ornementale.

#### Chapelle Sainte-Catherine (Sud)
La chapelle Sainte-Catherine (1332-1349) a été créée par l’évêque Berthold II de Bucheck pour lui servir de sépulture.
La chapelle Sainte-Catherine est située dans le bas-côté sud à proximité immédiate du transept. Les vitraux extérieurs (1348) sont l’œuvre de Johannes de Kirchheim. Ils représentent les douze apôtres, sainte Madeleine et sainte Marthe.
Le mur séparant la chapelle de la nef a été abattu, mais les cinq piliers de soutènement ont été conservés. Des statues ont été placées contre chaque pilier, certaines d’entre elles étant attribuées à Woelflin de Rouffach. De l’est vers l’ouest (du chœur vers la façade) on trouve :
- Saint Florent, statue récente du XIXe siècle ;
- Saint Jean-Baptiste (XIVe siècle), portant un médaillon avec l’agneau pascal ;
- Sainte Catherine (XIVe siècle), portant une petite roue, symbole de son supplice ;
- Saint André (XIVe siècle), portant une croix de forme classique ;
- Sainte Élisabeth (XIVe siècle).

Au mur méridional on peut observer le monument funèbre de Conrad Bock, stettmeistre de Strasbourg en 1444, et de sa femme, Marguerite Beger. Ils sont agenouillés sur deux socles de part et d'autre d'une niche figurant en haut-relief la Dormition de la Vierge (œuvre de Peter Bischof (de) datée de 1480).
La voûte en arêtes curvilignes (1542-1547) est due à Bernard Nonnenmacher. Elle remplace une voûte en étoile du XIVe siècle.

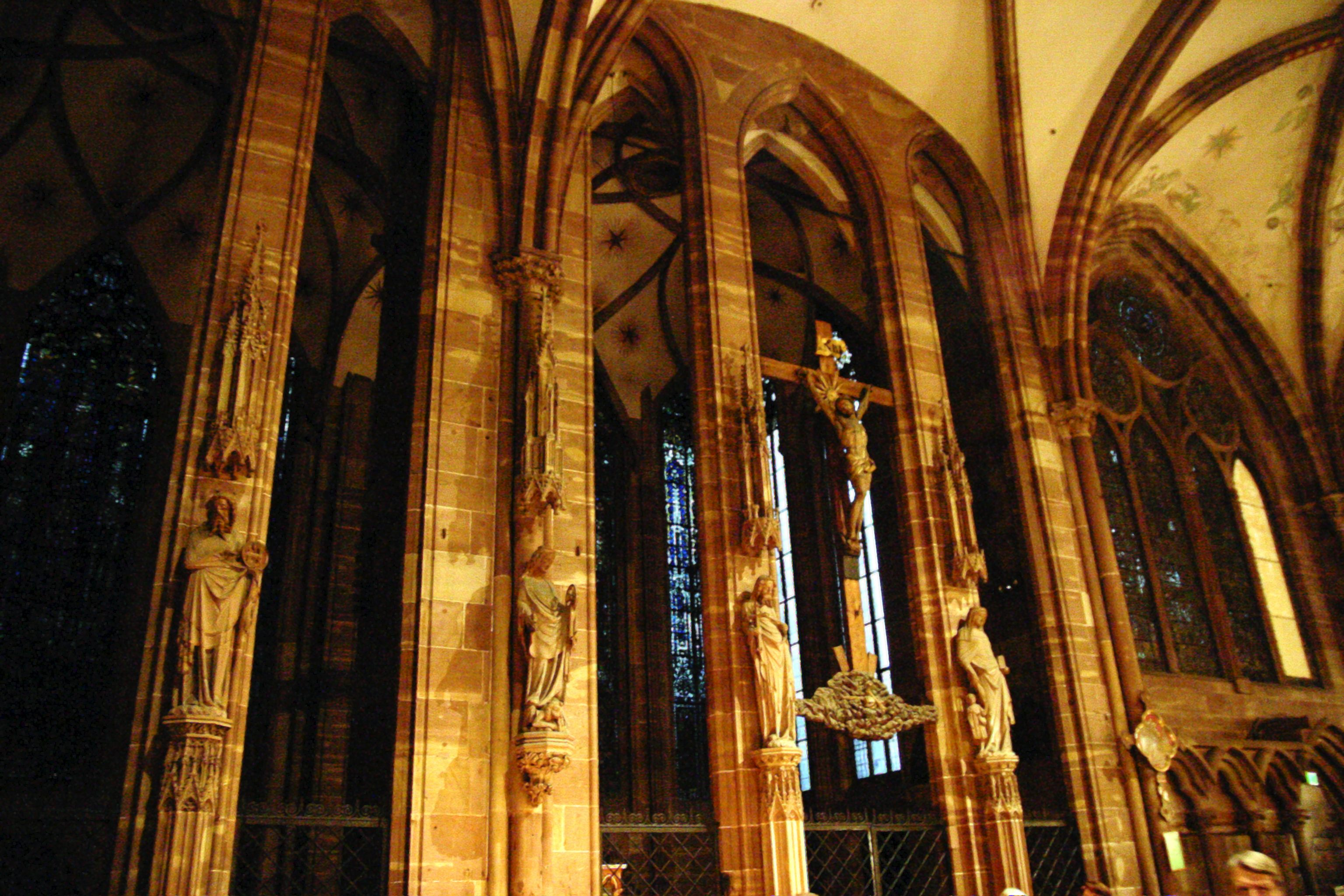
Les piliers entre la chapelle et la nef.
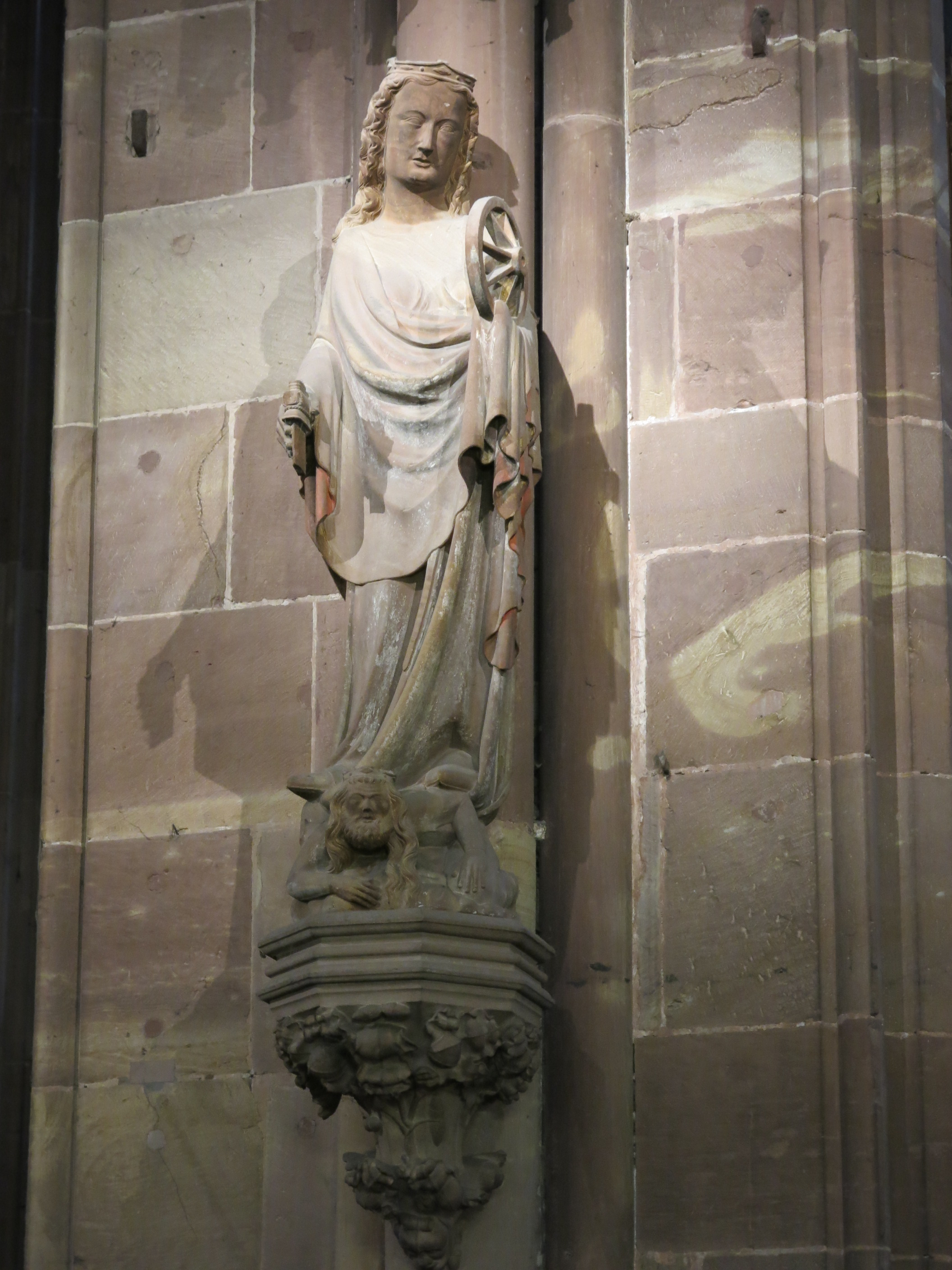
Statue de sainte Catherine.
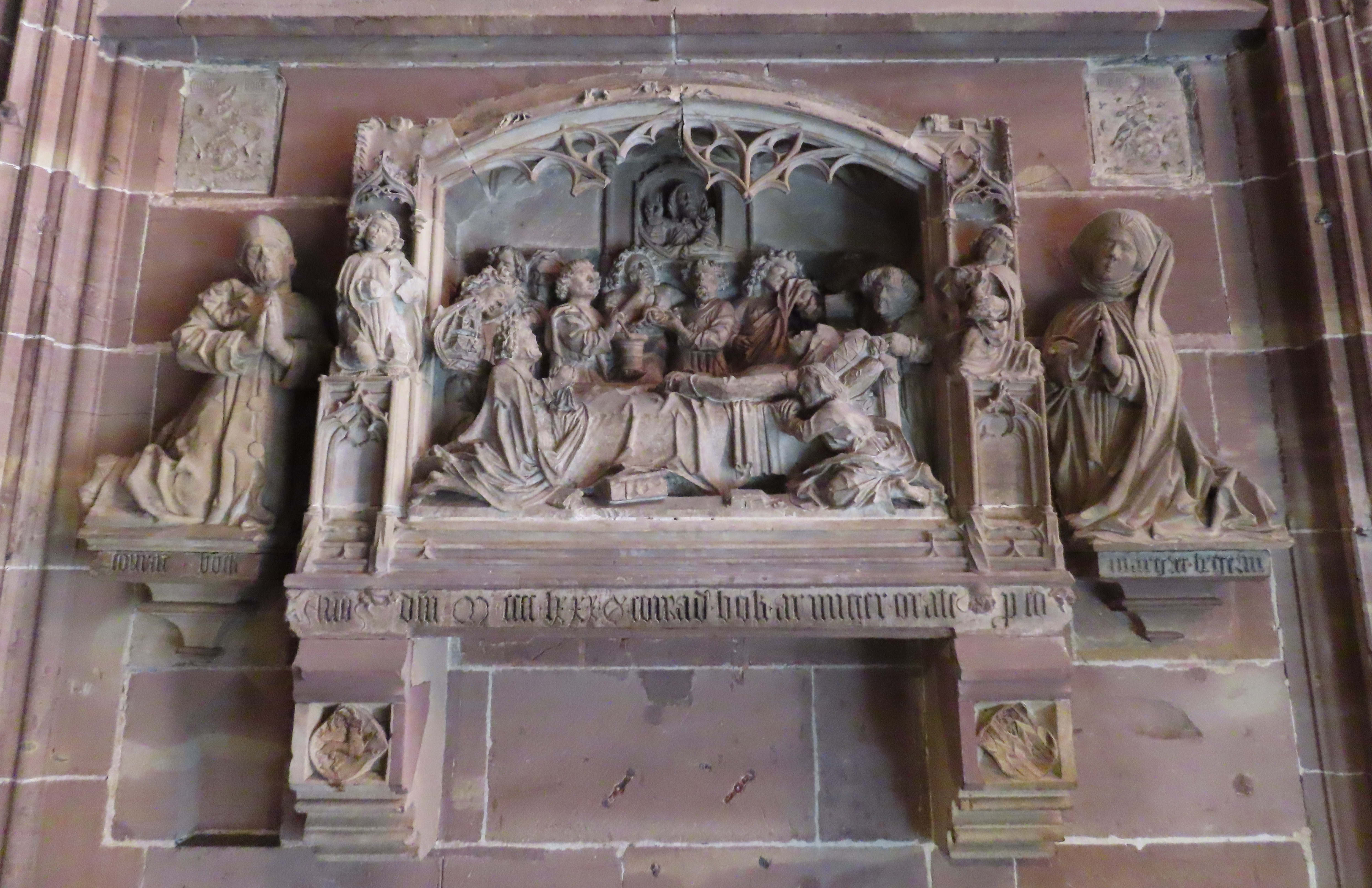
Dormition de l'épitaphe des Bock[note 4].

#### Chapelle Saint-Laurent (Nord)

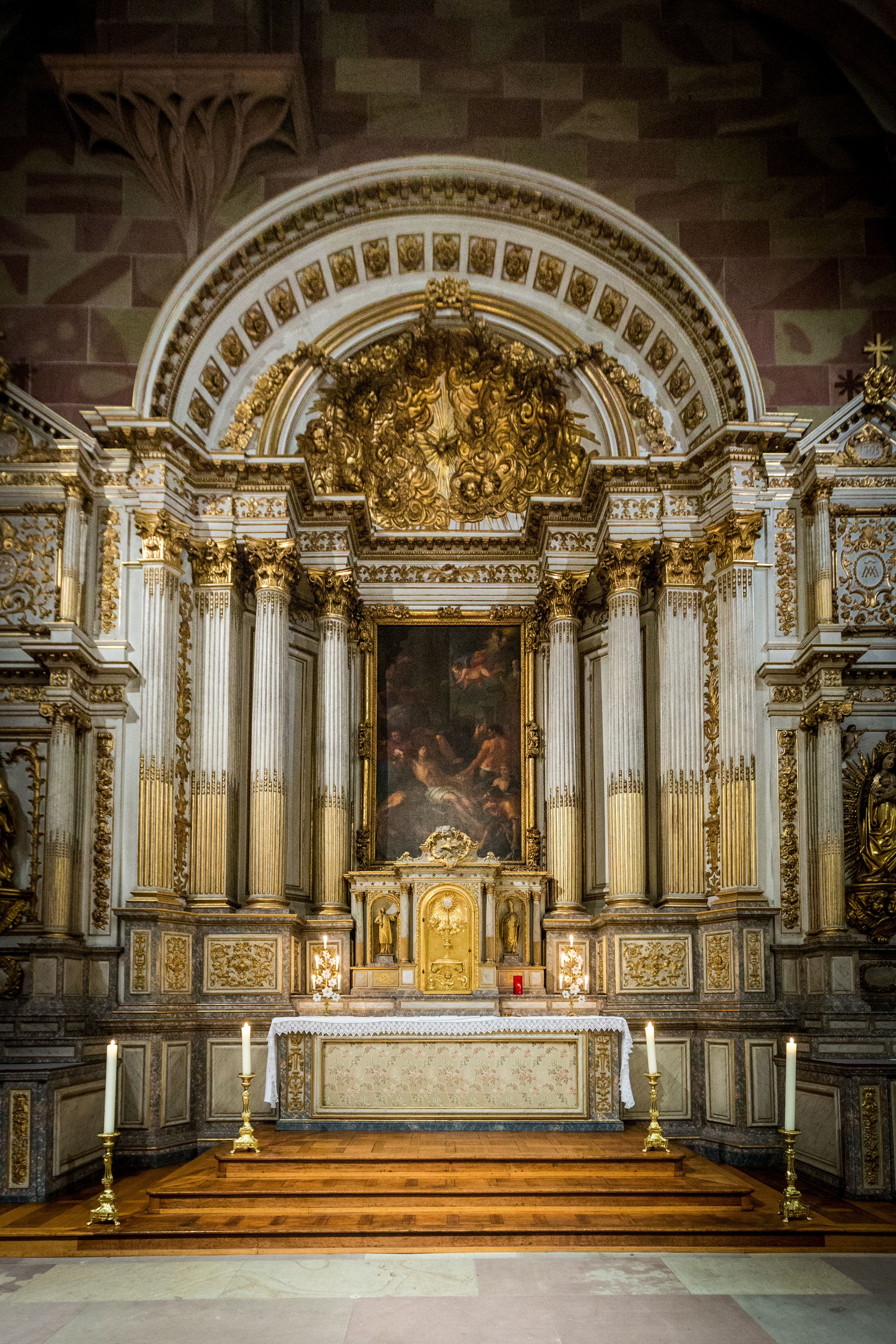
Le maître-autel de la chapelle Saint-Laurent.

La chapelle Saint-Laurent n’est pas le premier édifice ayant été bâti à cet emplacement : elle remplace en effet un bâtiment qui faisait partie du cimetière s’étant étendu jusqu’au XVIe siècle le long du flanc nord de la cathédrale. Ce bâtiment était constitué d’un ossuaire surmonté d’une chapelle dédiée à saint Michel.
La chapelle Saint-Laurent (1495-1505) est due à Jacques de Landshut. Elle donne sur le portail nord. Elle est réservée à la prière et à l’adoration du Saint-Sacrement. On y célèbre aussi les mariages et les messes de funérailles des paroissiens de la cathédrale.

### Massif occidental

#### Frontispice
Le frontispice de la cathédrale repose sur la technique innovante de la double paroi : la première paroi est le mur porteur de la façade dont les quatre contreforts forment de puissantes masses de maçonnerie. Mais l'architecte parvient à faire oublier ces contreforts imposants par une seconde paroi ajourée. Placée en avant des
murs porteurs, cette dernière est parée d'une véritable dentelle de pierre et d'éléments architecturaux (pinacles des contreforts, gables, dais élancés des niches, longues baies à lancettes simples, doubles ou triples placées derrière des arcatures à fines colonnettes) qui contribuent à accentuer l'effet de légèreté et de verticalité, suscitant la métaphore poétique de « harpe de pierre »
Les tympans de ses trois portails, surmontés d’un double gable, sont consacrés à la vie du Christ.
Puis, au-dessus, la rosace, œuvre d’Erwin de Steinbach en constitue le point central. Faisant 13,6 m de diamètre, elle est constituée de seize pétales géminés, sans corolle intérieure. Reposant sur le bord extérieur d'un triforium vitré, elle est circonscrite dans une circonférence ornée de fleurs de lys. Dans les quatre écoinçons, l'architecte a placé douze petites rosaces par groupe de trois.
La façade se caractérise par son grand nombre de sculptures.
La plus belle manifestation de cet ensemble architectural est la galerie des apôtres, située au-dessus de la rosace.
Le narthex accueil la statue de l'apôtre Pierre au niveau de la porte centrale.

#### Portail central et principal "La Vie du Christ"

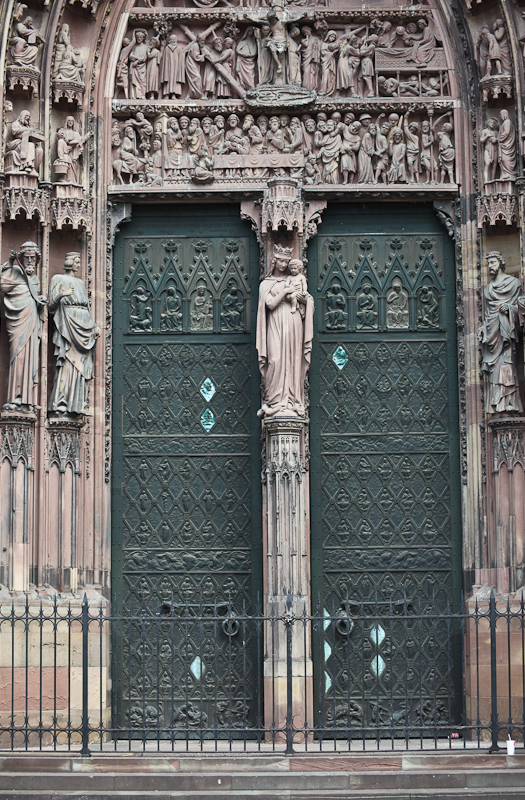
Les portes de bronze, exécutées par l'orfèvre parisien Chertier, sont mises en place en 1879. Leurs vantaux présentent quatre registres : au sommet, des saints représentés dans des niches surmontées de gâbles ; en dessous, trois compartiments couverts de losanges représentant les prophètes et les patriarches et, en alternance, un herbier de plantes.

Le portail est une catéchèse illustrant la foi chrétienne dans le Christ à partir du Credo de Nicée-Constantinople : de sa préparation par les prophètes du judaïsme (statues du bas), sa naissance (Vierge à l'enfant du trumeau) et sa la Passion (tympan) à la glorification comme Juge universel (gâble).

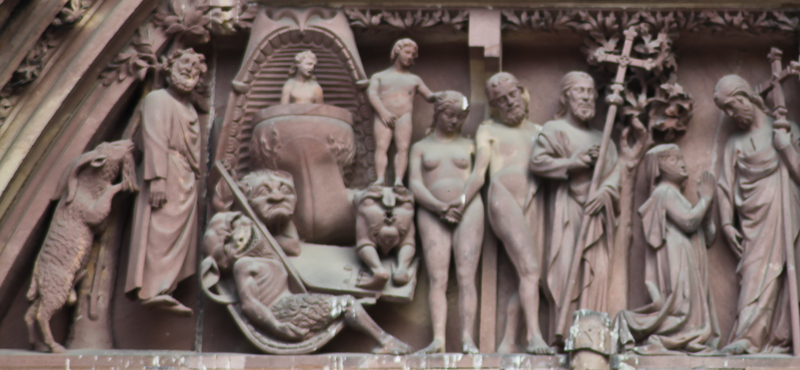
La « » et le « cul qui souffle » sur le troisième registre à gauche.

Le tympan du portail principal, à l’Ouest, a pour thème la Passion du Christ et sa montée au ciel. La lecture horizontale, qui s'effectue de gauche à droite, permet d'observer : 
- l'Entrée à Jérusalem, le Dernier Repas, le Baiser de Judas et l'arrestation de Jésus, la comparution devant Pilate, la flagellation (registre inférieur)
- le couronnement d'épine, le portement de la Croix, la Crucifixion[note 7] et la victoire sur la Mort, la descente de Croix, la mise au tombeau (second registre)
- la pendaison de Juda[note 8], la Descente du Christ aux Enfers d'où il délivre Adam et Eve[note 9], la Résurrection, l'apparition à Marie-Madeleine puis au Douze avec Thomas qui touche les plaies (troisième registre)
- l'Ascension au Ciel du Christ contemplé par les apôtres et la Vierge (registre supérieur).

Il est entouré de statues de prophètes et de martyrs. Des scènes de l’Ancien et du Nouveau Testament sont représentées sur les voussures.
Sous le tympan, sur le trumeau, une statue de la Vierge à l’Enfant rappelle la dédicace de la cathédrale à Notre-Dame. Juste derrière la porte se tient la statue du premier apôtre Pierre.
Une autre statue de la Vierge est située au-dessus du tympan. Elle est surmontée d’une statue du Christ, Roi et Juge, dont le trône est entouré de lions musiciens.

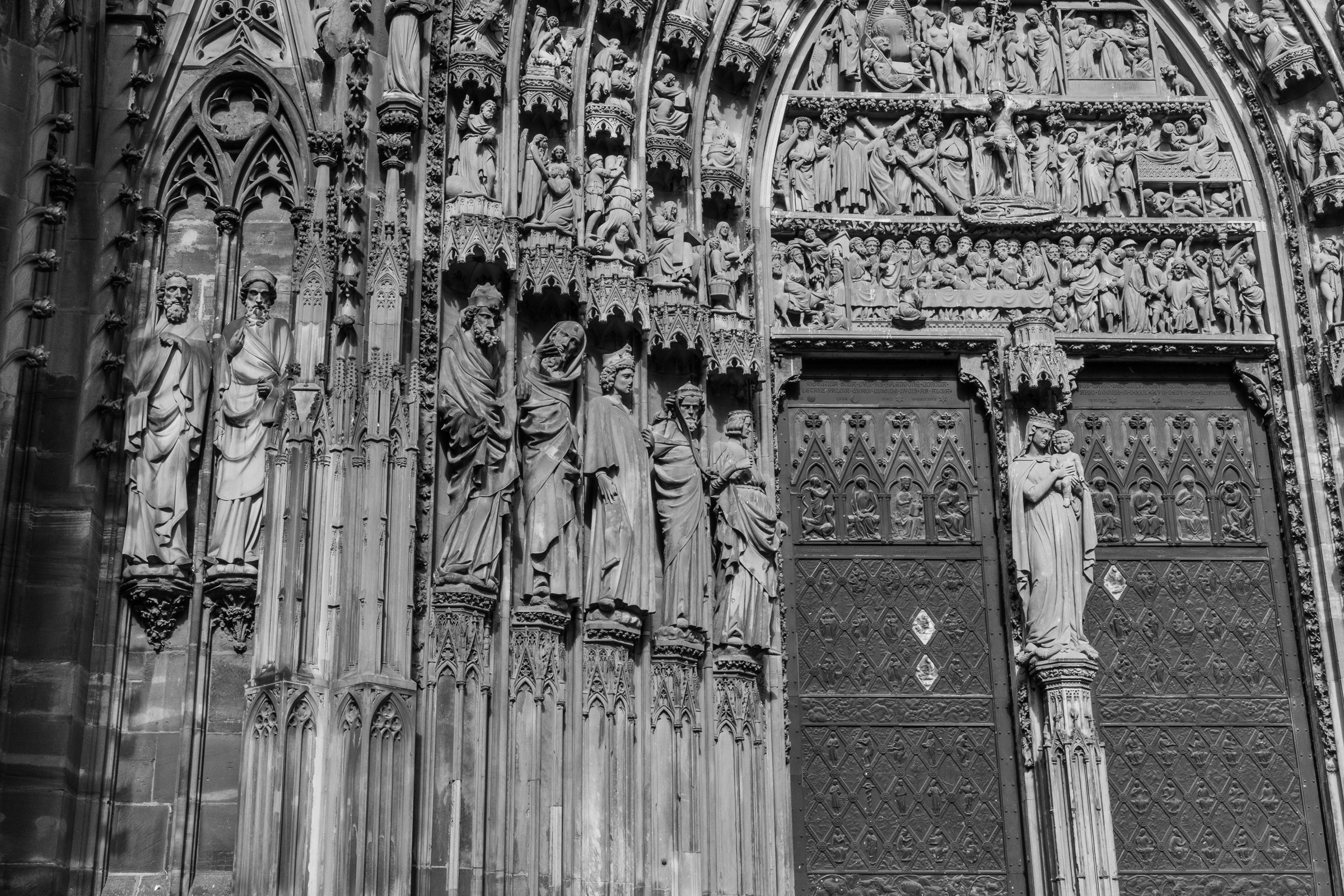
Ébrasement gauche : les prophètes et les martyrs.
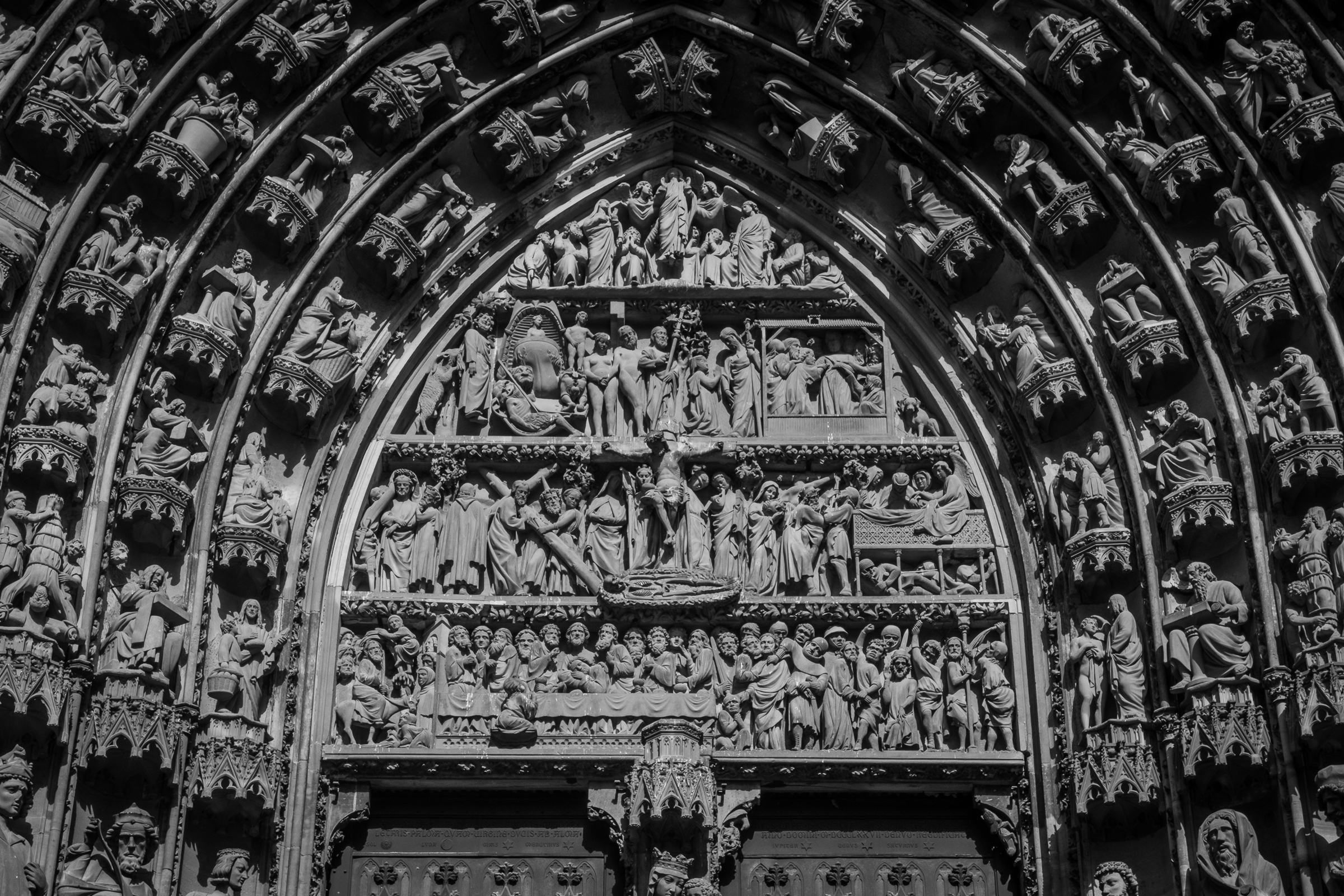
Scènes de la vie du Christ.
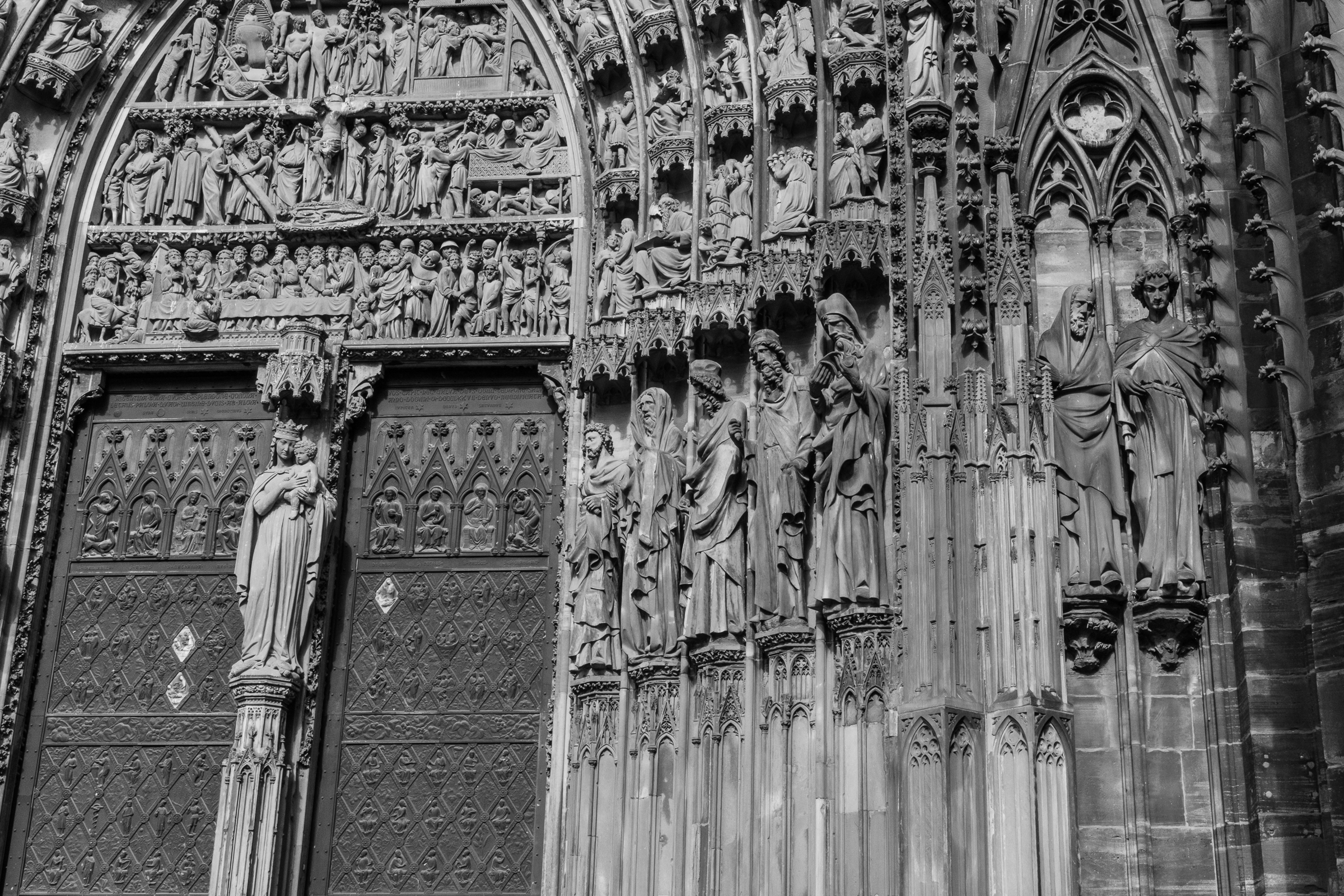
Ébrasement droit : les prophètes et les martyrs.

#### Portail latéral nord: Le combat de l'âme et l'Enfance du Christ
Le portail latéral nord est décoré de statues représentant les allégories des douze vertus, terrassant de leur pieds les douze vices. Cette scène est inspirée du poème Psycomachie « combat de l'âme » du poète chrétien Prudence né en 348. Dans l'ordre du récit de Prudence où sont présentes dix vertus, nous voyons la Foi contre le Paganisme et l'Idolâtrie, La Chasteté contre la Luxure, la Patience contre la Colère, l'Humilité et l'Espérance contre l'Orgueil et la Tromperie, la Tempérance contre la Débauche, la Raison et la Charité contre l'Avarice, l'Unité et la Foi contre la Discorde nommée Hérésie.
Le tympan a pour sujet l’enfance du Christ. De haut en bas : la Présentation du Christ au Temple ; le Massacre des Innocents par Hérode et la Fuite en Égypte ; Hérode et les mages avec leur visite à l'Enfant.
Les voussures sont décorées d’anges et de personnages.

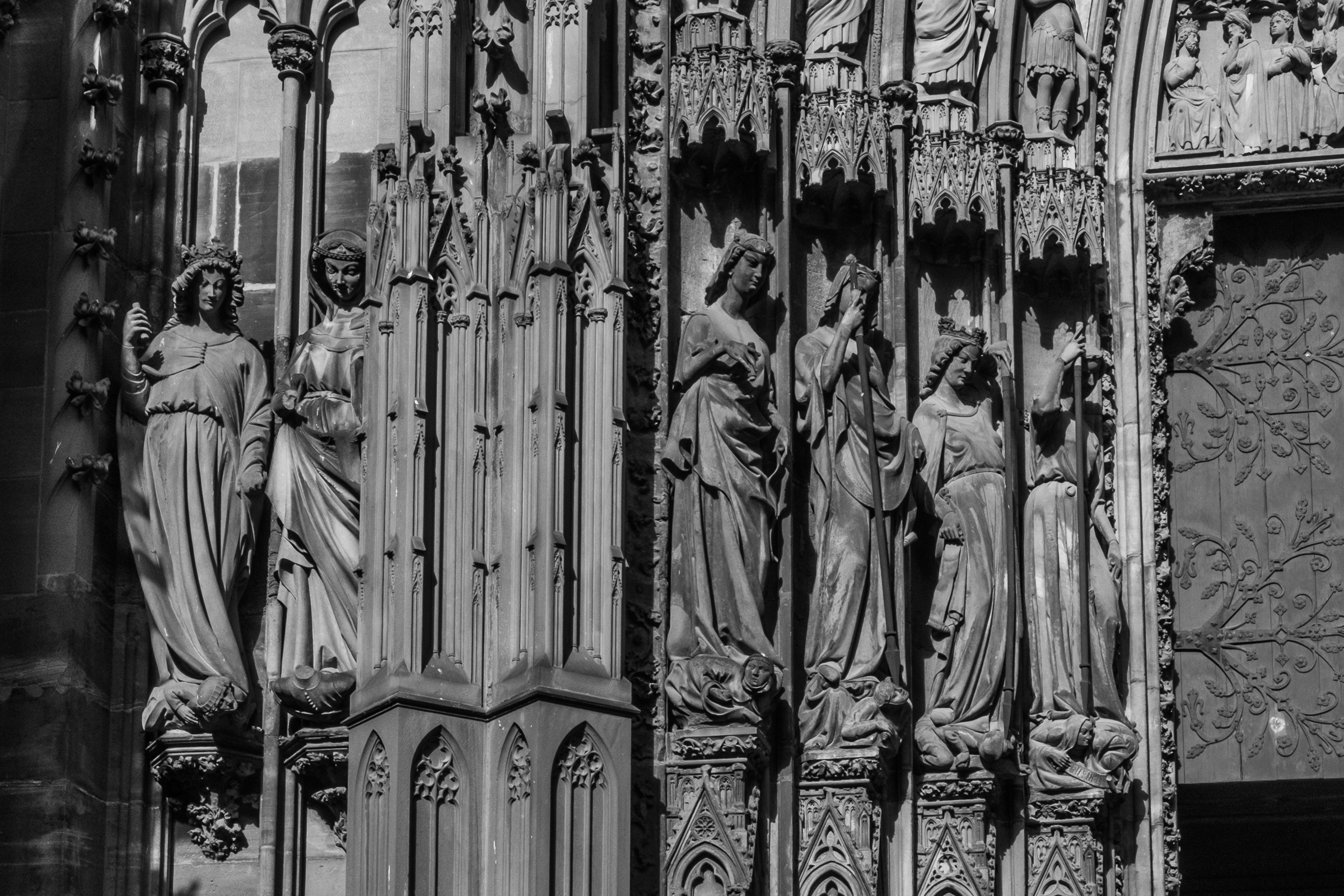
Les vertus sur le piédroit gauche.
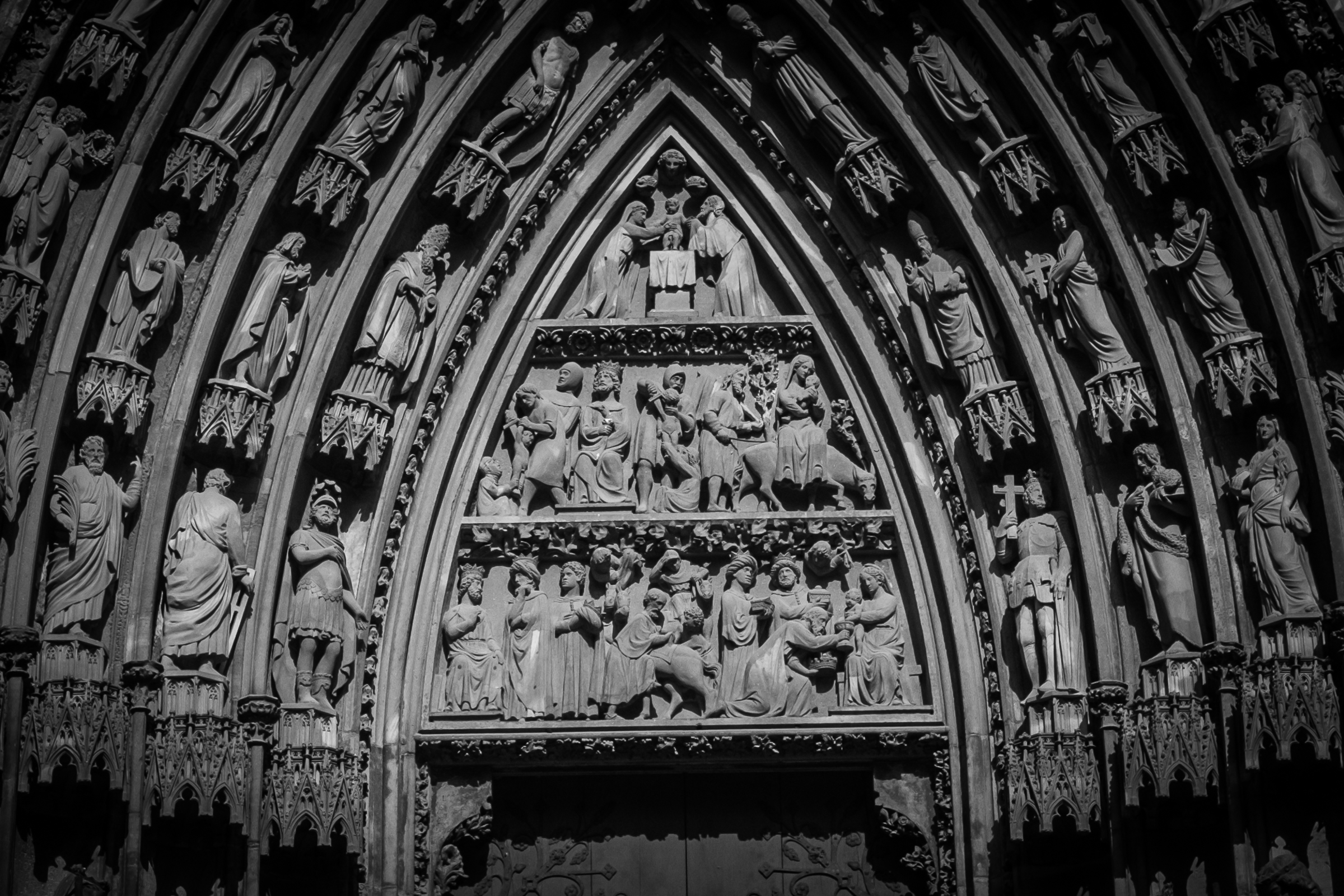
Le tympan des Rois mages.
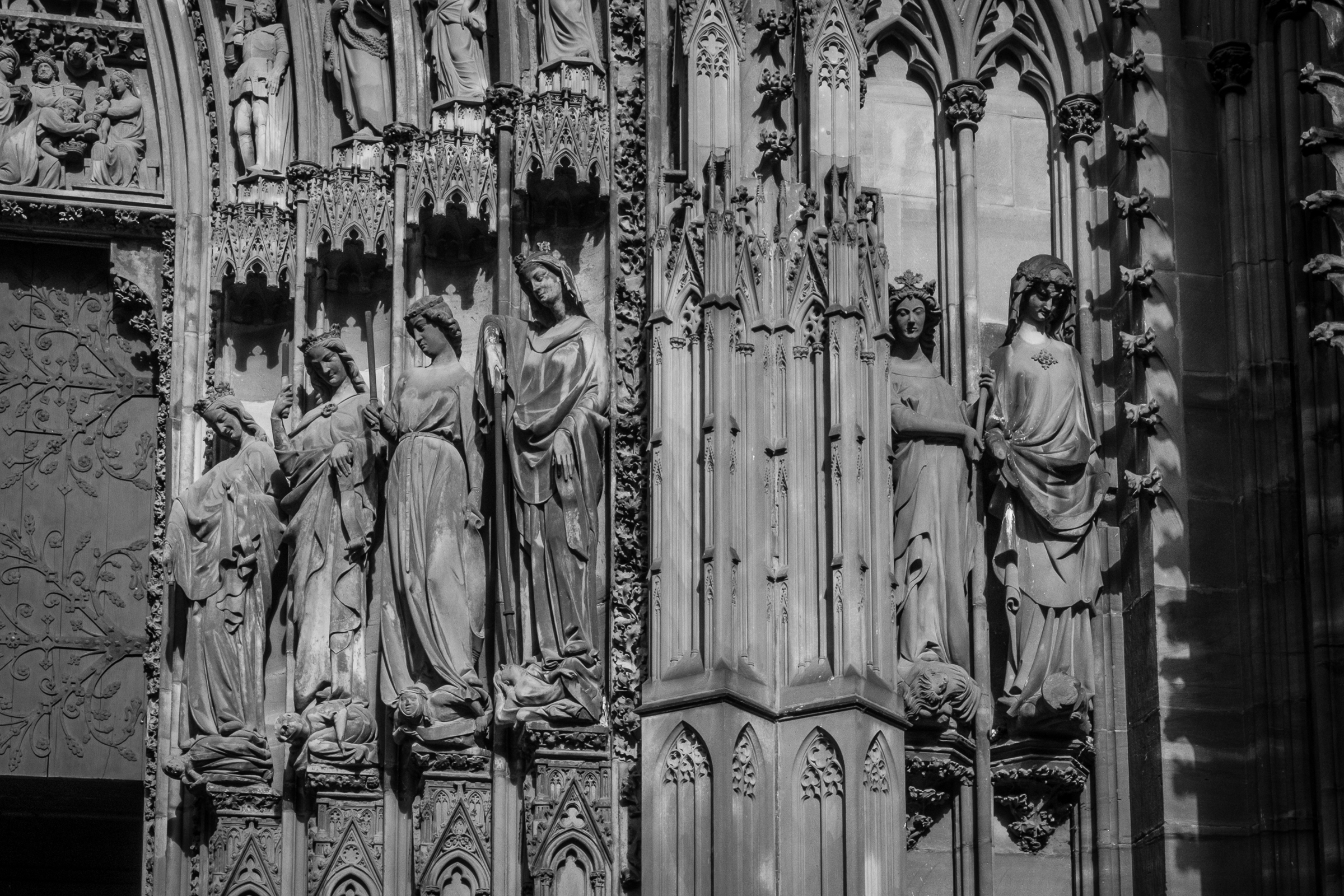
Les vertus sur le piédroit droit.

#### Portail latéral sud: Les dix Vierges et le Jugement du Christ
Le portail latéral sud, de la fin du XIIIe siècle, illustre la parabole des dix vierges à la Noce dans l'évangile selon Matthieu au chapitre 25. À droite, les vierges sages tiennent une lampe à huile et les tables de la Loi ouvertes. Elles sont accueillies par l'Époux, qui est le Christ avec sa main les bénissant. À gauche, les vierges folles sont guidées par le Tentateur, habillé à la mode de son temps (une cotardie), leur tend un aimable visage et la pomme de la tentation. Son dos s’ouvre et montre les serpents, les lézards et les crapauds qui l’habitent, symbolisant les vices dans l'iconographie médiévale. Deux des vierges folles tiennent leurs lampes retournées et serrent fermées les tables de la Loi, la plus proche du Tentateur se distinguant des autres. Ces statues sont placées sur des consoles installées en diagonale. Surs leurs deux faces sont taillés des médaillons en quatre-lobes coupés d'un losange, où sont représentés alternativement les signes du Zodiaque et travaux des champs — notamment le passage au fouloir.
Le tympan, quant à lui, représente le Jugement dernier. de haut en bas, le Crucifié avec ses plaies, sa Croix, la lance et sa couronne juge. En dessous, le Christ sépare les justes à gauche et les mauvais à droite vers la Gueule de l'Enfer. En dessous encore, la résurrection des morts depuis leur tombeau pour le jugement.
Les voussures sont constitués d'anges et de personnages.

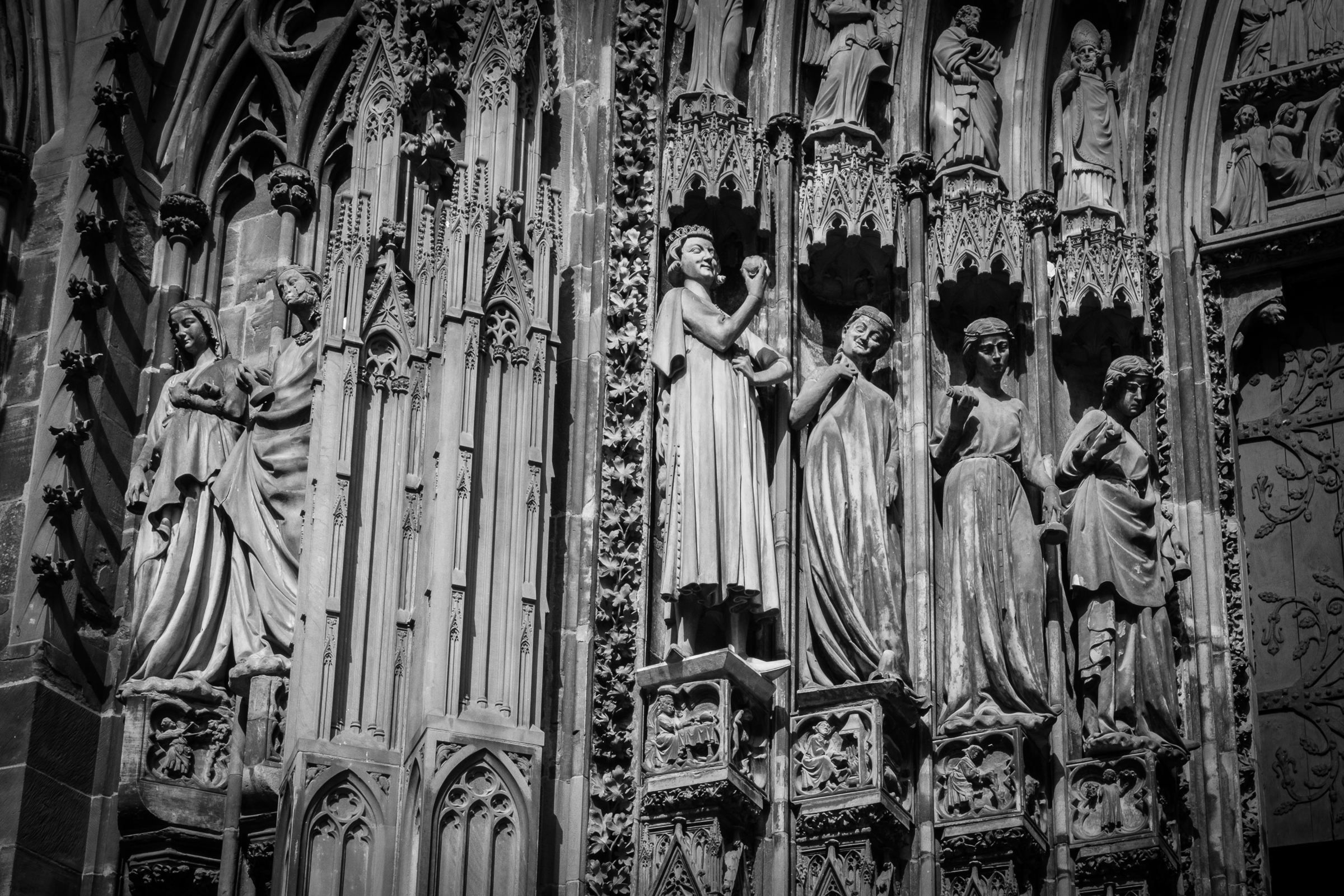
Le Tentateur et les vierges folles.
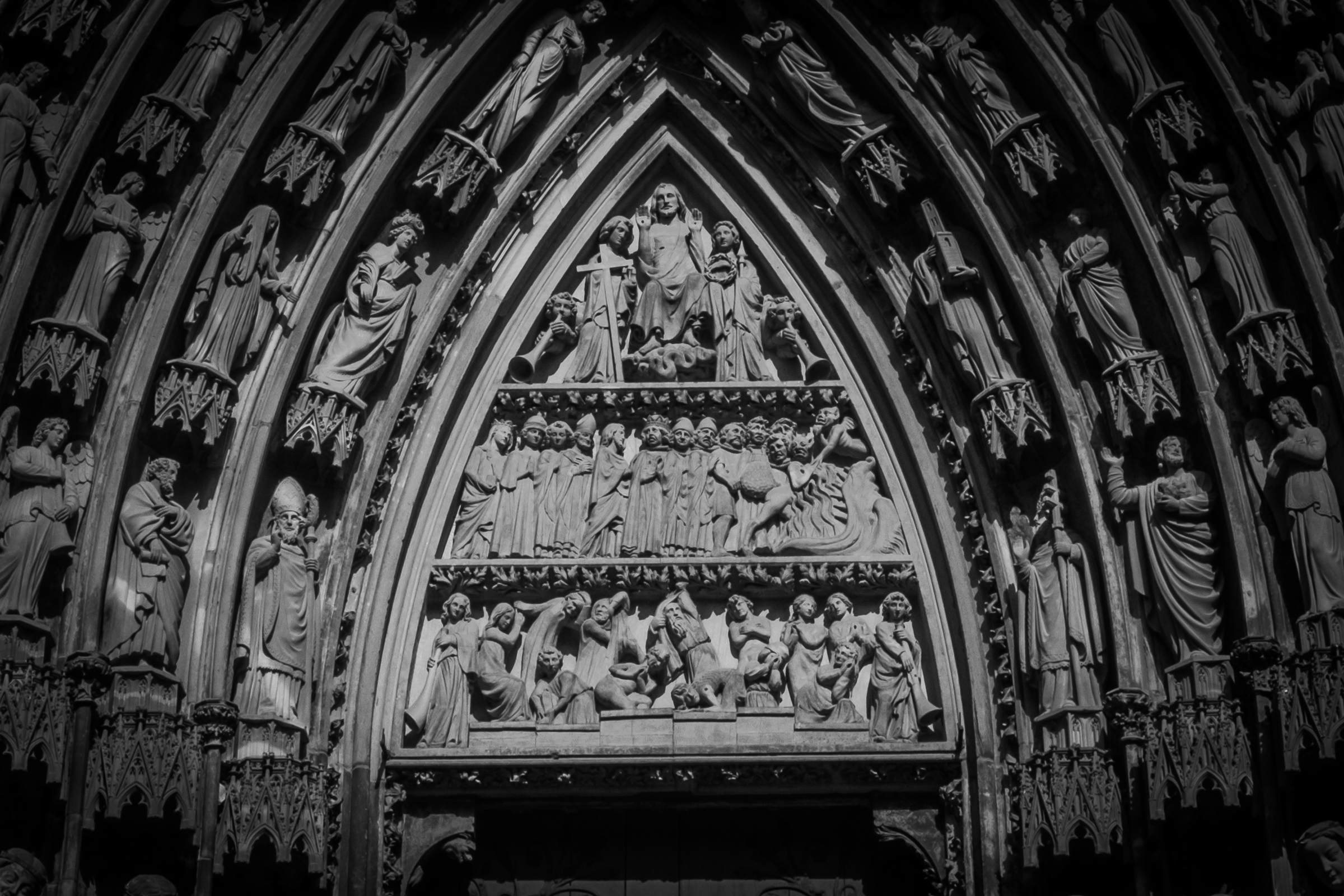
Le tympan du Jugement dernier.
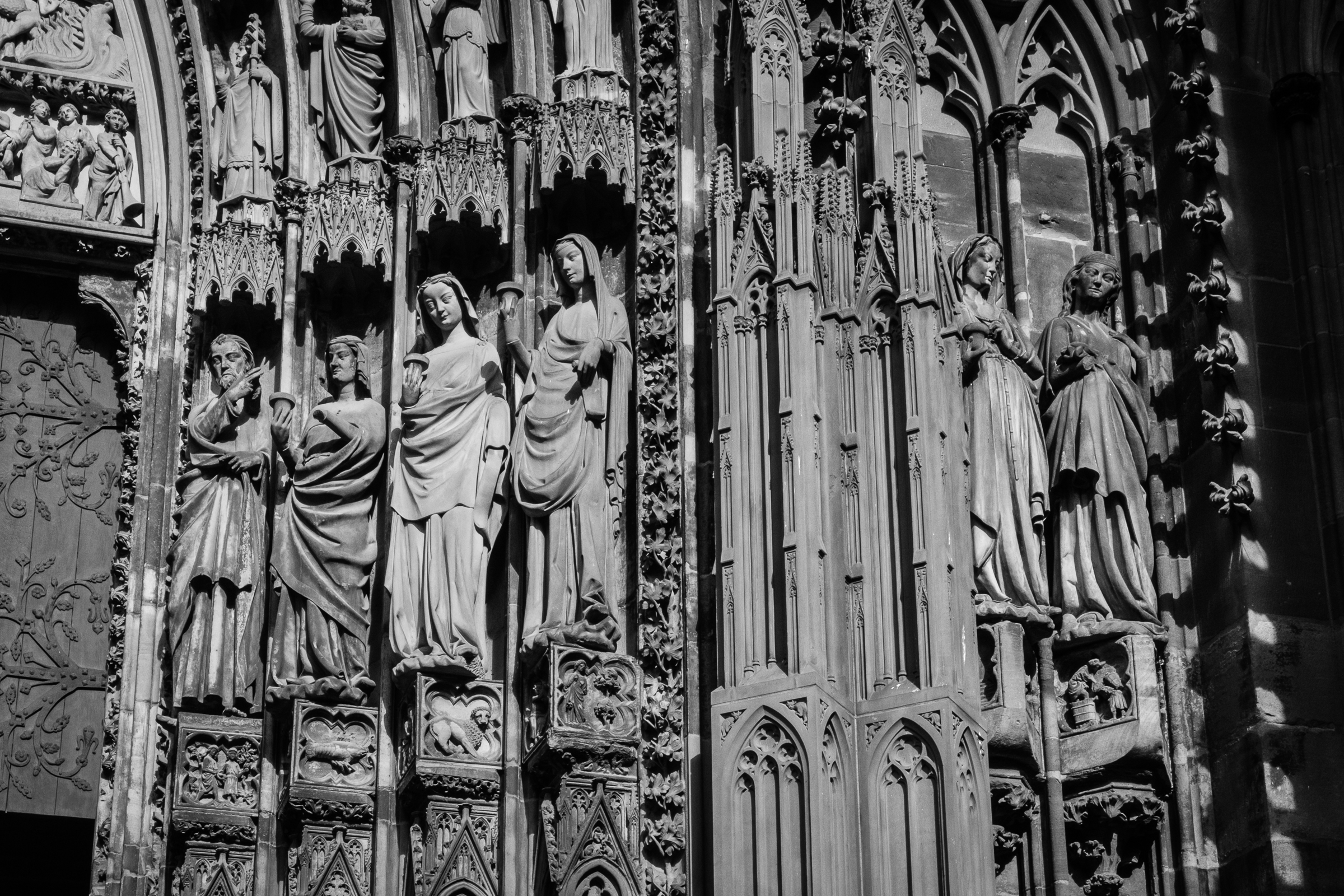
Les vierges sages.

#### Le beffroi: le Jugement dernier

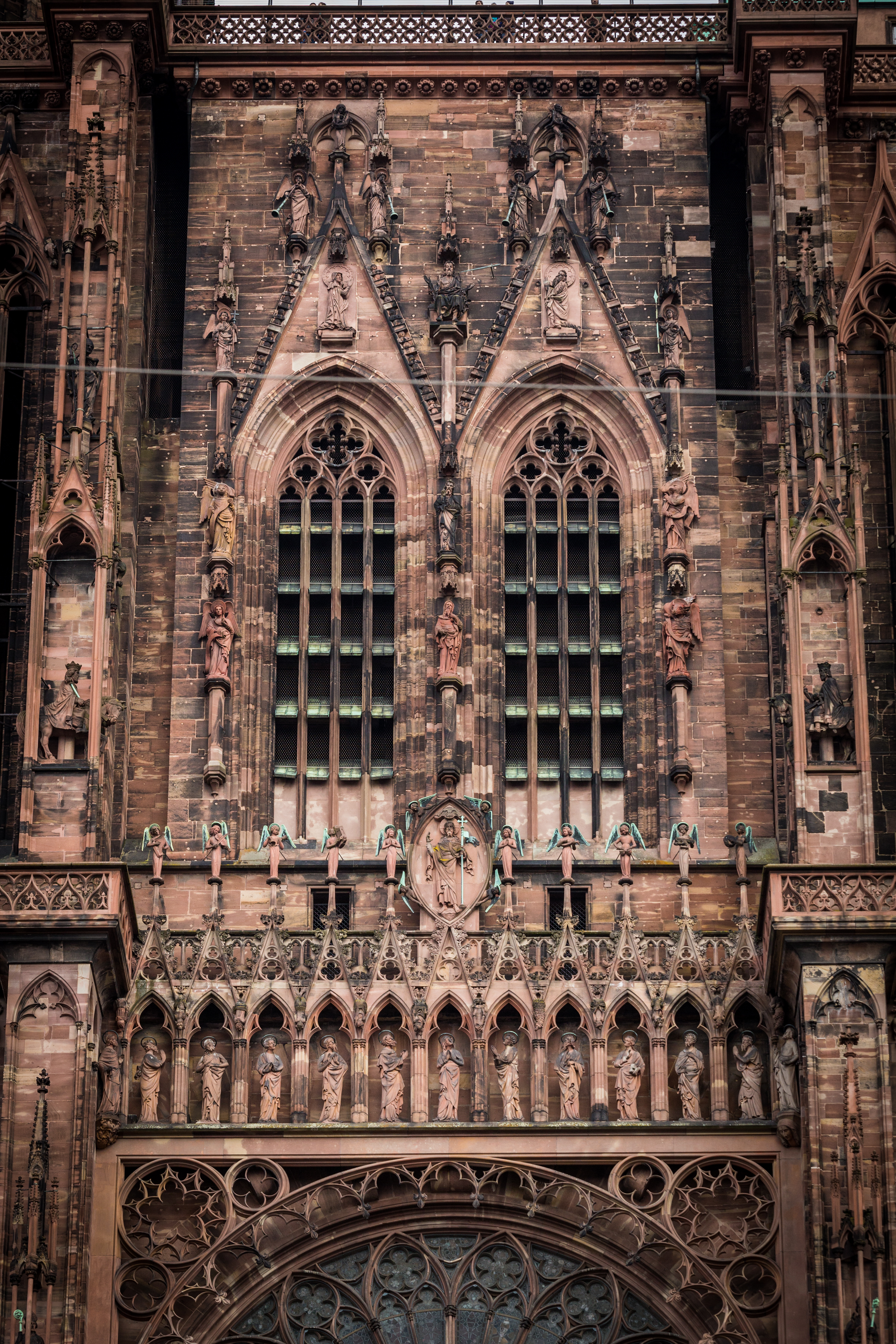
Le beffroi, ajouté en 1388, comble l’espace, jusqu’alors vide, entre les deux tours.

Le beffroi qui abrite dix cloches sur seize, est situé au-dessus de la galerie des apôtres, entre les deux tours de la façade. Il ne figurait pas sur le plan original. Il a été conçu par les maîtres d’œuvre Michel de Fribourg et Claus de Lohr entre 1365 (date de l’achèvement des deux tours jusqu’à la hauteur de la plate-forme) et 1383. Sa réalisation n’est entreprise qu’entre 1384 et 1388, car le grave incendie survenu le 16 mars 1384 n’a laissé de traces visibles que sur les clochers.
Seule la face ouest du beffroi est décorée ; le thème de l’iconographie est le Jugement dernier. Entre les gâbles des ouvertures, le Christ est représenté assis, une épée pointant vers sa bouche. En dessous de lui, deux personnages (peut-être les prophètes Ézéchiel et Isaïe). Encadrant les ouvertures, quatre statues avec une tête d’homme, d’aigle, de taureau et de lion (les Zoomorphes) représentent selon les uns, les évangélistes, selon d’autres, les Vivants décrits par Ézéchiel et Isaïe dans l’Ancien Testament et par saint Jean dans L’Apocalypse.
Dans les gâbles, la Vierge Marie et saint Jean intercèdent pour les ressuscités que l’on voit sortir des cercueils le long des gâbles. À la droite du Christ, les élus, à sa gauche, les réprouvés. Deux anges portent les symboles de la Passion ; la croix, la couronne d’épines, la lance et les trois clous. Quatre anges réveillent les morts en soufflant dans des trompettes. Au sommet du gâble, à la gauche du Christ, un démon emporte en Enfer un réprouvé, à sa droite, un personnage emmène un élu au Paradis.

#### Tours de façade

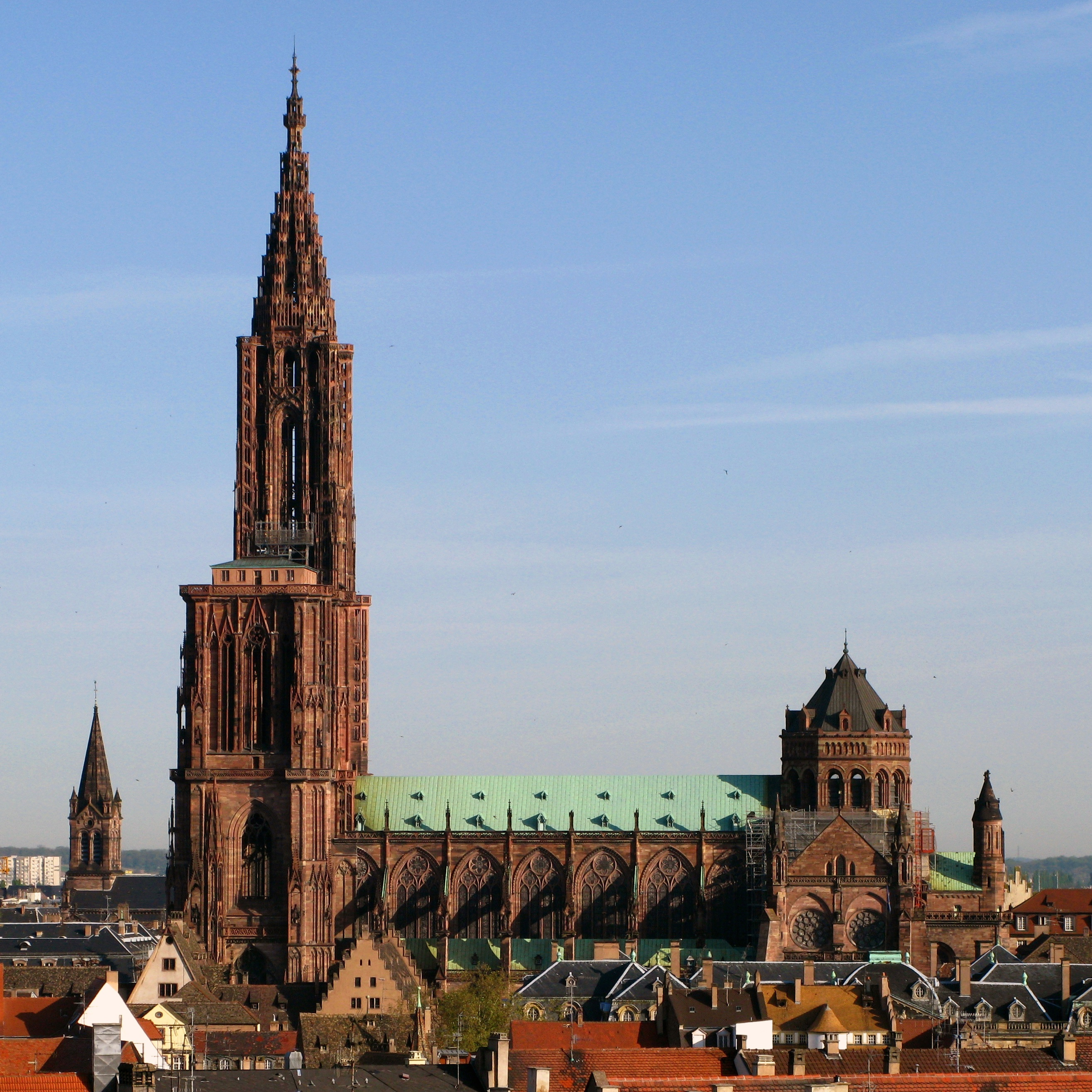
La cathédrale vue depuis le sud. Au second plan, sur la plateforme de la tour sud, la maison des gardiens restaurée en 2019.

Le plan original de la façade harmonique dessiné par Erwin de Steinbach, comportait deux étages seulement et deux tours. C’est à sa mort, en 1318, que les plans furent changés.
À l’origine, les deux tours avaient la même taille (66 m) et dépassaient la façade comprise entre elles, comme celles de la cathédrale Notre-Dame de Paris (à ce moment, la façade de la cathédrale de Strasbourg avait une silhouette identique à celle de Paris et était même plus petite de trois mètres), avant que l’espace compris entre ces tours ne soit comblé par la mise en place du beffroi. Ce n’est qu’après ce comblement que l’on construisit le clocher sur la tour nord (34 m + 66 m = 100 m), et la flèche sur ce dernier (42 m + 34 m + 66 m = 142 m).
Le projet de la seconde tour à flèche revient plusieurs fois. Vers 1490, l’architecte de l’Œuvre Notre-Dame, Hans Hammer, dessine le plan d’une deuxième flèche. Ce projet sera abandonné. Diverses thèses sont avancées pour expliquer l’absence d’une seconde flèche à la cathédrale de Strasbourg. Le manque de moyens financiers est souvent évoqué. L’explication la plus plausible réside dans le fait que le style gothique, mais aussi les hautes tours et flèches étaient passés de mode au XVe siècle. La thèse affirmant que le sol n’aurait pas résisté à un tel poids est également avancée, sans qu’il existe de preuves que cette hypothèse aurait mené à l’abandon des divers projets. La rénovation culturelle fit place au style Renaissance. L’architecture gothique sera redécouverte à la fin du XVIIIe siècle et célébrée au XIXe siècle par les artistes romantiques. Des projets d’une deuxième flèche, conçus par les architectes allemands Karl Schinkel (première moitié du XIXe siècle) et Karl Winkler (1880), sont restés sans suite.

#### Flèche

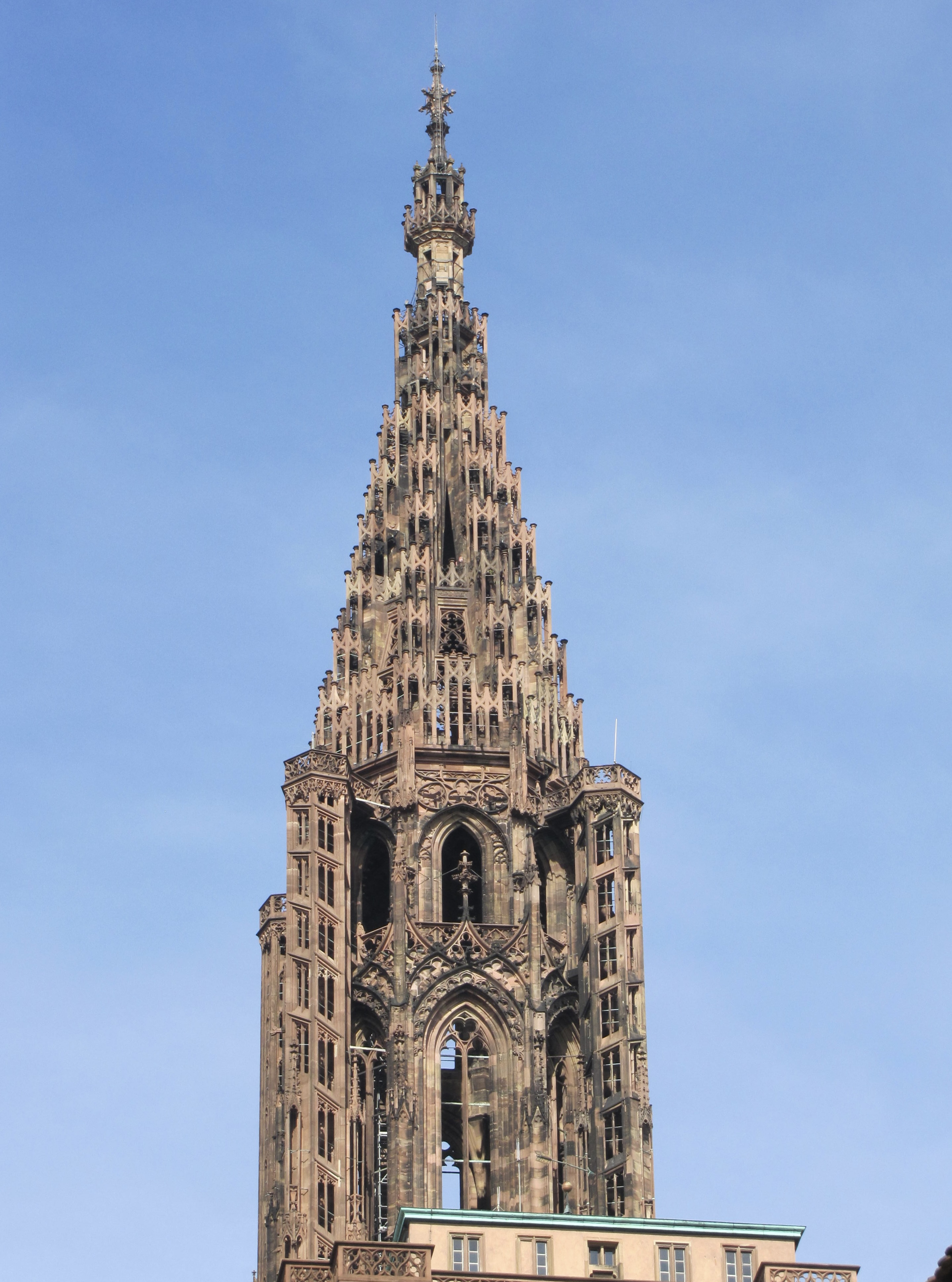
La flèche construite par Jean Hültz.

La haute tour octogonale est cantonnés par quatre tourelles renfermant des escaliers à vis et coiffée d'une haute flèche : terminée en 1439, elle culmine à 142,11 mètres au-dessus du sol, ce qui en fait la plus haute flèche construite au Moyen Âge qui ait subsisté jusqu’à nos jours. Jacques Wimpfeling qualifie cette tour de style gothique tardif de « huitième merveille du monde ». La cathédrale de Strasbourg est une des seules grandes cathédrales de France dont la tour est dotée d’une flèche, typique de l’architecture en Allemagne (de).
Pour préserver la flèche de la foudre, Théodose Le Barbier de Tinan étudie et préconise en 1780 l’établissement d’un paratonnerre à son sommet ; Benjamin Franklin appuie cette étude dans son rapport à l’Académie des sciences sur le sujet, mais ce paratonnerre ne sera installé qu’en 1835 par Félix Fries, architecte de l'Œuvre Notre-Dame, qui met en place à cet effet un corset métallique maintenant la croix en pierre.
Grâce à sa flèche, la cathédrale Notre-Dame de Strasbourg est restée l’édifice le plus haut du monde jusqu’en 1874 (la pyramide de Khéops faisant alors une hauteur de 137,18 mètres du fait des dégradations de son sommet), date de l’achèvement de la flèche de l’église Saint-Nicolas de Hambourg, mesurant 147 mètres. Depuis le XIXe siècle, les flèches des cathédrales allemandes d’Ulm et de Cologne la dépassent, avec les hauteurs respectives de 161,53 mètres et 157,38 mètres. La flèche de la cathédrale Notre-Dame de Rouen, terminée en 1876, atteignit les 151 mètres.
La tour octogonale est conçue par le maître d’œuvre Ulrich d’Ensingen, qui conçut également celle de la cathédrale d’Ulm, si bien que ces deux édifices se ressemblent énormément. Jean Hültz de Cologne prend la direction du chantier en 1419. Il change complètement le projet de la flèche. Il rehausse l’octogone d’un petit étage supplémentaire au-dessus des premiers ponts reliant les quatre escaliers séparés et l’octogone. Cet étage supplémentaire de l’octogone est légèrement réduit pour laisser passer la lumière entre l’octogone et les quatre escaliers. Et, au lieu de construire la flèche assez simple munie d’un escalier central prévue par d'Ensingen, Jean Hültz construit une flèche très complexe, où chacun des huit arêtiers porte une succession de six petits escaliers à vis hexagonaux imbriqués les uns dans les autres. Ils sont suivis, là où les arêtiers se rejoignent, par quatre autres escaliers, et enfin par la corbeille et la croix. Cette flèche est subdivisée en plusieurs étages qui font chacun communiquer tous les escaliers. Les derniers étages, notamment celui de la corbeille, ne sont plus desservis par aucun escalier et ne peuvent être atteints qu’au prix d’acrobaties avec l’aide d’échelles.
Rappelons qu’en 1262, la ville de Strasbourg se révolte contre son prince-évêque et s’érige en république. La direction des travaux passe donc de l’évêque à la municipalité. C’est elle qui ordonne la construction du massif occidental. Et ainsi, contrairement à d’autres flèches ou tours d’églises qui manifestent la puissance de l’Église locale, la flèche de Strasbourg a toujours manifesté la puissance de la république de Strasbourg.
Entre 1794 et 1802 la flèche de la cathédrale, alors temple de la Raison, fut ornée d’un bonnet phrygien qui symbolisait la liberté. Ce bonnet phrygien de tôle fut ensuite démonté et conservé à la bibliothèque de la ville où un incendie le détruisit en 1870.

## Mobilier

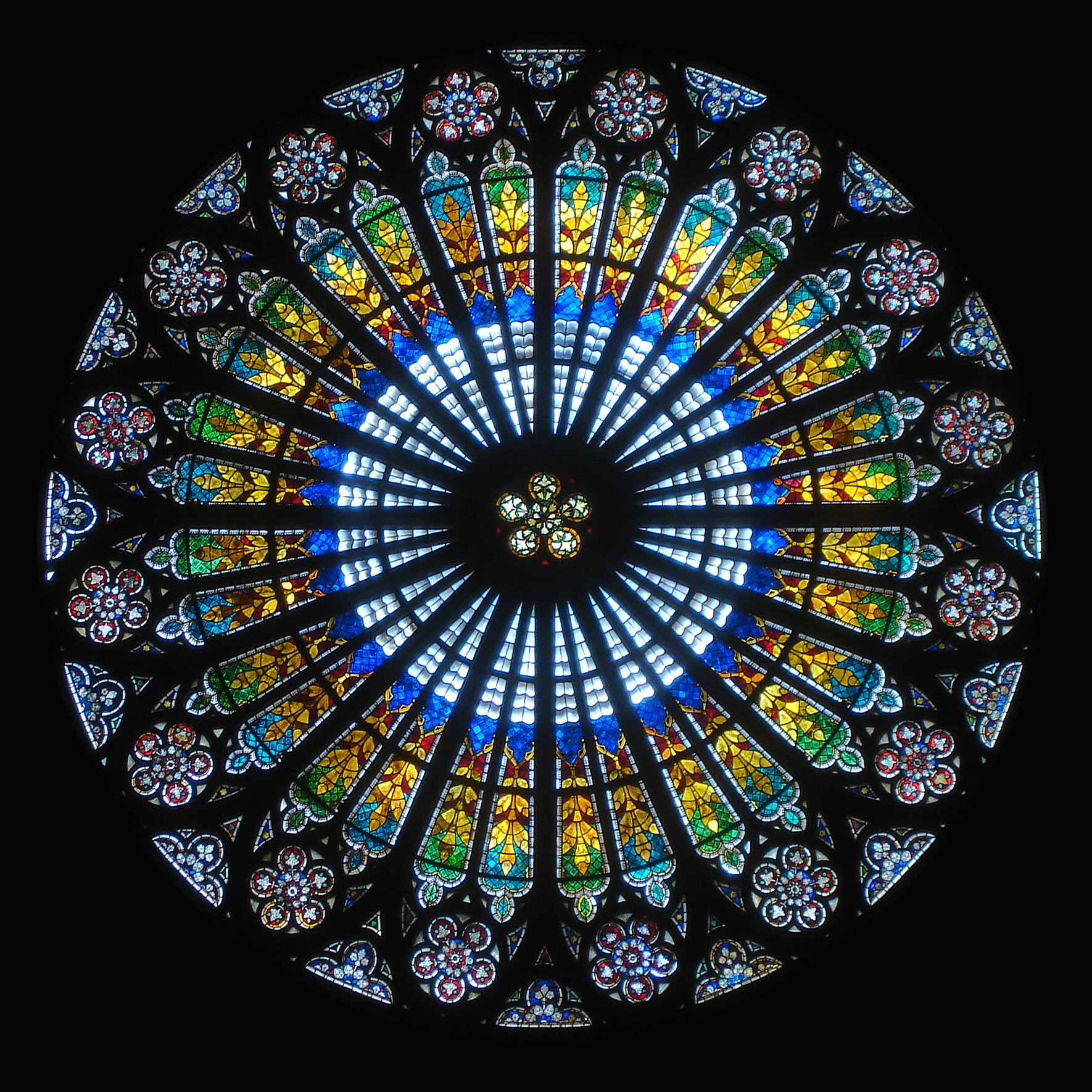
Rosace vue de l'intérieur. Sa particularité, unique en son genre, est d’être composée d’épis de blé, et non de saints, comme c’est la coutume. Ils sont le symbole de la puissance commerciale de la ville.

### Vitraux
L’intérieur de la cathédrale, typiquement gothique, possède un décor riche et varié mais est sombre comparé à la majorité des cathédrales françaises, telles que Reims ou Chartres. Une seule rose, en effet, l’éclaire depuis le mur intérieur de la façade du parvis. Celle-ci a été dessinée par Erwin de Steinbach en seize pétales. La lisibilité de son dessin en fait un chef-d’œuvre du genre.

### Fonts baptismaux

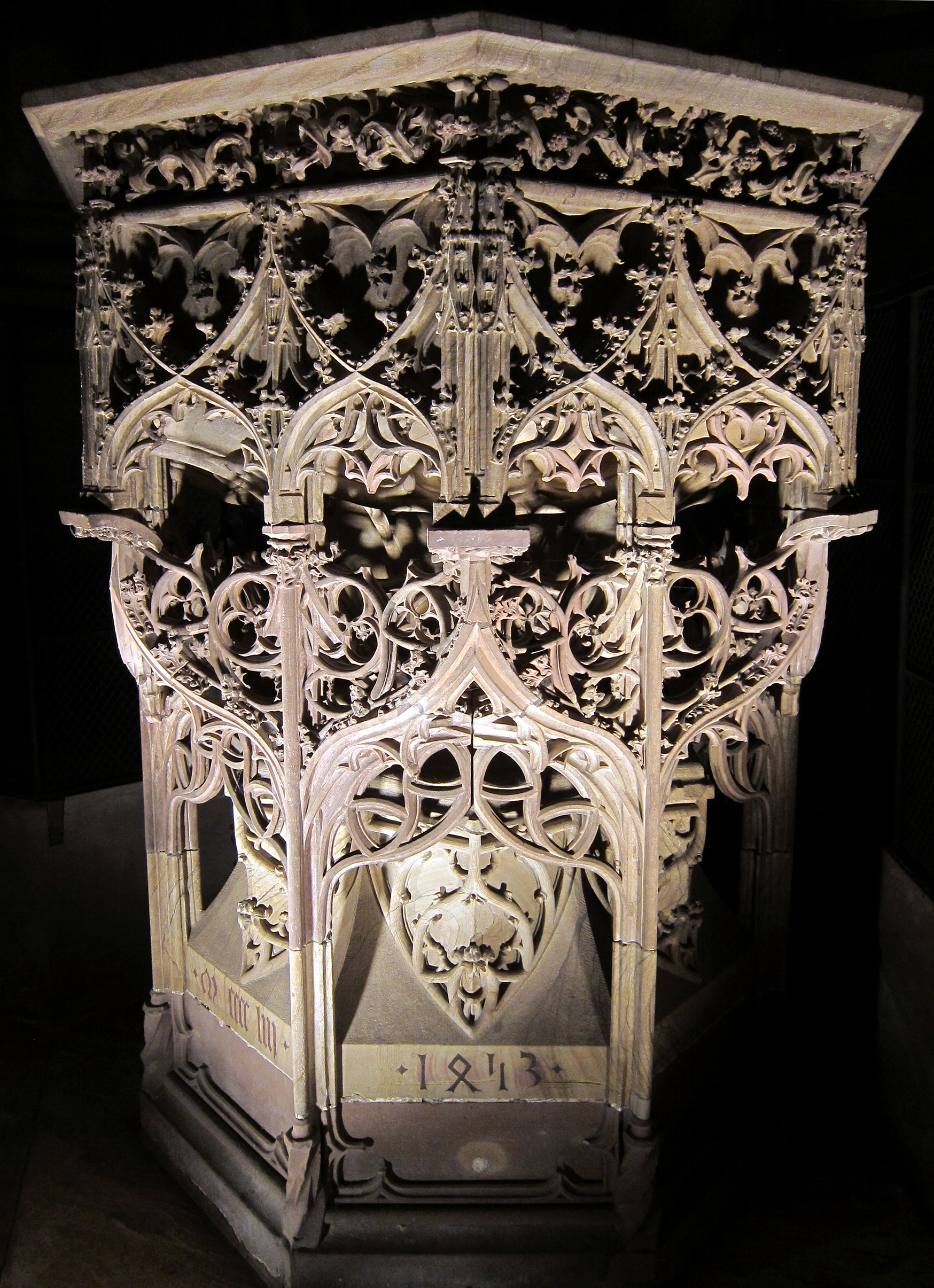
Les fonts baptismaux, 1453.

Les fonts baptismaux, exécutés en 1453 par le maître d’œuvre de la cathédrale de l’époque, Jodoque Dotzinger, sont acculés dans une niche romane dans la muraille orientale du bras nord du transept. Ils sont sculptés d’une manière très fouillée et constituent un chef-d’œuvre de l’art flamboyant. Ces fonts ne sont pas octogonaux (forme la plus symbolique et la plus fréquente dans l'histoire chrétienne), mais heptagonaux : « Le choix semble lié à la symbolique des nombres : 4 fait référence à la vie terrestre, 3 à la Trinité ; la somme, 7, correspond dans ce cas aux dimensions physiques et spirituelles de l'homme. »

### Chaire de Hans Hammer

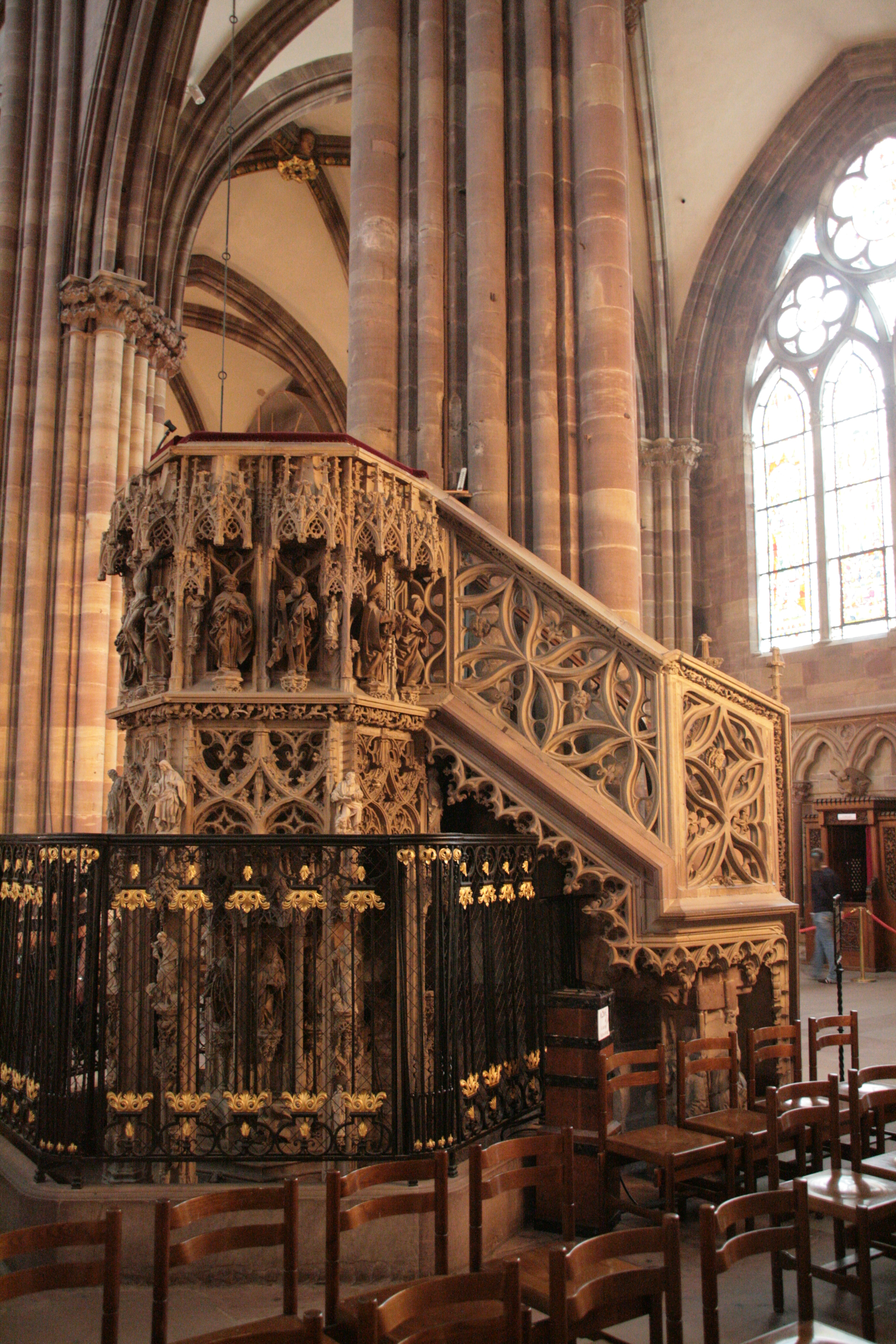
Vue d’ensemble de la chaire.

La chaire de la cathédrale est un exemple de gothique flamboyant poussé à l’extrême. Placée contre la troisième pile orientale de la nef, elle est de plan hexagonal et s'élève sur deux étages.
56 statuettes la décorent, abordant de nombreux thèmes tels que les évangélistes, un cortège de huit figures d’apôtres, la crucifixion de Jésus-Christ entouré de sa mère Marie et de l’apôtre Jean ou encore sainte Barbe, saint Laurent et les anges portant les instruments de la Passion.
Cette chaire a été réalisée entre 1485 et 1487 pour le prédicateur moraliste Jean Geiler de Kaysersberg par le sculpteur et maître d’œuvre Hans Hammer et porte la date de 1485. Il signe son œuvre par le monogramme « H » qui se retrouve sur la rampe et sur la clef sous la corbeille. Les statuettes remontent au XVIIIe siècle, d'autres seulement au XIXe siècle, remplaçant certaines qui ont été subtilisées. Le grand doyen de la cathédrale exigea à la même époque, la destruction de la frise jugée indécente qui courait à la base de la rampe. La chaire était recouverte jusqu’au début du XXe siècle par un grand abat-voix qui fut déposé en 1956.
Sur l'escalier qui monte à la chaire, au niveau du palier, la petite sculpture d’un chien assoupi est à remarquer. Ce bichon rappellerait selon une légende, l’habitude du prêcheur moraliste Geiler de Kaysersber (institué prédicateur de la cathédrale en 1478, il se distinguait par une truculence quasi-rabelaisienne) de venir accompagné de son chien qui se couchait au pied de la chaire pendant les sermons de son maître. Il le protégeait contre la vindicte des fidèles se plaignant d'entendre des sermons trop accusateurs ou les réveillait par ses aboiements ceux qui n'écoutaient pas les prêches trop longs. La réalité est que la sculpture du « petit chien de Geiler » est un clin d’œil au prédicateur dominicain (domini canis = le chien du Seigneur). Il pourrait être aussi l'attribut de Saint Alexis représenté sous l'escalier de la chaire, sur le pilier sud, avec une servante qui déverse un seau d'eau sale sur lui. Devenu ermite, il aurait été reconnu uniquement par son chien.

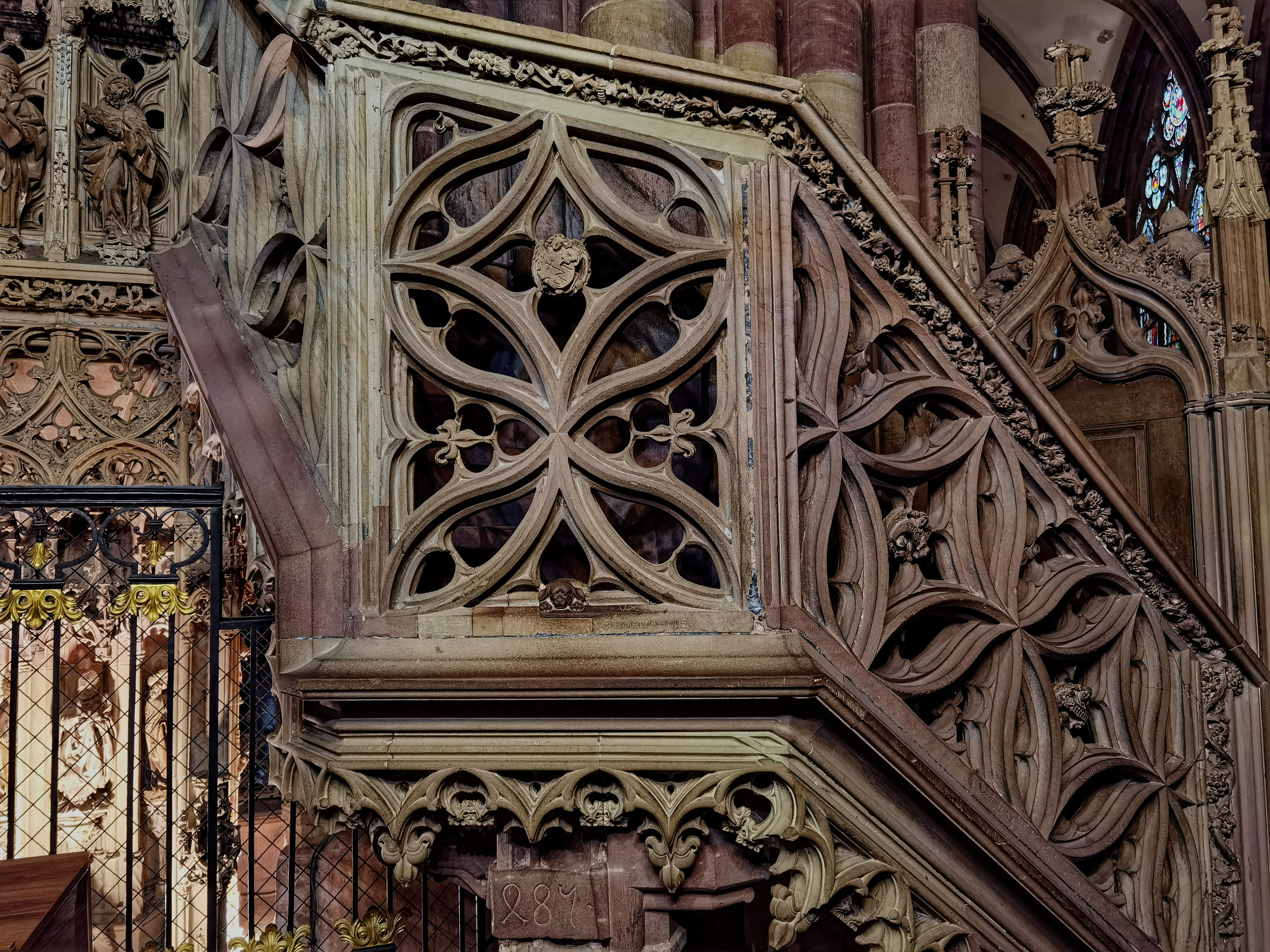
Sur la rampe de l'escalier, des angelots tiennent les instruments de la Passion, le monogramme de maître Hammer et une banderole portant la date de construction de la chaire.
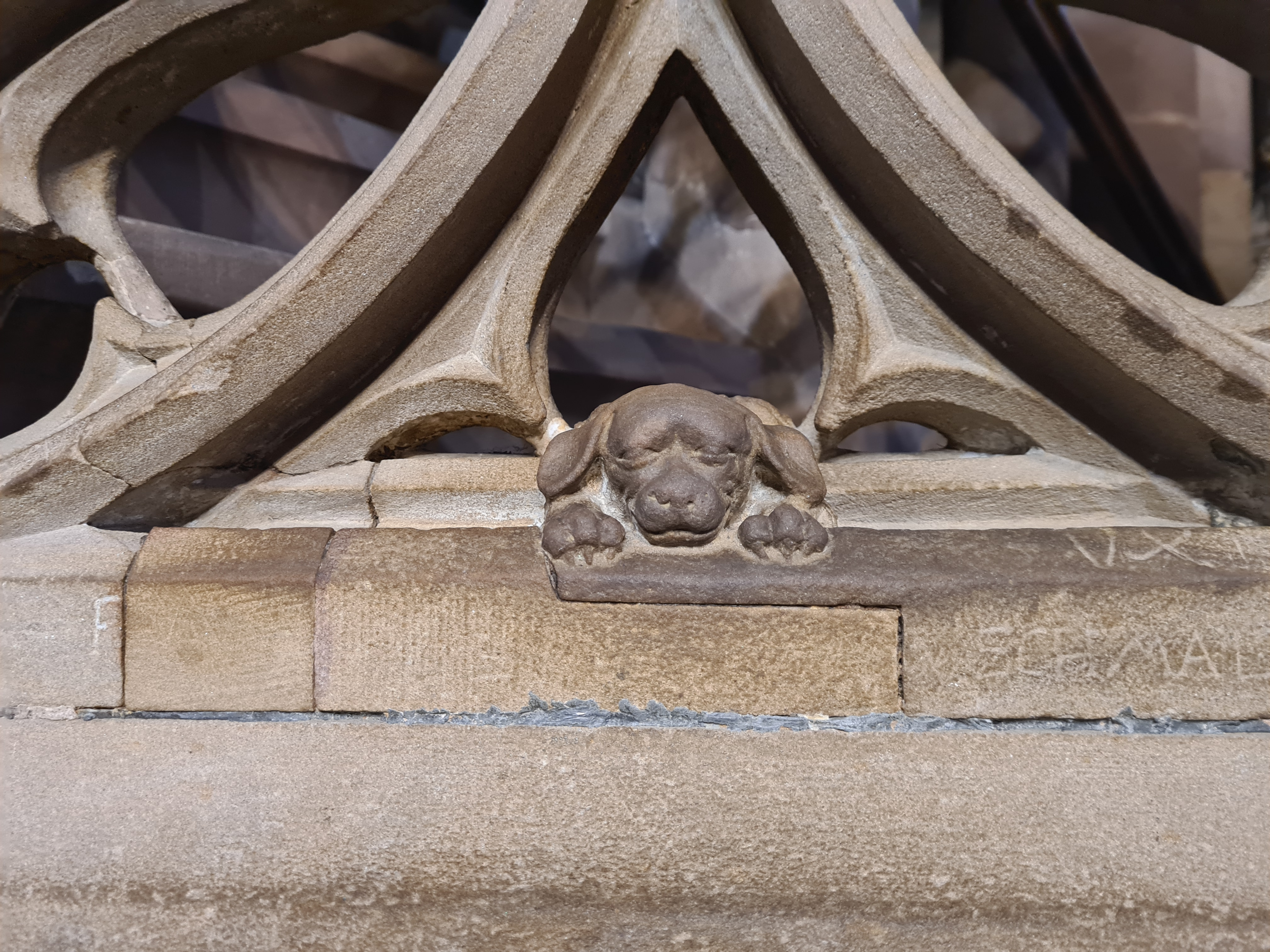
Le petit chien de Geiler, porte-bonheur que les touristes caressent.
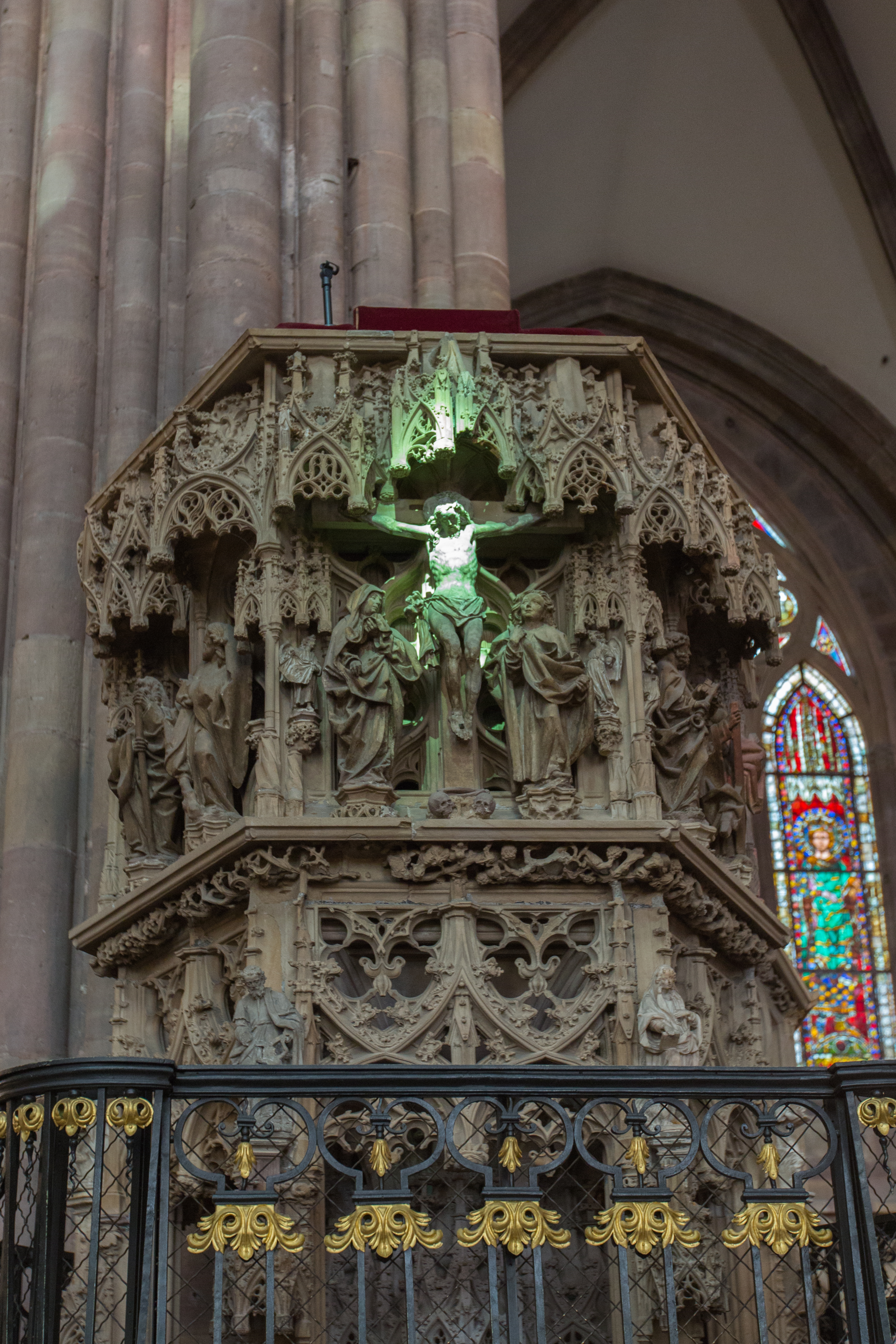
Jusqu'en 2022, lors des jours d'équinoxe, un rayon vert[note 11] illuminait le Christ crucifié de la chaire[135].

### Mont des Oliviers

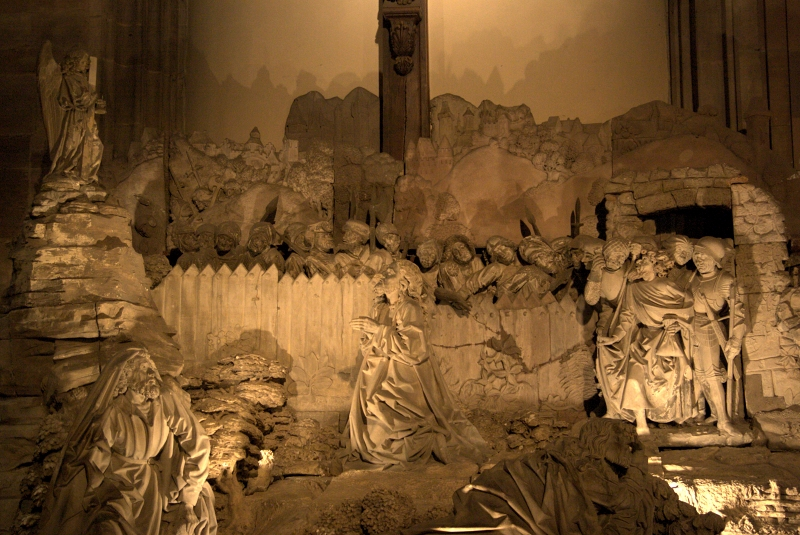
Le mont des Oliviers, 1498.

En face, du côté ouest, c’est-à-dire contre le mur de l’abside de l’actuelle chapelle Saint-Laurent, se trouve une monumentale sculpture du mont des Oliviers. Celle-ci est commandée en 1498 par Nicolas Roeder pour le cimetière de l’église Saint-Thomas, avant d’être transférée dans la cathédrale en 1667.

### Orgues
Le premier orgue est installé à la cathédrale en 1260. De cet instrument n’est connu que son auteur, un moine dominicain nommé Ulrich Engelbrecht. Détruit par l’incendie de 1298, il est remplacé dans les années 1320 par un autre instrument réalisé par Claus Carlé, un manufacteur d’orgue de Lahr. Si les détails sur la tonalité de cet orgue manquent, il est en revanche établi qu’il est installé en nid d’hirondelle sur le mur nord de la sixième travée de la nef, qu’il est prolongé sur la septième travée par une tribune pour les musiciens et qu’il possède des figures articulées.
Les organistes actuels de la cathédrale de Strasbourg sont Pascal Reber, Damien Simon, Guillaume Nussbaum, Arthur Skoric et Benoît Clavier.

#### Grand orgue

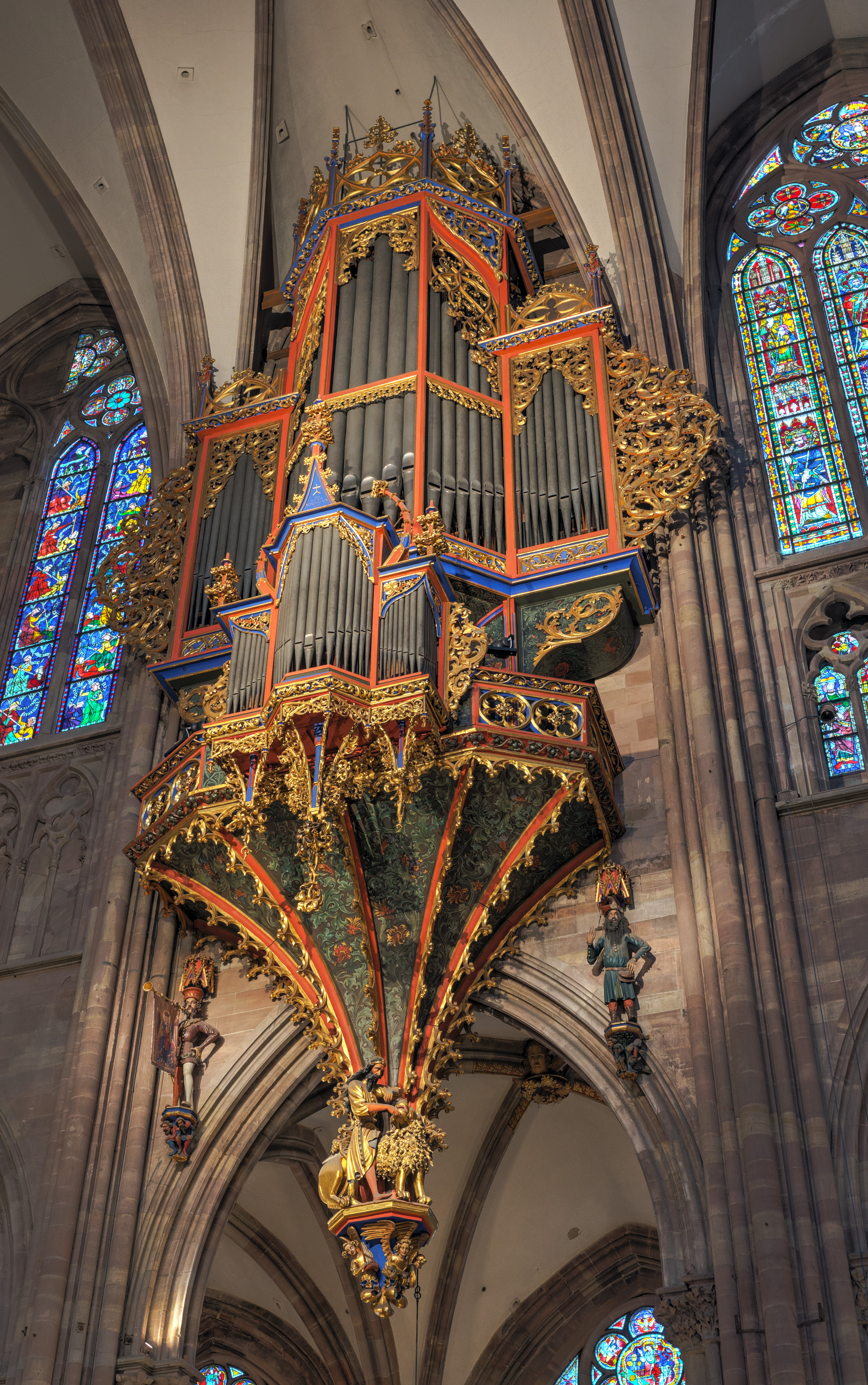
Le grand orgue en nid d’hirondelle.

Le grand orgue de la cathédrale, bien que très orné, est de taille modeste. Contrairement à la majorité des orgues en tribune, au fond des cathédrales, il se situe dans la nef, en nid d’hirondelle, accroché à un mur intérieur, tout comme dans les cathédrales de Chartres et de Metz.
En 1716, André Silbermann, alors au sommet de son art[réf. nécessaire], place l’un de ses plus beaux instruments dans la cathédrale, possédant trois claviers, trente-neuf registres et environ 2 200 tuyaux. Après quelques modifications au cours du XIXe siècle et à la suite des dommages de guerre subis par la cathédrale en 1870, l’orgue est reconstruit par l’Allemand Heinrich Koulen, en 1897. Cette restauration est qualifiée de « massacre » par les experts de l’époque[réf. nécessaire]. L’orgue Silbermann est totalement perdu à cette occasion et la réputation de Koulen totalement ruinée[réf. nécessaire]. En 1935, le facteur strasbourgeois Edmond Alexandre Roethinger reconstruit l’orgue dans un style plus français[réf. nécessaire].

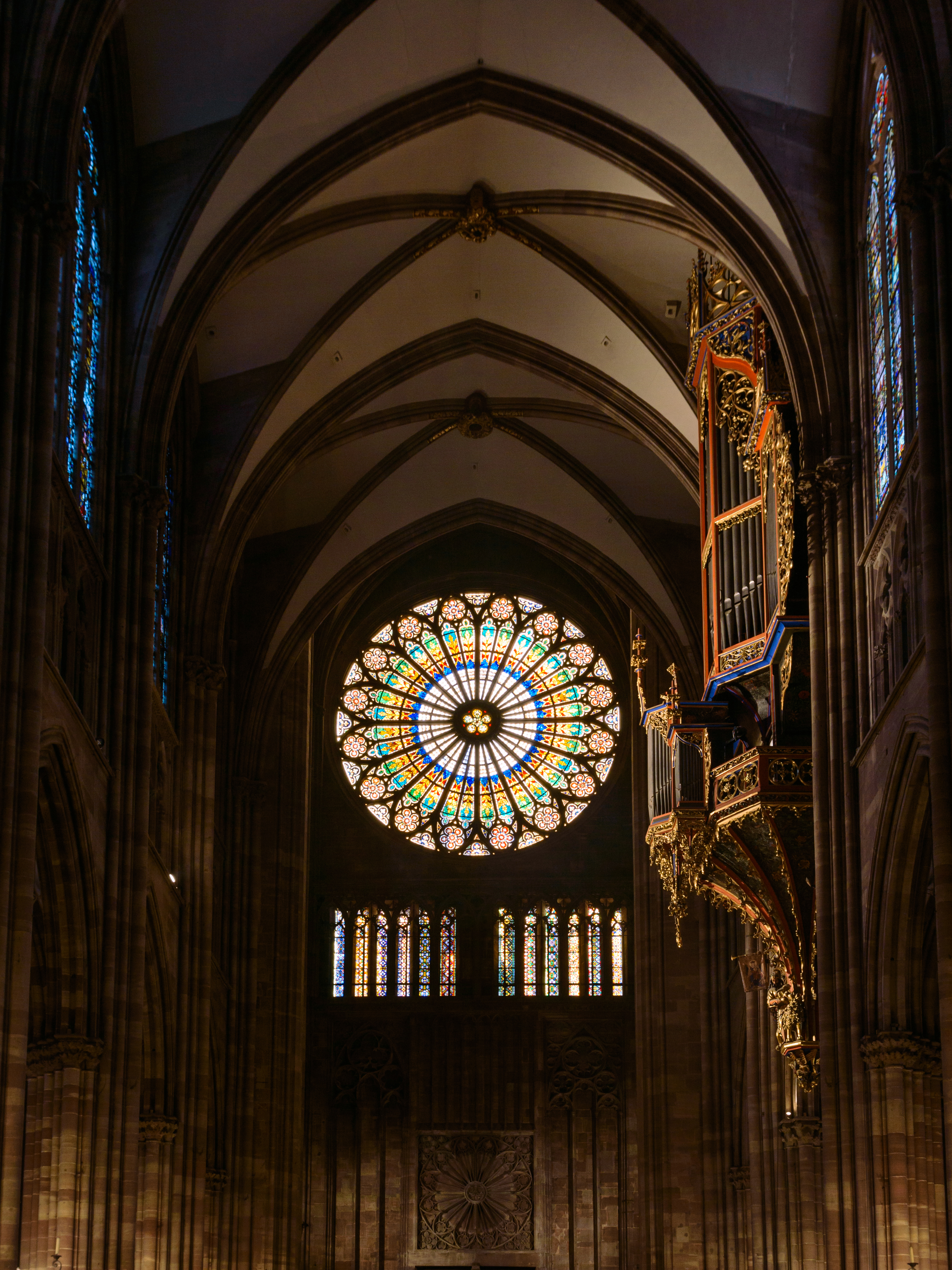
L’orgue de profil.

Cet orgue reste jusqu’en 1981, date où il est reconstruit par Alfred Kern, à partir de travaux de Michel Chapuis. Il s’agit de son dernier travail et également d’un de ses plus grands chefs-d’œuvre. L’orgue actuel compte trois claviers pour quarante-sept jeux et est reconnu comme un très bon instrument. Le pendentif du buffet de 1385 est remployé, ainsi que près de 250 tuyaux de l’orgue Silbermann de 1716 et le buffet de Frédéric Krebs, datant de 1491.
Au bas de l’orgue, Samson est accompagné d’un lion. Non loin, un personnage articulé, curiosité de l’orgue Silbermann, les Rohraff, étaient manipulés par l’organiste, afin de maintenir la foule éveillée lors des longs sermons, et notamment en injuriant le prêcheur[réf. nécessaire]. On raconte que le prestigieux prêcheur de la cathédrale, Jean Geiler de Kaysersberg — dont les os reposèrent un temps sous la chaire — en perdit son sang-froid, jaloux de l’attention que recevaient les grossiers pantins[réf. nécessaire].
La composition actuelle de l’orgue est la suivante :
| II Grand Orgue C–g3 |           |
| Bourdon             | 16′       |
| Montre              | 8′        |
| Bourdon             | 8′        |
| Prestant            | 4′        |
| Nazard              | 2’2/3′    |
| Doublette           | 2′        |
| Tierce              | 1’3/5′    |
| Cornets             | V rangs   |
| Cymbales            | III rangs |
| Grande Fourniture   | II        |
| Petite Fourniture   | IV        |
| 1re Trompette       | 8′        |
| 2e Trompette        | 8′        |
| Clairon             | 4′        |
| Voix Humaine        | 8′        |
|                     |           |

| III Récit C–g3 |           |
| Bourdon        | 8′        |
| Salicional     | 8′        |
| Prestant       | 4′        |
| Doublette      | 2′        |
| Sifflet        | 1′        |
| Cornets        | III rangs |
| Cymbales       | III rangs |
| Trompette      | 8′        |
| Voix Humaine   | 8′        |
| Hautbois       | 8′        |
|                |           |

| Pédale C–f1 |        |
| Montre      | 16′    |
| Soubasse    | 16′    |
| Quinte      | 102/3′ |
| Flûte       | 8′     |
| Flûte       | 4′     |
|             |        |
| Bombarde    | 16′    |
| Trompette   | 8′     |
| Clairon     | 4′     |

| II Grand Orgue C–g3 |           |
| Bourdon             | 16′       |
| Montre              | 8′        |
| Bourdon             | 8′        |
| Prestant            | 4′        |
| Nazard              | 2’2/3′    |
| Doublette           | 2′        |
| Tierce              | 1’3/5′    |
| Cornets             | V rangs   |
| Cymbales            | III rangs |
| Grande Fourniture   | II        |
| Petite Fourniture   | IV        |
| 1re Trompette       | 8′        |
| 2e Trompette        | 8′        |
| Clairon             | 4′        |
| Voix Humaine        | 8′        |
|                     |           |

| III Récit C–g3 |           |
| Bourdon        | 8′        |
| Salicional     | 8′        |
| Prestant       | 4′        |
| Doublette      | 2′        |
| Sifflet        | 1′        |
| Cornets        | III rangs |
| Cymbales       | III rangs |
| Trompette      | 8′        |
| Voix Humaine   | 8′        |
| Hautbois       | 8′        |
|                |           |

| Pédale C–f1 |        |
| Montre      | 16′    |
| Soubasse    | 16′    |
| Quinte      | 102/3′ |
| Flûte       | 8′     |
| Flûte       | 4′     |
|             |        |
| Bombarde    | 16′    |
| Trompette   | 8′     |
| Clairon     | 4′     |

L’instrument possède les accessoires suivants : Tirasse Grand Orgue, Tirasse Positif, Tirasse Récit, Accouplement Récit/Grand Orgue et Positif/Grand Orgue. Il est muni d’une traction mécanique suspendue. Diapason La 440 Hz, tempérament égal.

#### Orgue de chœur
L’orgue de chœur date quant à lui de 1878 et est l’œuvre de Joseph Merklin, facteur d’orgue à Paris, alors concurrent de Cavaillé-Coll. Il s’agit d’un instrument à trois claviers, construit pour suppléer le grand orgue Silbermann, alors mourant. Il est logé dans un buffet de la maison Klem, à deux façades.

#### Orgue de la crypte

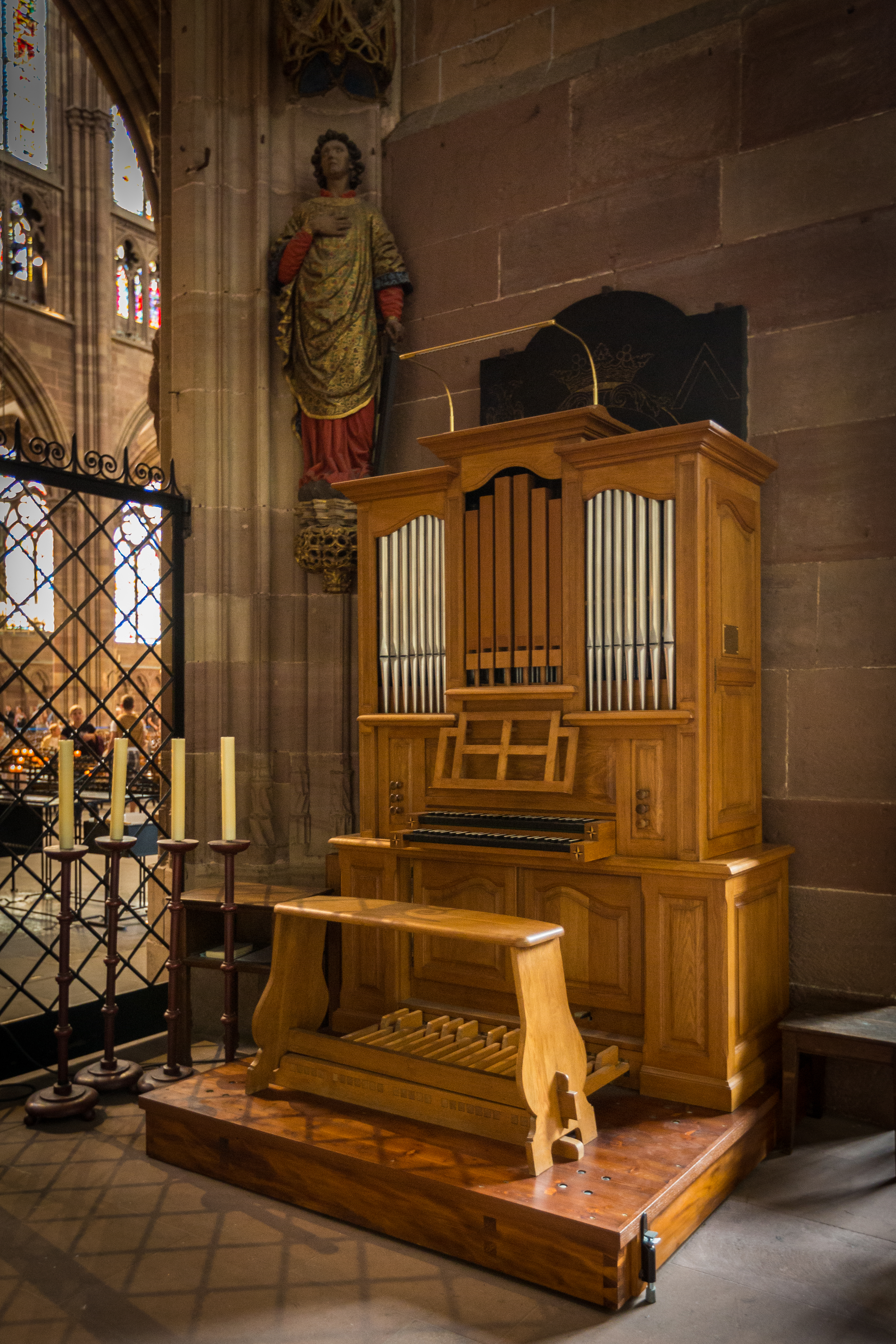
L’orgue de la chapelle Saint-Laurent.

L’orgue de la crypte, œuvre de Gaston Kern, est inauguré le 5 avril 1998. Le buffet, en chêne, présente trois plates-faces en arc en plein-cintre, afin de s’accorder avec le style roman de la crypte. Il n’y a pas de claire-voie et le sommet des tuyaux de montre est apparent, présentant à chaque fois un dessin pyramidal.

### Horloge astronomique

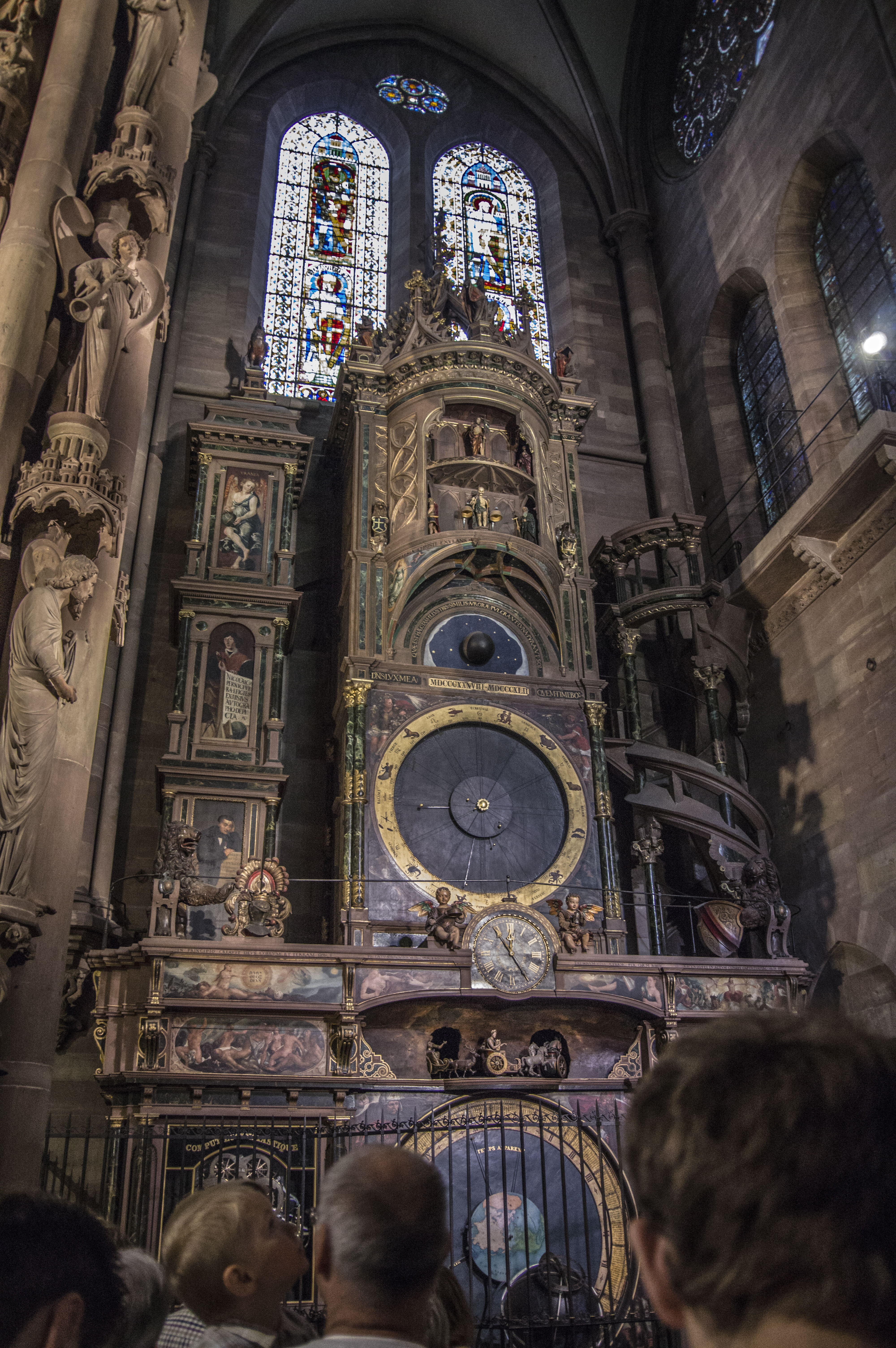
L’horloge fait partie des curiosités de la cathédrale et attire de nombreux touristes.

Construite durant le XVIe siècle, l’horloge astronomique, chef-d’œuvre de la Renaissance, est considérée à l’époque comme faisant partie des sept merveilles de l’Allemagne. Manifeste du savoir-faire des mécaniciens et des mathématiciens protestants qui délivrent un message théologique : le Dieu des chrétiens est le maître du temps et des horloges La légende prétend que le Magistrat, inquiet que le constructeur puisse construire ailleurs un ouvrage semblable, lui aurait crevé les yeux. Des automates s’activent tous les jours à 12 h 30. Tous les quarts d’heures, il y a quatre âges de vie : le premier quart d’heure, c’est l’enfant qui fait le tour de l’horloge ; le deuxième quart d’heure, c’est l’homme jeune qui fait le tour ; le troisième quart d’heure, c’est l’homme mûr qui fait son tour et, au dernier quart d’heure, c’est le vieillard qui annonce sa mort et l’arrivée de l’enfant.

### Cloches

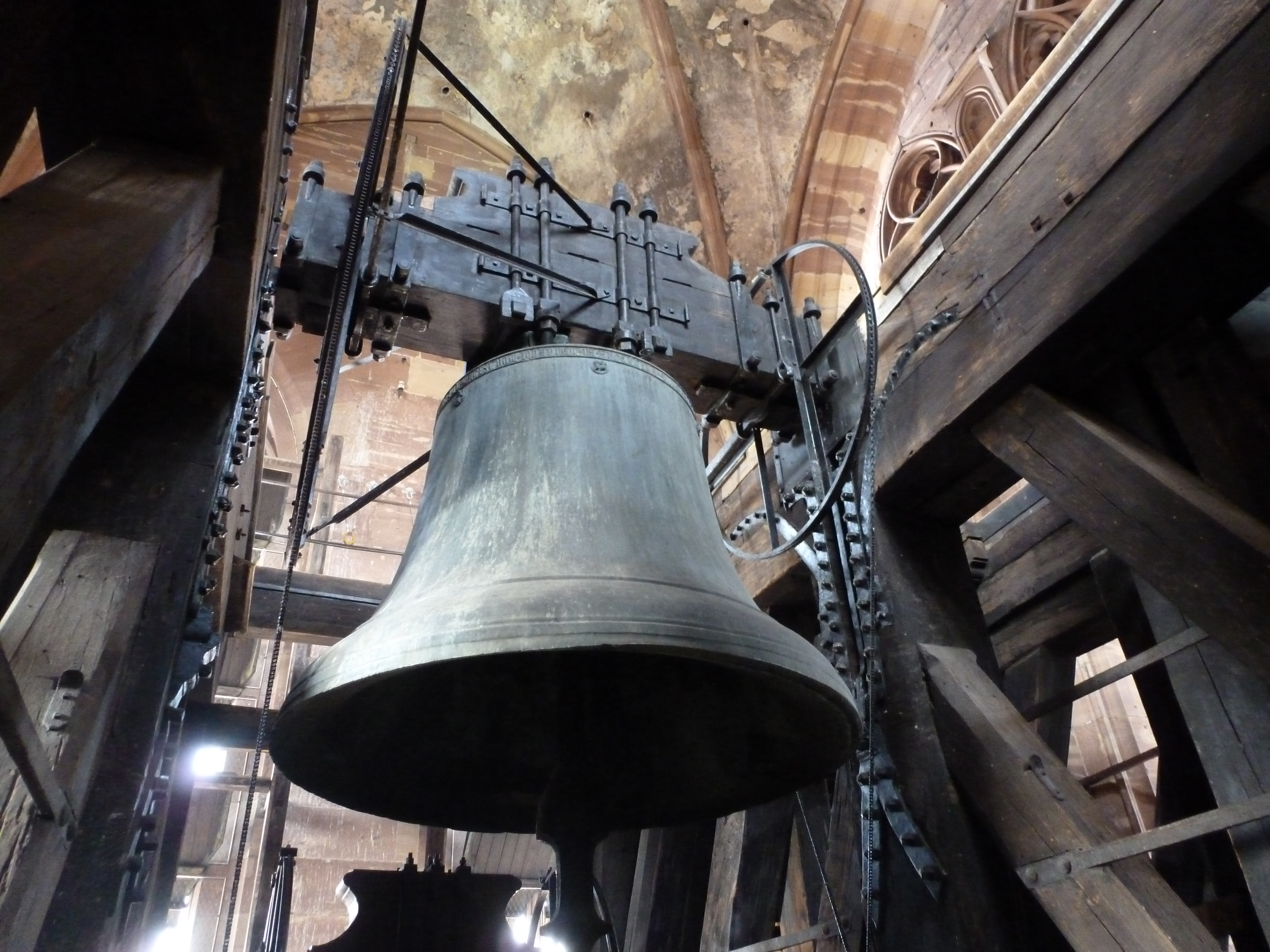
Cloches du beffroi.

La plupart des cloches anciennes ont disparu à la Révolution et il n’en subsiste que le grand bourdon de 1427, la Zehnerglocke (« cloche de dix-heures ») de 1786 et les quatre cloches des heures coulées entre 1595 et 1787. Cette disparition a néanmoins été l’occasion de reconstruire une sonnerie de qualité, les cloches anciennes étant souvent difficiles à accorder ensemble. Après un peu moins de deux siècles avec une sonnerie amoindrie, le projet de reconstruction de celle-ci est lancé en 1970. Il aboutit à la fonte de sept nouvelles cloches et au retrait de deux cloches mal accordées avec le reste, données à l’église du Dompeter. Trois cloches s’y ajoutent encore en 1987, 1993 et 2004, puis quatre en 2015,.
En 2020, la sonnerie de la cathédrale compte vingt cloches : dix dans le beffroi et six dans la tour de croisée, qui servent pour les sonneries liturgiques, ainsi que quatre cloches des heures dans la haute-tour. En dehors de la sonnerie des heures, la seule sonnerie civile est celle de la Zehnerglocke à 22h05, qui n’est conservée que pour des raisons traditionnelles, son sens originel – signaler la fermeture des portes de la ville – n’ayant plus d’objet. Les sonneries liturgiques sont nombreuses et varient en fonction des fêtes et du temps liturgique : plus le jour et la période liturgiques sont importants et plus la sonnerie est riche en accords. Par exemple l’appel à la messe de 8h45 est joué par deux cloches les jours ordinaires de temps ordinaire, trois les jours ordinaires de l’Avent, cinq les jours ordinaires en période de solennité et six aux solennités de l’Avent. Il existe également de nombreuses sonneries particulières liées à des moments spécifiques ; par exemple la messe pour la France est annoncé par une sonnerie Westminster, les grandes joies par le plénum et ainsi de suite.

### Tapisseries
La cathédrale abrite un ensemble de quatorze tapisseries sur le thème de la vie de la Vierge réalisées entre 1640 et 1657 sur des cartons de Philippe de Champaigne et de Charles Poerson pour la cathédrale Notre-Dame de Paris. N’étant plus utilisées dans l’édifice parisien à partir du début du XVIIIe siècle, elles sont mises en vente en 1730 et achetées en 1739 par Armand de Rohan-Soubise pour la cathédrale de Strasbourg. S’y ajoutent seize verdures d’Aubusson datant du XVIIIe siècle, dont la provenance est incertaine, mais qui pourraient avoir à l’origine été destinées au Palais Rohan. Toutes ces tapisseries sont classées monuments historiques au titre des objets. L’ampleur de la collection et la fragilité des pièces ne permet toutefois pas leur exposition permanente dans la cathédrale, dans laquelle elles ne sont accrochées que ponctuellement, notamment au moment de Noël.

### Trésor
Ermold le Noir décrit au IXe siècle la richesse du trésor de la cathédrale de Strasbourg, qui disparaît cependant dans le pillage de la cathédrale réalisé par les soldats d’Hermann II en 1002. Un nouveau trésor est constitué dans les siècles suivants, mais celui-ci est une nouvelle fois dispersé lors de l’introduction de la Réforme dans les années 1520. Du fait du peu de moyens dont dispose l’évêque de Strasbourg par la suite, le trésor n’est pas reconstitué avant l’annexion de Strasbourg par Louis XIV et le retour de la cathédrale au culte catholique, le roi y contribuant lui-même. L’essentiel de ce trésor est pillé à la Révolution et ce n’est qu’avec difficultés que le conseil de fabrique parvient à le repeupler par des acquisitions et des dons au cours des XIXe et XXe siècles. Il en résulte que le trésor est essentiellement composé de pièces contemporaines, les quelques pièces antérieures à la Révolution ne provenant pas de la cathédrale mais ayant été acquises auprès d’autres églises.

## Gestion et culte

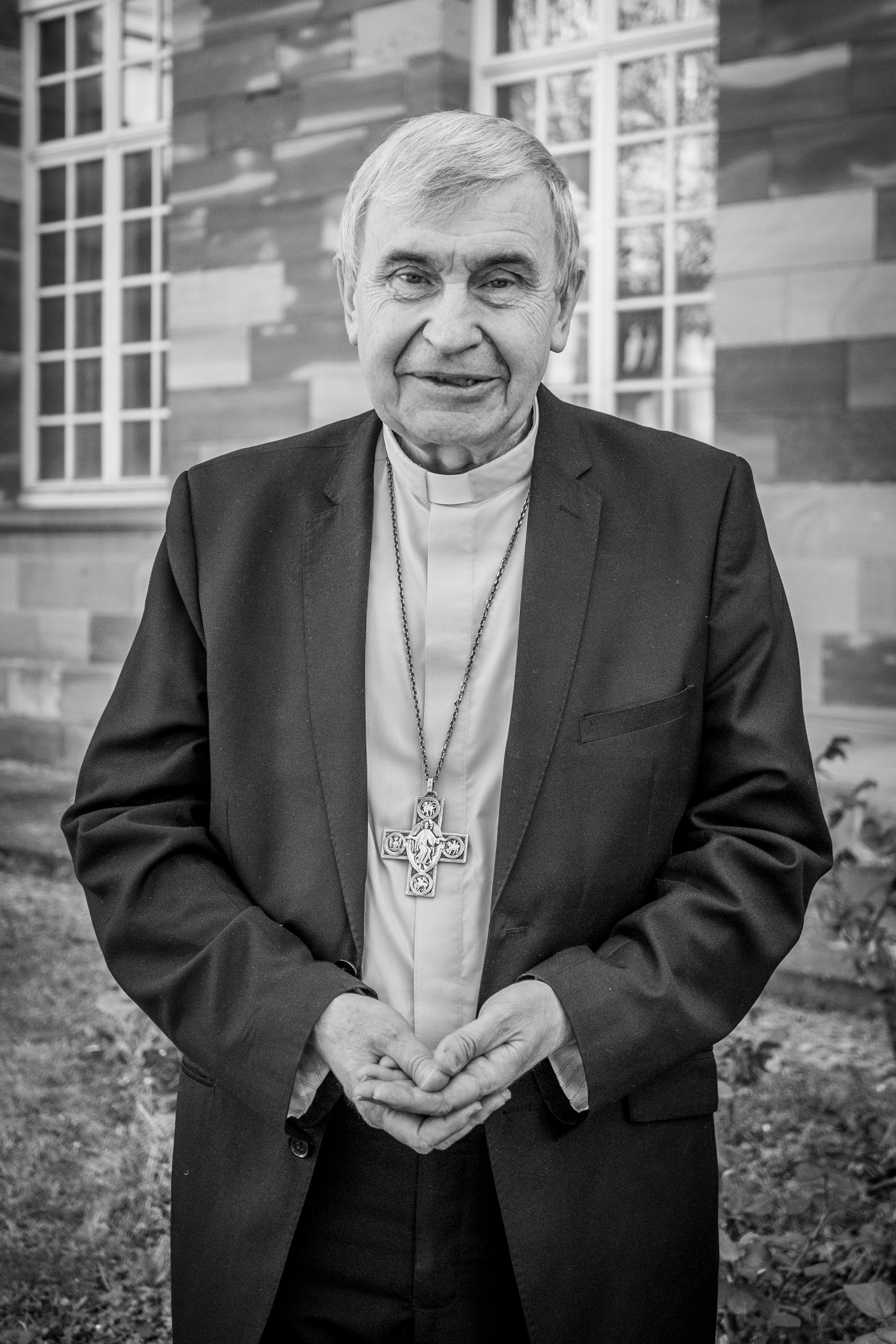
Pascal Delannoy, archevêque de Strasbourg.

La Fondation de l’Œuvre Notre-Dame, Œuvre à sainte Marie en 1224, Loge suprême du Saint-Empire en 1459, continue sa vocation initiale de collecter des fonds pour la cathédrale mais a perdu celle de maître d’ouvrage. Ses collections sont exposées dans le musée de l’Œuvre Notre-Dame, qui a été aménagé en 1931 dans le bâtiment qui lui sert de siège.
Depuis 1862, et son classement parmi les monuments historiques, toute intervention sur le bâtiment, propriété de l’état depuis le 2 novembre 1789 à travers le traité de Francfort du 10 mai 1871 transférant l’administration du territoire d’Alsace Lorraine aux vingt cinq États fédérés de l’Empire allemand, est sujette à l’approbation de l’architecte des bâtiments de France.
Les fabriques d’Église, institutions remontant au Bas Moyen Âge, sont régies par le décret du 30 décembre 1809, complété et modifié à diverses reprises et, en dernier lieu, par le décret du 18 mars 1992.
Elles sont des établissements publics du culte, c’est-à-dire des établissements publics, dotés de la personnalité juridique de droit public, chargés de veiller à l’entretien des édifices cultuels et d’administrer les biens et revenus affectés à l’exercice du culte, en réglant les dépenses et en assurant les moyens d’y pourvoir.
La fabrique est gérée par un Conseil de fabrique dont la composition est publique, celui de la cathédrale de Strasbourg étant le suivant (octobre 2012) :
- Pascal Delannoy, archevêque de Strasbourg, président du conseil de fabrique ;
- chanoine Didier Muntzinger archiprêtre[147] ;
- chanoine Aloyse Kieffer ;
- chanoine Édouard Vogelweith, trésorier ;
- chanoine Bernard Xibaut, secrétaire ;
- Georges Schlosser, intendant du Munsterhof ;
- Patrice Schieber, ancien président du directoire de Vedette Industries ;
- Francis Spitzer, ancien préfet de Saint-Pierre-et-Miquelon ;
- Jean Haeringer, délégué régional du patrimoine à la Fondation du patrimoine ;
- Albert Rosenstiehl, avocat, consul honoraire de Grèce, président de l’association du Souvenir napoléonien ;
- Roland Ries, ancien maire de Strasbourg.

Les ressources de la fabrique sont le produit des quêtes, celui des lumignons, la location des salles du Munsterhof et la taxe sur l’accès à l’horloge astronomique à midi.
Les dépenses de la fabrique sont notamment les salaires de l’intendant, des gardiens, etc., le chauffage en hiver, l’éclairage, le dispositif de sécurité sous alarme, l’entretien des cloches, des orgues et de l’horloge astronomique.

### Culte
En tant qu’église diocésaine, la cathédrale accueille en particulier les cérémonies dont l’importance et la portée dépassent le cadre paroissial, par exemple les ordinations des prêtres. Y sont également célébrées, avec une ampleur particulière, les temps forts de l’année liturgique, comme la messe de minuit et celle de Noël, la Semaine sainte, Pâques, etc. Elle sert par ailleurs de cadre chaque dimanche précédant le 14 juillet à la messe pour la France, pendant laquelle est dite la prière pour la République française, liée au maintien en Alsace-Moselle du concordat de 1801, ainsi que, en novembre, à une messe pour le Maréchal Leclerc célébrant la libération de Strasbourg en 1944.
Cependant, la cathédrale de Strasbourg n’est pas seulement le siège de l’archevêque, il s’agit également de l’église de la paroisse Saint-Laurent, qui recouvre approximativement le centre-ville de Strasbourg. La paroisse est placée sous la responsabilité d’un archiprêtre, le chanoine Didier Muntzinger (depuis août 2021), assisté d’un conseil pastoral d’environ quinze membres.
En 2006, le culte paroissial prend la forme de trois eucharisties par jour en semaine et cinq le dimanche, ces dernières rassemblant en tout environ trois mille fidèles. S’y ajoutent la célébration des différents sacrements et sacramentaux, notamment baptêmes, mariages, enterrements, communion et confirmation. La paroisse est également le siège de différents groupes d’étude et de pratique: groupe biblique, Mouvement eucharistique des jeunes, Congrégation mariale des hommes, etc.

### Tourisme
Dans les années 2010, avec 4 millions de visiteurs par an, c’est la deuxième cathédrale la plus visitée de France derrière Notre-Dame de Paris

## Enjeux politiques
La cathédrale est érigée dès le XIIIe siècle en symbole de la municipalité, sur le sceau de laquelle elle apparaît. À ce titre son programme iconographique n’est pas seulement religieux, il est également politique, au service du récit municipal, avec par exemple le programme de la façade honorant Rodolphe de Habsbourg, qui a élevée la ville à l’indépendance contre son évêque. Après l’annexion française elle devient un symbole royal : Louis XIV se fait représenter à la suite de Rodolphe Ier et y introduit le baroque français par l’intermédiaire notamment d’un baldaquin monumental en forme de couronne royale. Contrepoint de cette affirmation royale, au moment de la Révolution française, elle sert à exalter les nouvelles valeurs où prêche Euloge Schneider avant sa conversion en Temple de la Raison décoré de symboles libertaires et exhibant le bonnet phrygien au sommet de sa flèche.
L’escalade de la rivalité franco-allemande fait de la cathédrale un enjeu pour les deux pays et elle apparaît largement dans les supports de communication à partir de 1870. La propagande française l’érige en martyr victime de la « barbarie prussienne » après le bombardement de 1870, puis en symbole des provinces perdues à libérer de « l’occupant », à la fois après 1870 et après 1940. C’est ainsi la cathédrale que Philippe Leclerc fixe à ses soldats comme objectif ultime à la bataille de Koufra et sur celle-ci que le drapeau français est hissé dès l’entrée des Français dans la ville le 23 novembre 1944.. De son côté, la propagande allemande en fait un symbole du « génie allemand » et de la « germanité de l’Alsace », qui légitime par son existence la possession de la région par l’Allemagne. C’est dans cet esprit que d’autres statues d’empereurs allemands sont ajoutées à la façade après 1870, puis l’aigle du Reich après 1940, tandis que la représentation de Louis XIV est retirée[réf. souhaitée] ; sur les affiches, elle est à débarrasser du « fatras français ».